# Cusset
Pour les articles homonymes, voir Cusset.
Ne doit pas être confondu avec Busset.
Cusset (/ky.sɛ/) est une commune française, intimement liée à sa voisine Vichy et située sur les contreforts de la Montagne bourbonnaise, dans le département de l'Allier, en région Auvergne-Rhône-Alpes.
C'est la deuxième commune la plus importante de l'unité urbaine et de l'aire d'attraction de Vichy et de la communauté d'agglomération Vichy Communauté, ainsi que la quatrième commune du département après les trois chefs-lieux d'arrondissement en nombre d'habitants. Au recensement de 2022, elle comptait 13 329 habitants, appelés les Cussetois et les Cussetoises ou les Cussétois et les Cussétoises.

## Géographie

### Localisation
Située sur les contreforts de la Montagne bourbonnaise, au sud-est du département de l'Allier, au point exact où elle se rapproche de la rivière Allier et à une altitude de 310 m au sommet du mont Beton. Par la route, la commune est située à 59 km de Moulins, chef-lieu du département, au nord, à 63 km de Clermont-Ferrand au sud-ouest, Cusset est mitoyenne de Vichy.
Huit communes jouxtent Cusset :
|       | Creuzier-le-Vieux Creuzier-le-Neuf | Bost Saint-Étienne-de-Vicq |
| Vichy | Cusset                             | Molles                     |
|       | Le Vernet                          | Busset                     |

### Lieux-dits, hameaux et écarts
Elle comprend une cinquantaine de lieux-dits, les plus importants étant Presle, Puy Besseau, les Bartins, Champcourt, Chantegrelet, Chassignol et Viermeux.

### Géologie et relief
La commune s'étend sur 3 193 hectares ; son altitude varie entre 255 et 483 mètres. Les zones en basse altitude sont situées au plus près de Vichy (résidences construites en bordure de la rivière Sichon) tandis que les secteurs en haute altitude sont localisés à l'est (Chassignol, Meunière, Viermeux, Les Acarins).
La commune se situe « au droit de la limite Est de la fosse de Vichy » et s'étend de l'ouest vers l'est des formations « sédimentaires oligocènes » aux « reliefs cristallins ou volcano-sédimentaires paléozoïques ». Les terrains offrent une variabilité notable (granite, tufs, marnes, sables, grès, etc.). Globalement, elle est fondée sur des formations volcaniques anciennes, permettant, à la carrière des Malavaux, de fournir « des matériaux […] d'excellente qualité ».
Six types de formations géologiques sont représentés sur la commune :
- un socle granitique, sur les reliefs orientaux de la commune, représentés « par des faciès à grain moyen ou fin » ;
- des dépôts volcano-sédimentaires, avec deux types lithologiques (poudingues et tufs à grain fin) ;
- « deux faciès distincts du remplissage sédimentaire oligocène » de Limagne : « bancs calcaires d'origine récifale » et « marnes et argiles litées contenant des passées sablo-gréseuses ou calcaires » ;
- sables du Bourbonnais : épandages sablo-argileux présentant des « silts, argiles et sables interstratifiés » ;
- des hautes terrasses, développées dans l'interfluve Jolan-Sichon ;
- des formations sablo-graveleuses sur le Sichon et le Jolan.

### Hydrographie

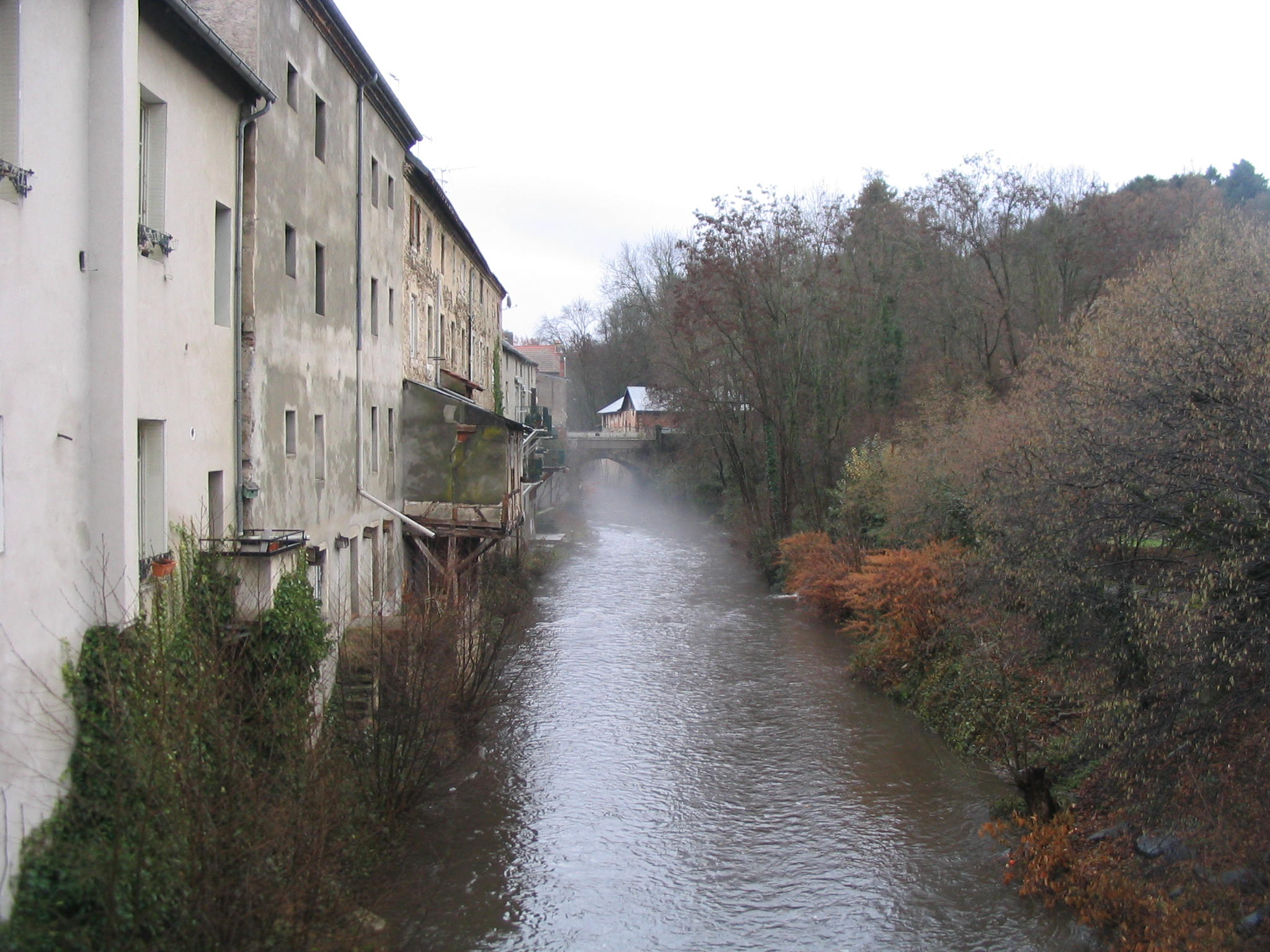
Le Sichon depuis le pont de la Mère, vers l'amont.

La commune est traversée par le Sichon, affluent de l'Allier long de 41,1 km prenant sa source à Lavoine, près du puy de Montoncel, dans le massif des Bois Noirs. Ce cours d'eau se situe en territoire à risque important d'inondation, et du fait de l'urbanisation croissante jusqu'à son embouchure à Vichy, il devient « canalisé ».
Ses affluents traversant la commune prennent leur source en montagne bourbonnaise. L'un d'eux, le Jolan, prend sa source au Mayet-de-Montagne et se jette près de la rue Combe-Bessay. Il comprend le ruisseau du Rebusset, long de 5 km et coulant exclusivement dans la commune, reliant les Acarins aux Morats.
Le Sichon et le Jolan sont favorables au ruissellement du fait de leur composition souterraine en roches métamorphiques et éruptives.

### Climat
Pour des articles plus généraux, voir Climat d'Auvergne-Rhône-Alpes et Climat de l'Allier.
En 2010, le climat de la commune est de type climat océanique dégradé des plaines du Centre et du Nord, selon une étude du CNRS s'appuyant sur une série de données couvrant la période 1971-2000. En 2020, Météo-France publie une typologie des climats de la France métropolitaine dans laquelle la commune est exposée à un climat de montagne ou de marges de montagne et est dans une zone de transition entre les régions climatiques « Centre et contreforts nord du Massif Central » et « Nord-est du Massif Central ».
Pour la période 1971-2000, la température annuelle moyenne est de 11,4 °C, avec une amplitude thermique annuelle de 16,6 °C. Le cumul annuel moyen de précipitations est de 818 mm, avec 10,7 jours de précipitations en janvier et 7,6 jours en juillet. Pour la période 1991-2020, la température moyenne annuelle observée sur la station météorologique de Météo-France la plus proche, « Vichy-Ville », sur la commune de Vichy à 2 km à vol d'oiseau, est de 12,7 °C et le cumul annuel moyen de précipitations est de 799,6 mm,. Pour l'avenir, les paramètres climatiques de la commune estimés pour 2050 selon différents scénarios d'émission de gaz à effet de serre sont consultables sur un site dédié publié par Météo-France en novembre 2022.
| Mois                                  | jan.             | fév.            | mars           | avril         | mai           | juin         | jui.          | août           | sep.           | oct.            | nov.          | déc.            | année      |
| ------------------------------------- | ---------------- | --------------- | -------------- | ------------- | ------------- | ------------ | ------------- | -------------- | -------------- | --------------- | ------------- | --------------- | ---------- |
| Température minimale moyenne (°C)     | 1,6              | 1,4             | 3,8            | 6,3           | 10,1          | 13,6         | 15,4          | 15             | 11,5           | 8,8             | 4,6           | 2,1             | 7,9        |
| Température moyenne (°C)              | 4,5              | 5,3             | 8,9            | 11,8          | 15,7          | 19,4         | 21,5          | 21,3           | 17,2           | 13,2            | 8,1           | 5,1             | 12,7       |
| Température maximale moyenne (°C)     | 7,5              | 9,2             | 14             | 17,4          | 21,3          | 25,2         | 27,6          | 27,5           | 22,9           | 17,7            | 11,5          | 8,1             | 17,5       |
| Record de froid (°C) date du record   | −21,5 05.01.1971 | −19 05.02.1963  | −12,9 01.03.05 | −5 06.04.1975 | −2 07.05.1957 | 0 03.06.1962 | 5 24.07.1968  | 1,2 26.08.1966 | 1,8 20.09.1962 | −6,9 30.10.1997 | −9 24.11.1998 | −17 25.12.1962  | −21,5 1971 |
| Record de chaleur (°C) date du record | 19,1 01.01.23    | 25,2 28.02.1960 | 28,1 31.03.21  | 31,4 30.04.05 | 34,6 28.05.17 | 41 27.06.19  | 41,3 31.07.20 | 40,5 12.08.03  | 35,9 10.09.23  | 32,5 02.10.23   | 24 01.11.1968 | 20,3 16.12.1989 | 41,3 2020  |
| Précipitations (mm)                   | 53,3             | 42,8            | 44,9           | 67,9          | 83,5          | 75,7         | 73,3          | 83,9           | 69,6           | 75,9            | 73,6          | 55,2            | 799,6      |

### Milieux naturels et biodiversité
Il existe une ZNIEFF 1, la Vallée du Sichon à l'Ardoisière, s'étendant aussi sur les communes de Busset et du Vernet.

## Urbanisme

### Typologie
Au 1er janvier 2024, Cusset est catégorisée centre urbain intermédiaire, selon la nouvelle grille communale de densité à 7 niveaux définie par l'Insee en 2022.
Elle appartient à l'unité urbaine de Vichy, une agglomération intra-départementale dont elle est ville-centre,. Par ailleurs la commune fait partie de l'aire d'attraction de Vichy, dont elle est une commune du pôle principal,. Cette aire, qui regroupe 50 communes, est catégorisée dans les aires de 50 000 à moins de 200 000 habitants,.

### Occupation des sols
Sur les 3 193 hectares de la commune, 508,1 ha sont des espaces habités et 82,4 ha sont voués aux activités économiques.

### Morphologie urbaine et quartiers
L'urbanisation est conséquente à l'ouest (Presles, Darcins, Les Bartins, Les Graves) ainsi qu'aux alentours du centre-ville, mais demeure plus limitée dans les secteurs de Champcourt (au nord) ou en cours de développement à Puy Besseau (avec la proximité des lycées publics et du boulevard urbain). La densité de population est plus faible dans les hauteurs.
Il existe neuf quartiers dans la ville de Cusset (huit à leur création en 2015) : Cœur de ville ; Saint-Antoine – Venise ; Val du Sichon ; Meunière – Justices ; Montbéton – Puy Besseau ; Presles ; Darcins ; Beausoleil – Montplaisant ; Le Grand Chassignol,.

#### Cœur de ville

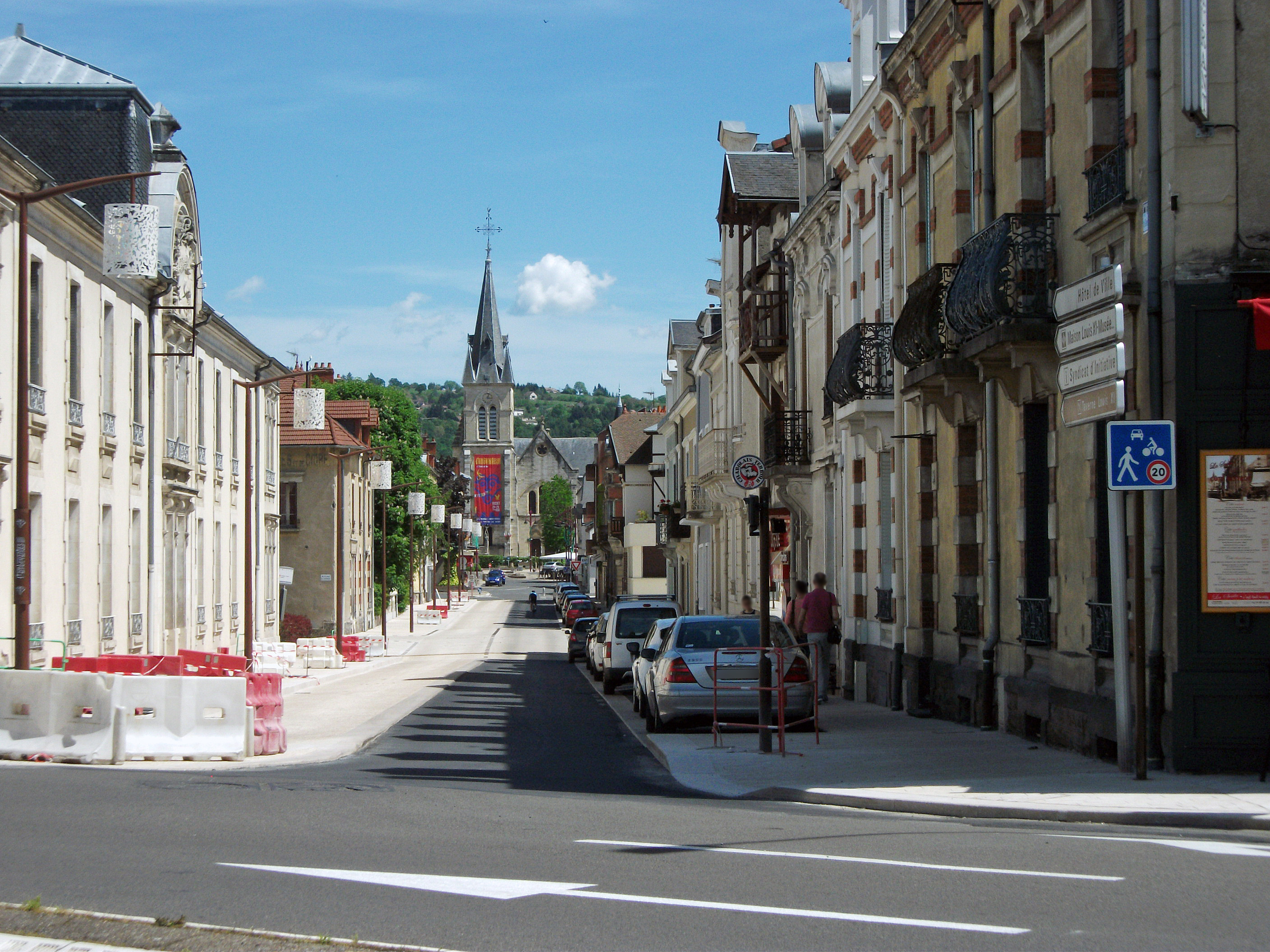
Le boulevard du Général-de-Gaulle rénové.

Le cœur de ville est délimité par les cours Tracy, Arloing et Lafayette, la rue Liandon, le Sichon et la rue de la République. L'entrée principale au cœur de ville s'effectue par le boulevard du Général-de-Gaulle, rénové en 2016, à l'ouest, ainsi que par l'avenue du Drapeau au nord. La municipalité a entrepris le réaménagement des trois cours dans les années 2010 :
- le cours Tracy, dont les platanes « à l'état phytosanitaire dégradé » et menaçant de chuter ont été abattus[22],[23]. Les règles de stationnement et de circulation ont été modifiées par la suite : aménagements pour piétons (avec éclairage depuis le sol[24]) et cyclistes, et aménagements de sécurité sur la route départementale ;
- le cours Arloing, réaménagé en 2013, avec plantation de chênes de Bourgogne[25]. Le cours a été inauguré le 15 février 2014[26] ;
- le cours Lafayette prévoit d'être rénové.

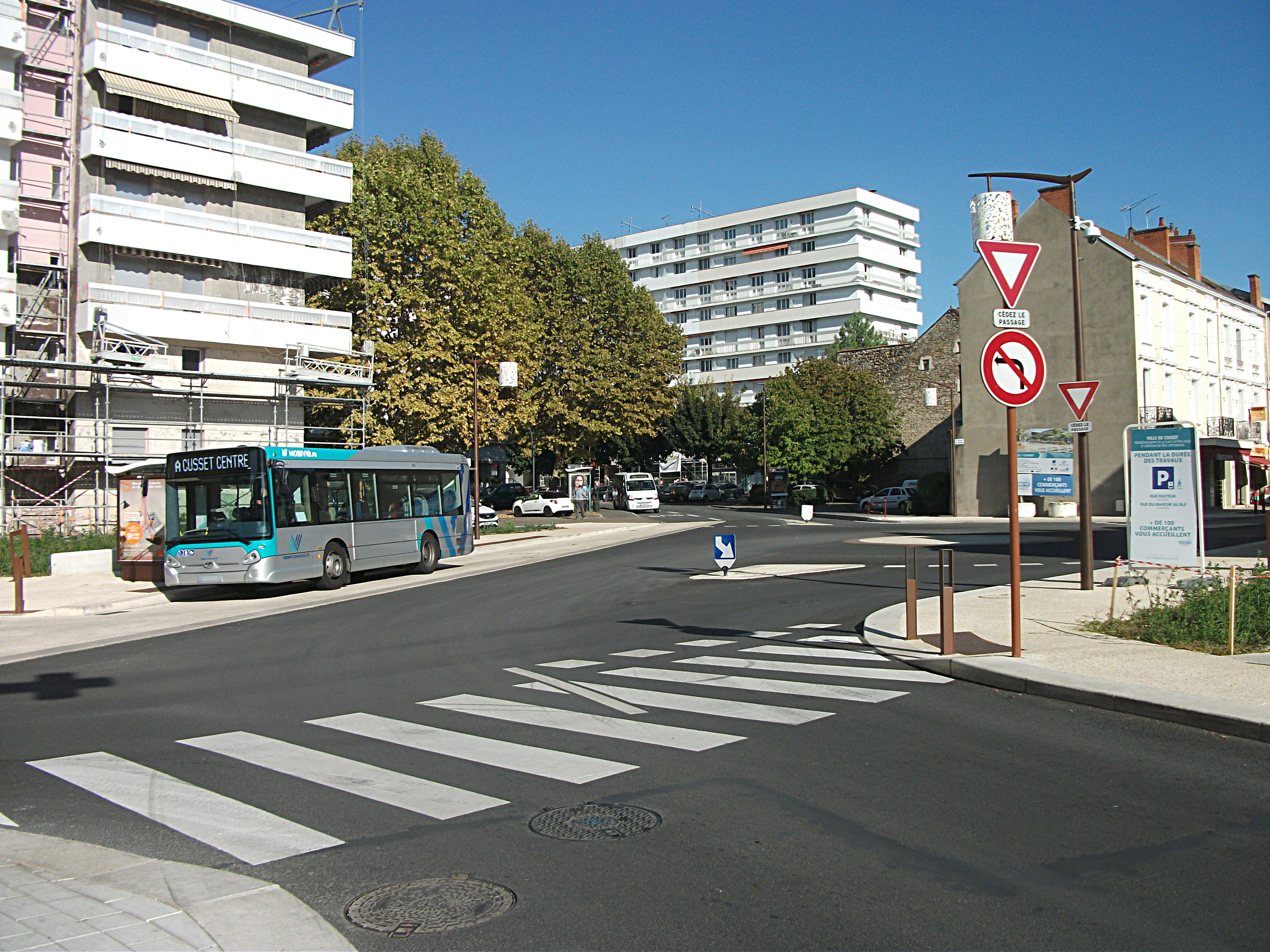
Pôle d'échanges intermodal secondaire en octobre 2018.

Le centre-ville est rénové en 2018 : la place Victor-Hugo est devenue une esplanade qui s'étend du parvis de l'église Saint-Saturnin aux terrasses des restaurants, dans le but d'accueillir plus de manifestations. Un pôle intermodal secondaire a été aménagé en renforçant les modes doux, dans le but de « fluidifier la circulation » ; il concurrence le pôle d'échanges intermodal déjà existant en gare de Vichy. La place et le pôle intermodal sont inaugurés le 27 novembre 2018 ; les travaux ont coûté deux millions d'euros.
La ville a rénové le square Georges-Roux, du nom du maire qui eut l'idée, en 1933, d'aménager un bassin sur la place Louis-Blanc, et qui porte son nom depuis 1952 ; il comprenait une grenouille en bronze, commandée par Robert Mermet dans les années 1940, inaugurée en 1953 mais dérobée en 1996. En 2019, la rénovation du square, agrémentée notamment de lilas des Indes et de pommiers et pruniers, est complétée par l'arrivée d'une nouvelle grenouille, conçue par des élèves de la section fonderie du lycée Hector-Guimard de Lyon et inaugurée par le maire de la ville Jean-Sébastien Laloy,.

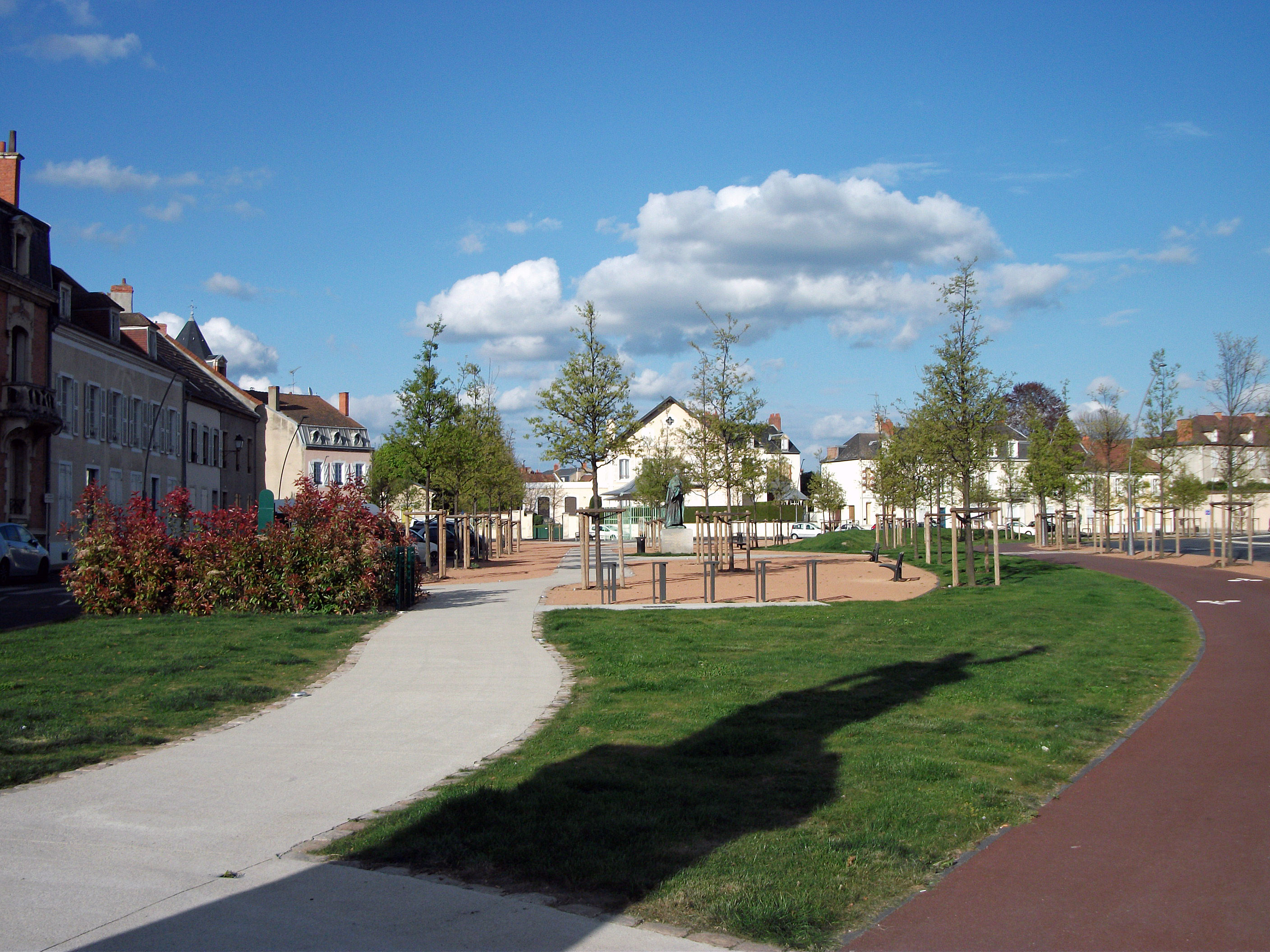
Cours Tracy.
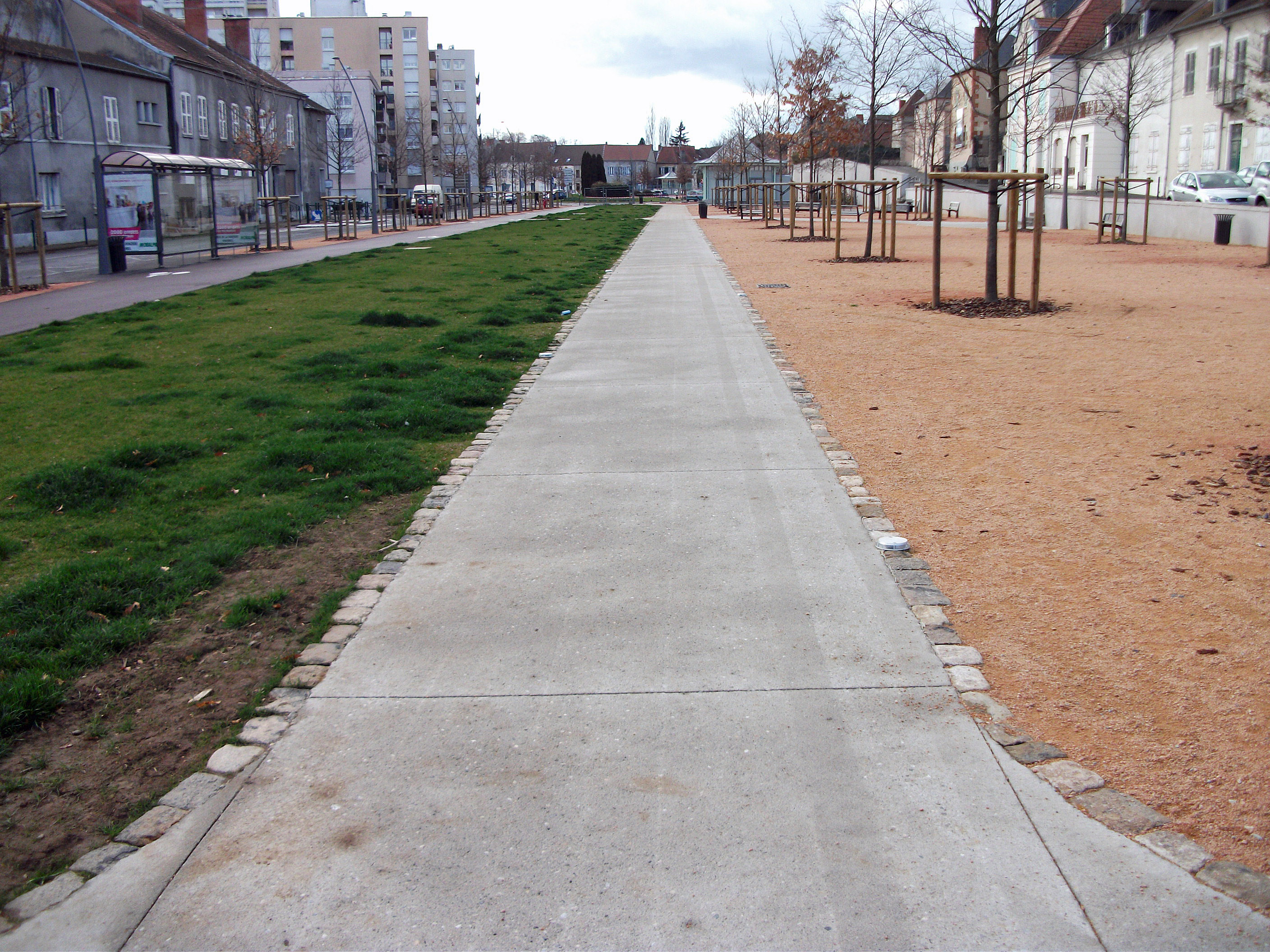
Cours Arloing.
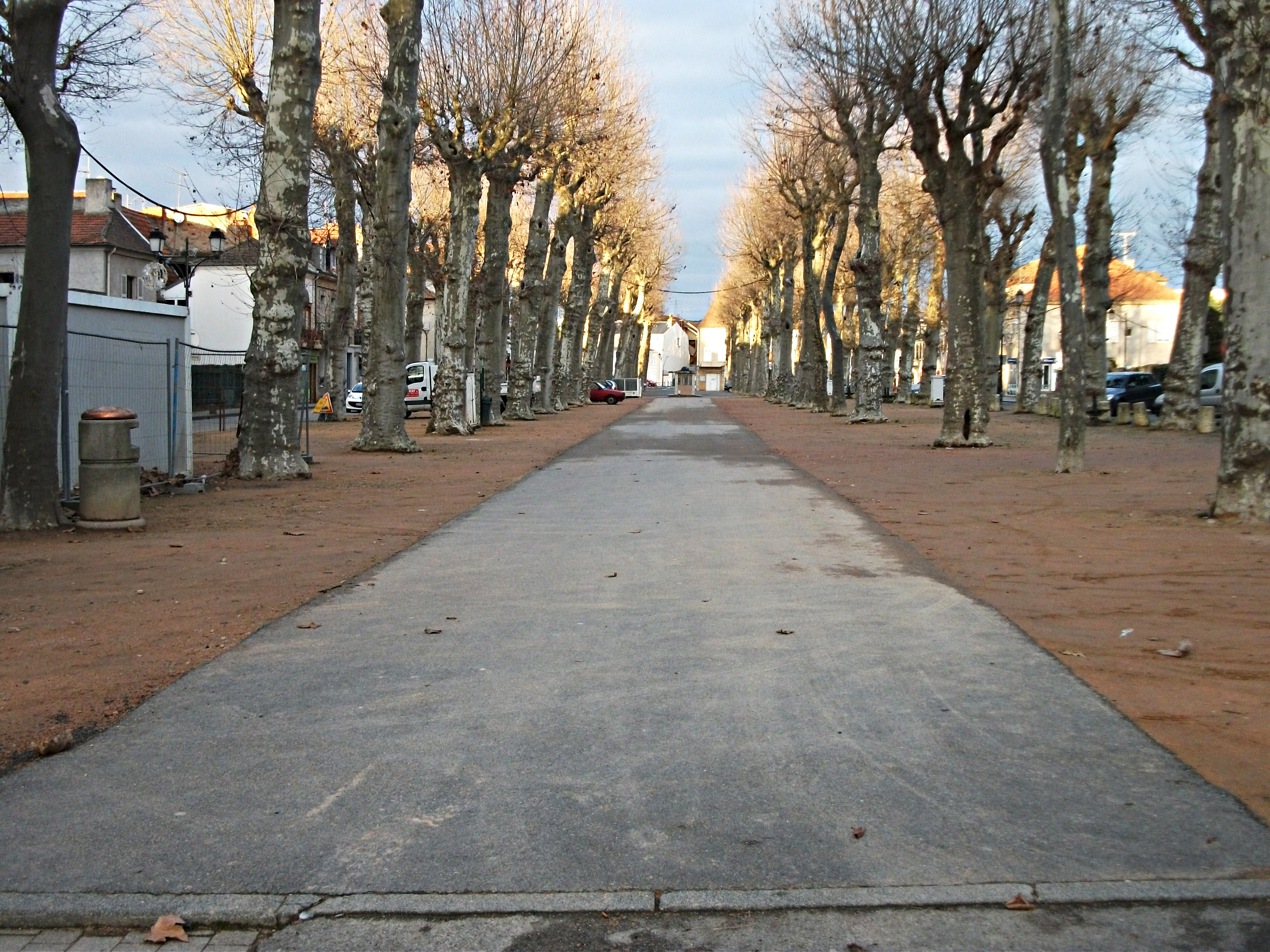
Cours Lafayette (non rénové) en 2014.
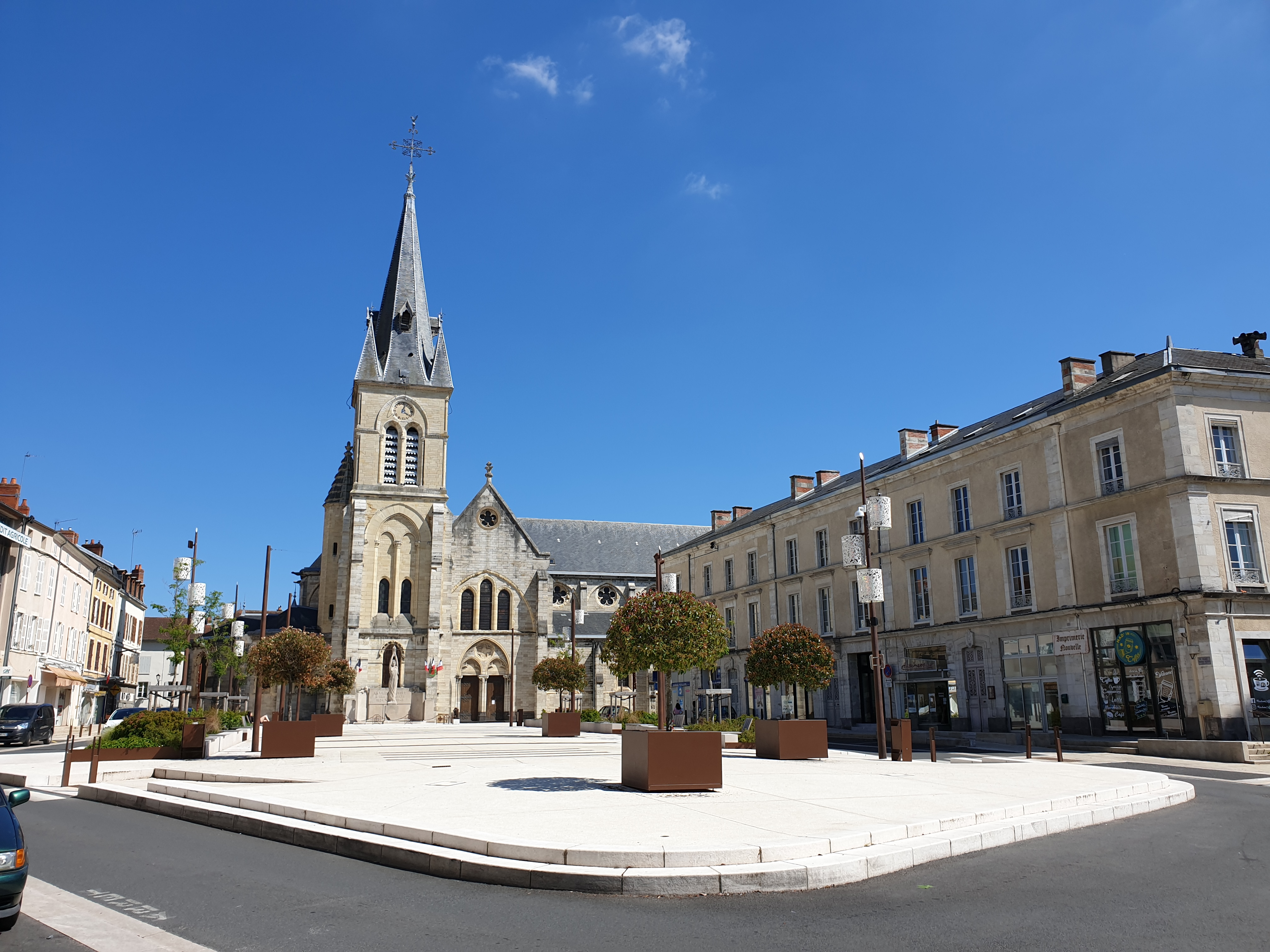
Place Victor-Hugo.

#### Venise – Saint-Antoine
Ce quartier est limité par les cours et la voie ferrée. Il comprend le cimetière ainsi que le stade Jean-Moulin.

#### Val du Sichon
La route de Ferrières constitue l'axe principal de ce quartier.

#### Meunière – Justices
Le quartier s'étend de Meunière aux hauteurs de la commune, en direction de Molles.

#### Montbéton – Puy Besseau

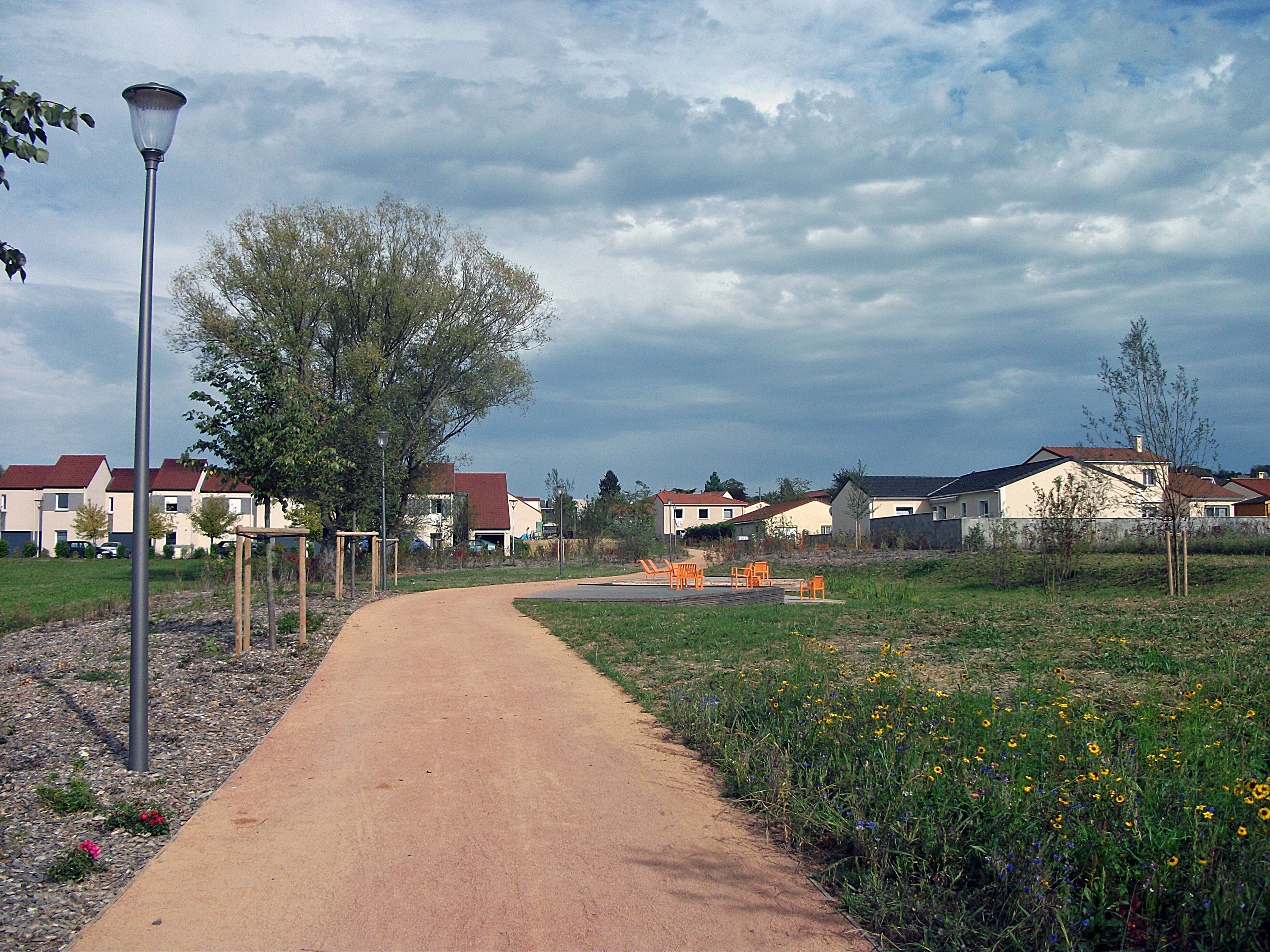
Coulée verte de Puy Besseau.

Le développement du quartier de Puy Besseau, situé à l'ouest de la ville près de l'hôpital, a commencé dans les années 1990 avec la construction du lycée Valery-Larbaud puis de maisons individuelles ou en habitat groupé. Une coulée verte reliant l'hôpital (au droit du boulevard urbain) et le lycée, constitué comme « le dernier maillon du quartier », est mise en service en 2013. Des arbres de différentes espèces ont été plantés, et, pour conserver l'humidité au sol, des écorces d'arbres provenant du cours Arloing ont été utilisées. Des LED éclairent la coulée. Cet aménagement a coûté un peu plus d'1 600 000 €. En parallèle, les rues de Provence et du Nivernais ont été réaménagées.
Le quartier intègre le dispositif « quartiers prioritaires », s'ajoutant à celui de Presles. Il ne comporte aucun commerce de proximité. Fin janvier 2015, une boulangerie-snacking est implantée près du lycée Valery-Larbaud.
Une sculpture, réalisée par un artiste local, est implantée depuis 2018 au carrefour giratoire entre le boulevard Gabriel-Péronnet et la rue Fernand-Lafaye-et-Anne-Marie-Menut-Lafaye.

#### Presles – Darcins

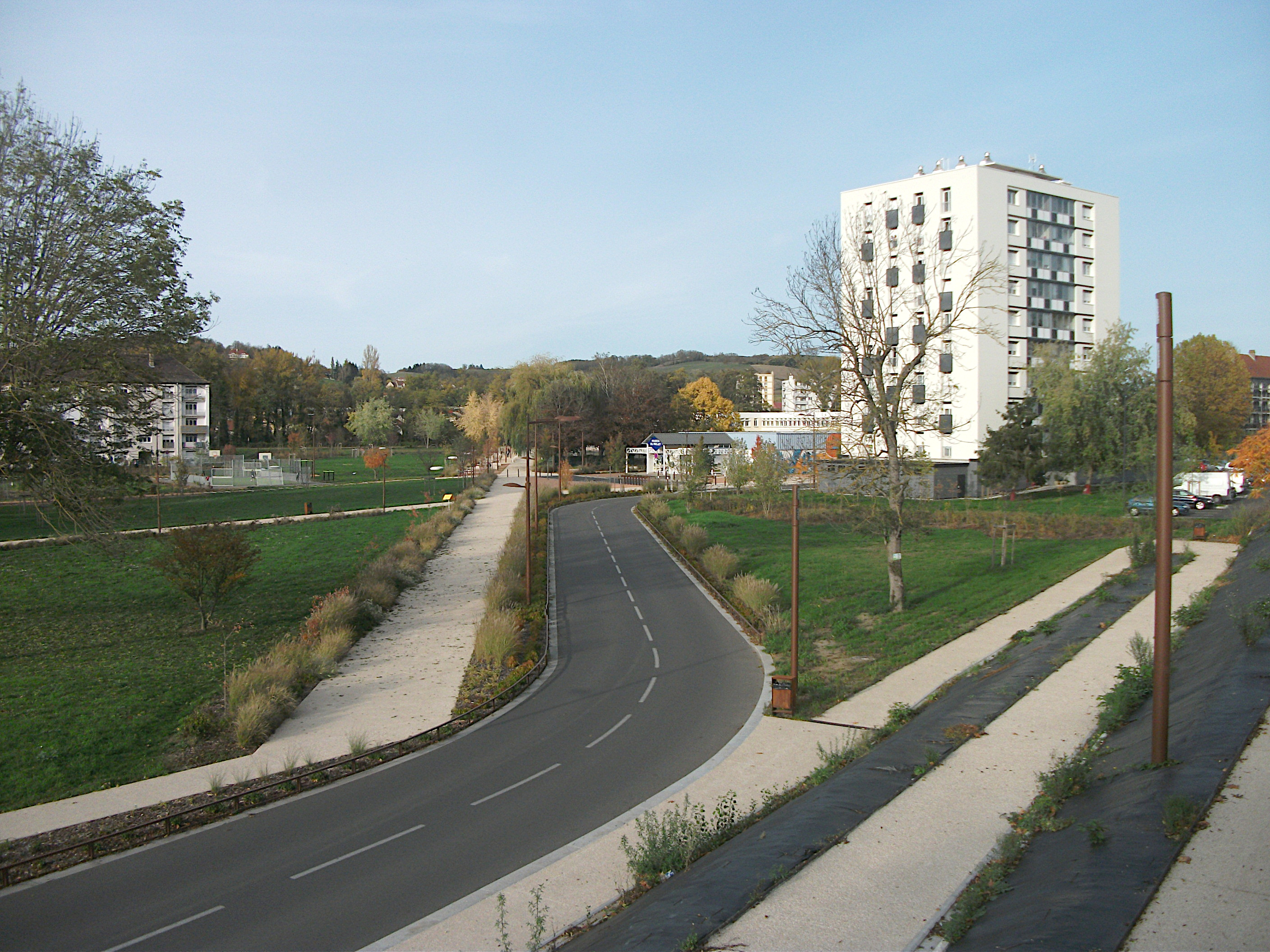
Vue du quartier de Presles depuis l'avenue de Vichy, avec au premier plan, l'allée Mesdames.

Le quartier est limité au nord par la voie ferrée, à l'est et au sud par les rues Henri-Cureyras, de la République et de l'avenue de Vichy et à l'ouest par la limite communale avec Vichy. Il comprenait une zone urbaine sensible, nommée selon le ministère de la Ville « Presle-Les Darcins » et empiétait sur le quartier voisin de Puy Besseau, s'étendant sur 74 hectares entre l'avenue Gilbert-Roux et la cité Albert-Londres en passant par le complexe sportif et l'ensemble HLM de la cité de Presles. Elle comptabilisait 2 341 habitants en 2006, soit 17,45 % de la population municipale de Cusset (13 414 habitants).
La zone intègre le dispositif « quartiers prioritaires » à la suite de la disparition des zones urbaines sensibles depuis 2015. À l'échelle de la communauté d'agglomération, le quartier nommé « Cœur d'agglo », de 3 700 habitants et 10 700 euros de revenu médian annuel, s'étend vers Vichy en direction du quartier des Romains et de la gare, et à l'est vers l'avenue de l'Europe, à l'exclusion de la cité scolaire.
La cité de Presles, qui n'a « jamais bénéficié d'un protocole de réhabilitation majeur » selon le président d'Allier Habitat, va être réhabilitée, par la rénovation de 300 logements pour un coût de trente millions d'euros. 364 logements sont réhabilités et deux bâtiments détruits en intégralité (dont celui longeant l'avenue de Vichy, érigé en 1965) et un partiellement, afin « d'ouvrir la cité sur le reste du quartier ». Les travaux, débutés fin 2017, sont terminés en 2019. Ce grand chantier rentre dans le cadre d'un programme régional de renouvellement urbain porté par la communauté d'agglomération, pour un montant de 43 655 892 € hors taxes, et s'accompagne de l'aménagement de nouvelles voies et de passerelles en vue de désenclaver le quartier, ainsi que la rénovation de l'avenue de Vichy dont les travaux se sont terminés en avril 2022.

#### Beausoleil – Montplaisant
Porte d'entrée nord de la ville, elle couvre une partie de la zone industrielle.

#### Le Grand Chassignol
Ce quartier s'étend sur Chassignol et les secteurs reculés de la ville.
C'est l'un des quartiers les plus vastes de la commune. Une école est installée en 1841 (elle accueille près de 80 enfants). La chapelle Notre-Dame-de-Fatima a été édifiée en 1957 et rénovée par une association de la commune en 2014.

### Logement
La proportion de logements anciens, dont la construction est antérieure à 1975, s'élevait à 69 %.
En 2020, Cusset comptait 7 207 logements : 87,9 % étaient des résidences principales, 2,2 % des résidences secondaires et 9,9 % des logements vacants. Ces logements étaient pour 58,0 % d'entre eux des maisons individuelles et pour 41,6 % des appartements. Par rapport à 2009, le nombre de logements est en légère augmentation (il en existait alors 7 042).
La proportion des résidences principales, propriétés de leurs occupants était de 56,3 %, en hausse par rapport à 2014 (54,6 %) mais en légère baisse par rapport à 2009 (57,0 %). La ville comptait 19,4 % de HLM loués vides, contre 23,9 % en 2014 et 17,5 % en 2009. Le quartier « Cœur d'agglo » compte 25 % de logements HLM. 1,0 % étaient logés gratuitement en 2020.

### Planification de l'aménagement
La loi SRU du 13 décembre 2000 a incité fortement les communes à se regrouper au sein d'un établissement public, pour déterminer les parties d'aménagement de l'espace au sein d'un schéma de cohérence territoriale (SCoT), un document essentiel d'orientation stratégique des politiques publiques à une grande échelle. La commune est dans le territoire du SCoT de Vichy Communauté, approuvé le 18 juillet 2013 sur le territoire de l'ancienne communauté d'agglomération de Vichy Val d'Allier regroupant 23 communes, et révisé en 2019.
Le plan local d'urbanisme a été approuvé par délibération du conseil communautaire de la communauté d'agglomération Vichy Communauté le 26 septembre 2019.

### Projets d'aménagement
La ville projette de reconvertir la friche industrielle Applifil, située en bordure du boulevard du Gravier et de la rue des Préférés (ou des Prés-Ferrés), en pôle d'activités mixtes. Il consistera à démolir et à reconstruire le supermarché à l'enseigne Casino en augmentant sa surface de vente, l'ancien emplacement libérant un espace où sera construite une esplanade et 242 places de stationnement supplémentaires. L'enseigne sera complétée par une galerie marchande de 4 000 m2, des cabinets médicaux et soixante logements, dont deux immeubles de douze logements en accession à la propriété. Le projet, financé par des fonds privés, coûte 20 millions d'euros. D'une surface de 1,5 hectare, les travaux devaient débuter en 2016, mais le terrain présente une pollution au chlore sur cet ancien site industriel.

### Voies de communication et transports

#### Voies routières

##### Réseau routier départemental

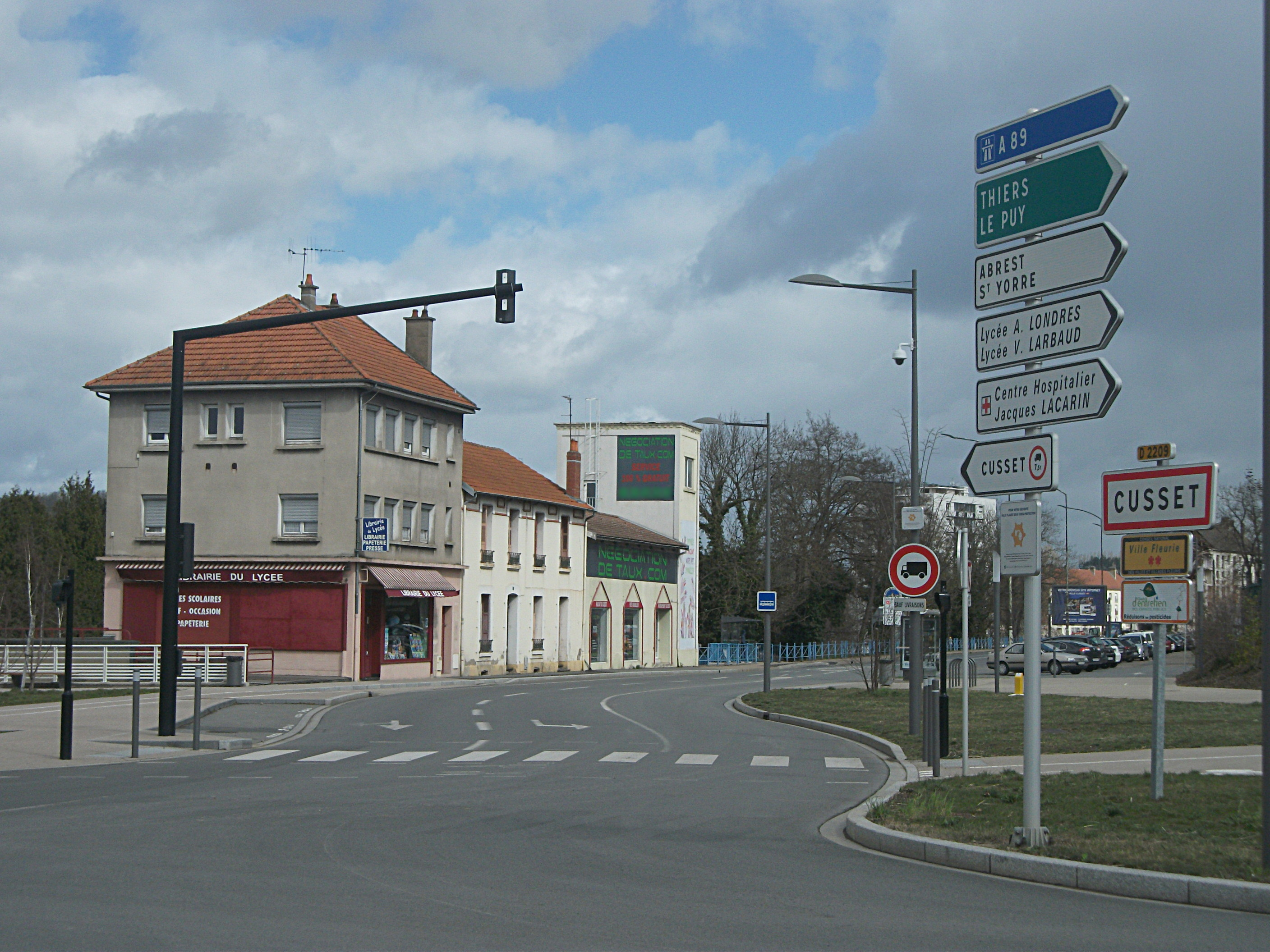
Entrée de Cusset depuis Vichy en mars 2019.

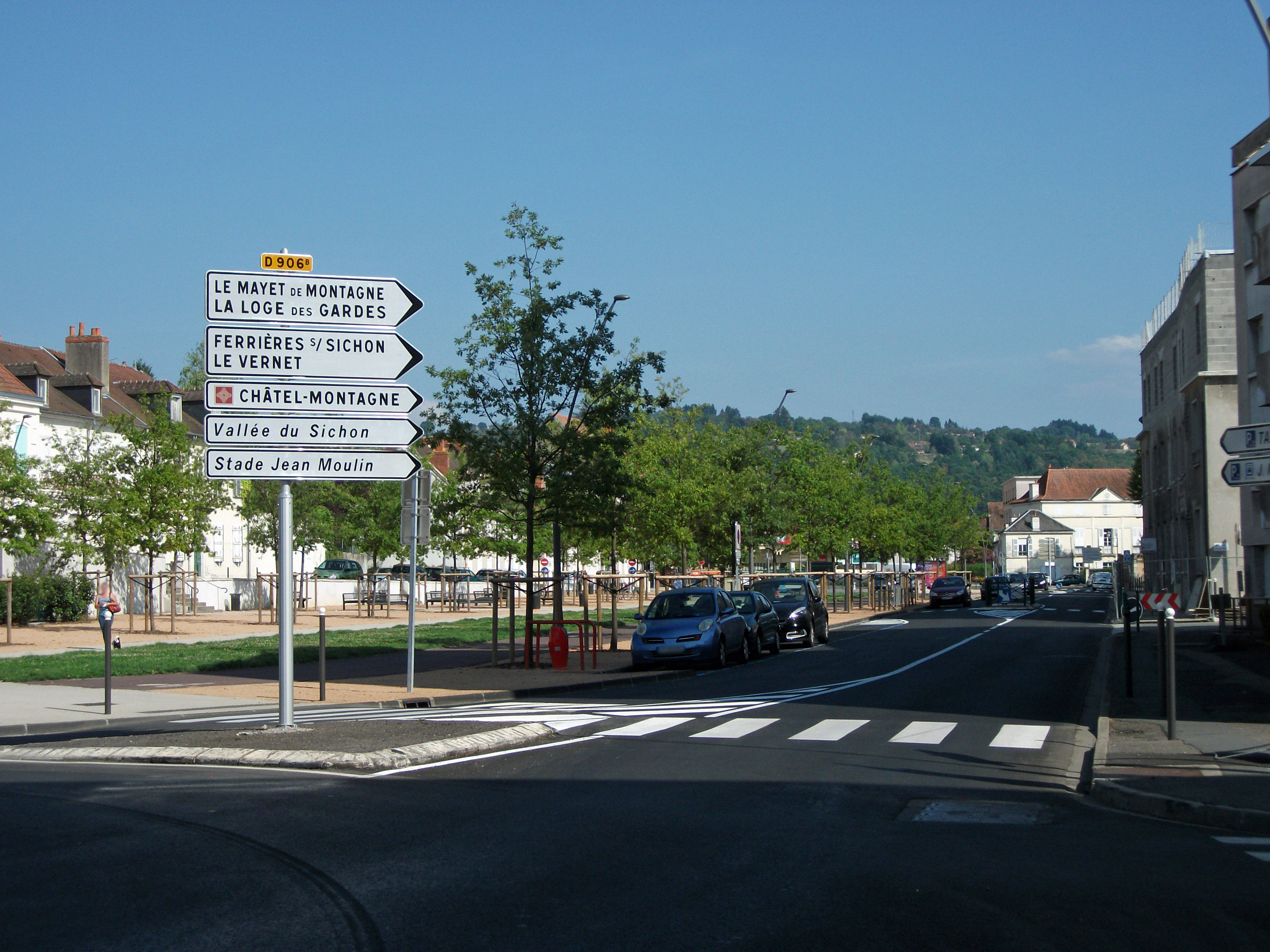
Cours Arloing (D 906b) en 2015.

La route départementale 2209 (ancienne route nationale 209), reliant Gannat à Varennes-sur-Allier par Vichy, est l'axe principal de circulation. Au nord (avenue de Vichy — rénovée en 2019 et 2022 —, rue de la République et route de Paris), cette route permet de rejoindre Moulins, Varennes-sur-Allier, Saint-Germain-des-Fossés et Lapalisse. Vers l'ouest, elle dessert les quartiers de Presles et des Darcins en longeant le nord de la cité scolaire Albert-Londres et continue jusqu'à Vichy.
Depuis le 12 janvier 2015, l'autoroute A719 relie la ville à Clermont-Ferrand en une heure environ et à l'Ouest du département ; son accès, à dix kilomètres, est privilégié par le passage dans la zone commerciale des Bartins.
Le réseau secondaire, en dehors de la route départementale 27 permettant de rejoindre Saint-Pourçain-sur-Sioule, Charmeil et Beausoleil (commune de Cusset et de Creuzier-le-Vieux), est tourné vers la montagne bourbonnaise.
La route départementale 906b (ancienne route nationale) traverse les cours Tracy et Arloing avant de monter vers Bost et Lapalisse ; trois kilomètres plus loin, débute la RD 25 menant vers Châtel-Montagne ; peu avant, la RD 62 quitte la commune sept kilomètres plus loin avant d'entrer dans Molles et de continuer vers Le Mayet-de-Montagne ; enfin la RD 995 remonte la vallée du Sichon, vers Arronnes et Ferrières-sur-Sichon.
Le réseau tertiaire constitue une desserte locale. Juste avant le franchissement du Jolan, à la sortie de la RD 906b, la RD 508 permet de rejoindre Molles via le lieu-dit Gacon ; la RD 175, en direction du Vernet et de Busset, est une autre porte d'entrée vers la montagne bourbonnaise. Les RD 126 (Côte Saint-Amand et Abrest), 259 et 186 sont limitées à une desserte plus fine.

##### Réseau routier communautaire et communal

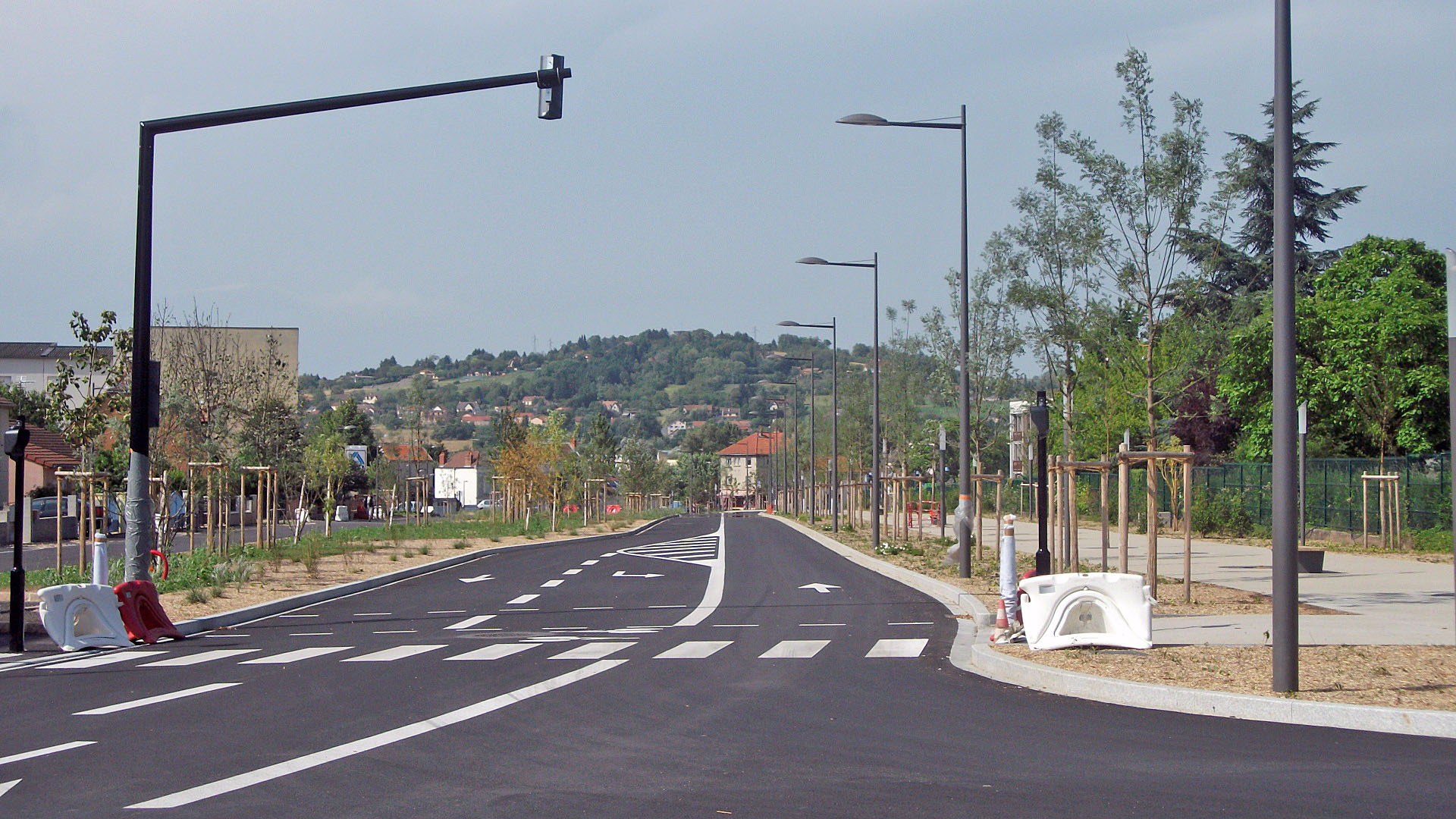
Le boulevard urbain en juillet 2013, nommé avenue de la Liberté. Cusset est à droite, Vichy à gauche.

Une nouvelle voie, à cheval avec Vichy et construite par la communauté d'agglomération, assure le maillage entre les lycées publics et le centre hospitalier Jacques-Lacarin, en passant à proximité du quartier de Puy-Besseau. La rue de Bordeaux, sur la commune voisine de Vichy, redirige les flux vers cette nouvelle voie. Sans attendre le prolongement au nord, le jalonnement directionnel en place incite les véhicules, en particulier les transports de marchandises en transit, à emprunter ce boulevard urbain, nommé, après des tergiversations entre les maires des communes concernées par ce projet, avenue de la Liberté.
La première tranche, comprenant plus d'un kilomètre de voie nouvelle et réaménagée (notamment la rue de Vendée à cheval avec la commune de Vichy), reliant la D 2209 et l'hôpital, a été inaugurée le 20 décembre 2013. Ce projet contribue à l'amélioration de la desserte de l'agglomération. La deuxième tranche, reliant le carrefour avec la D 2209 à la zone commerciale des Peupliers (carrefour giratoire entre le boulevard d'Alsace-Lorraine, l'avenue Gilbert-Roux et la rue des Bartins), est en service depuis le 16 juin 2017. Cette mise en service a permis une libération de la « capacité d'urbanisation » dans la commune. Le boulevard est prolongé vers le nord, en direction de Creuzier-le-Vieux,, le 1er avril 2021, et au sud vers le quartier des Garets, à Vichy, le 21 mars 2022.
Du réseau communal, la rue Antoinette-Mizon et l'avenue Gilbert-Roux relient le centre-ville à la zone commerciale des Peupliers ainsi que les quartiers nord de Vichy ; le boulevard Jean-Lafaure assure quant à lui la desserte des usines chimiques Lagarde.

#### Transports en commun

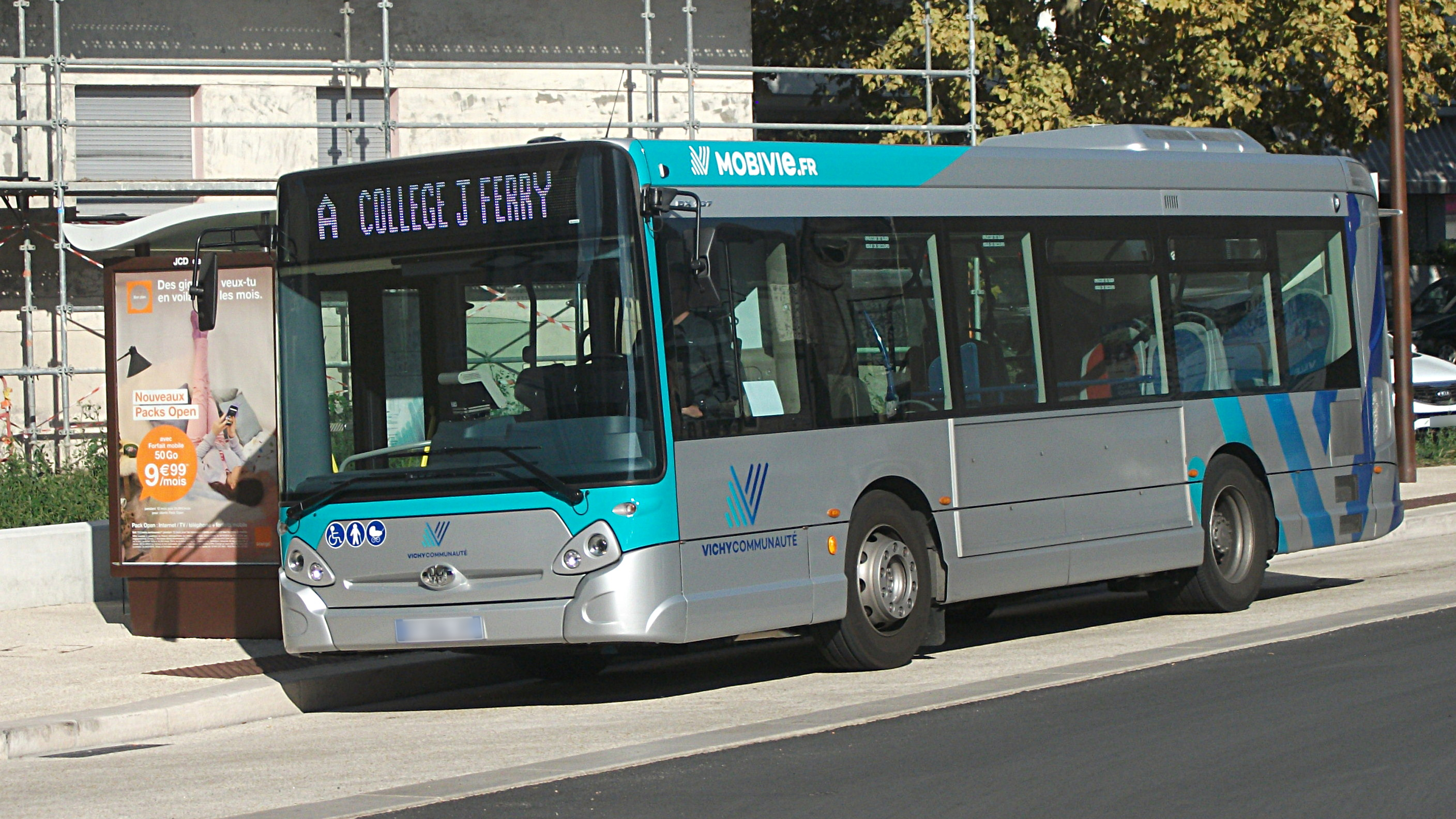
Un bus de la ligne A, au terminus Cusset Centre.

Le réseau urbain MobiVie est exploité par Transdev Vichy depuis septembre 2018. Cusset est desservie par quatre des huit lignes du réseau (cinq en incluant le quartier de Beausoleil à la limite avec Creuzier-le-Vieux) :
- la ligne A relie le collège Jules-Ferry à Vichy au centre de Cusset à intervalles réguliers de quinze minutes (en semaine et en période scolaire sauf le samedi matin), sept jours sur sept (un bus par heure le dimanche et les jours fériés) ;
- la ligne C relie le cours Arloing au stade aquatique à Bellerive-sur-Allier, à intervalles réguliers de vingt minutes du lundi au vendredi et trente minutes le samedi ;
- la ligne D relie Les Arloings et Les Guinards à Creuzier-le-Vieux aux Bourins à Vichy et aux Biernets à Abrest. L'arrêt Chantegrelet dessert quelques habitations situées côté Cusset (route de Charmeil) ;
- la ligne E relie Cusset (quartier de Meunière, collège Maurice-Constantin-Weyer, zone commerciale des Peupliers) aux Ailes, à Vichy, du lundi au samedi, à intervalles réguliers de trente minutes en heures creuses ;
- la ligne H relie le quartier de Champcourt au lycée Albert-Londres (Normandie) via Meunière, uniquement en période scolaire, avec deux départs du lundi au samedi le matin, deux départs les lundis, mardis, jeudis et vendredis l'après-midi et un départ les mercredis et samedis le midi.

En outre, la ville est desservie par trois lignes du réseau Cars Région Allier (lignes B02 vers Montluçon, B05 vers Bellenaves et B06 vers Le Donjon) ainsi que la ligne P55 (vers Ris et Puy-Guillaume) du réseau du département voisin du Puy-de-Dôme (Cars Région Puy-de-Dôme).

#### Aménagements cyclables
Quelques aménagements cyclables existent, sur une partie de la rue Fernand-Lafaye-et-Anne-Marie-Menut-Lafaye, la rue des Peupliers, l'avenue du Général-Leclerc, ainsi que le long des cours Tracy et Arloing, ou encore l'avenue de l'Europe. L'application de plans de circulation, notamment en 2011 a permis le développement du réseau cyclable.
En 2014, le conseil général de l'Allier a créé un jalonnement cyclable entre Vichy, Cusset et Le Mayet-de-Montagne, passant par le quartier de Puy-Besseau, le centre-ville et les Grivats.

#### Transport ferroviaire

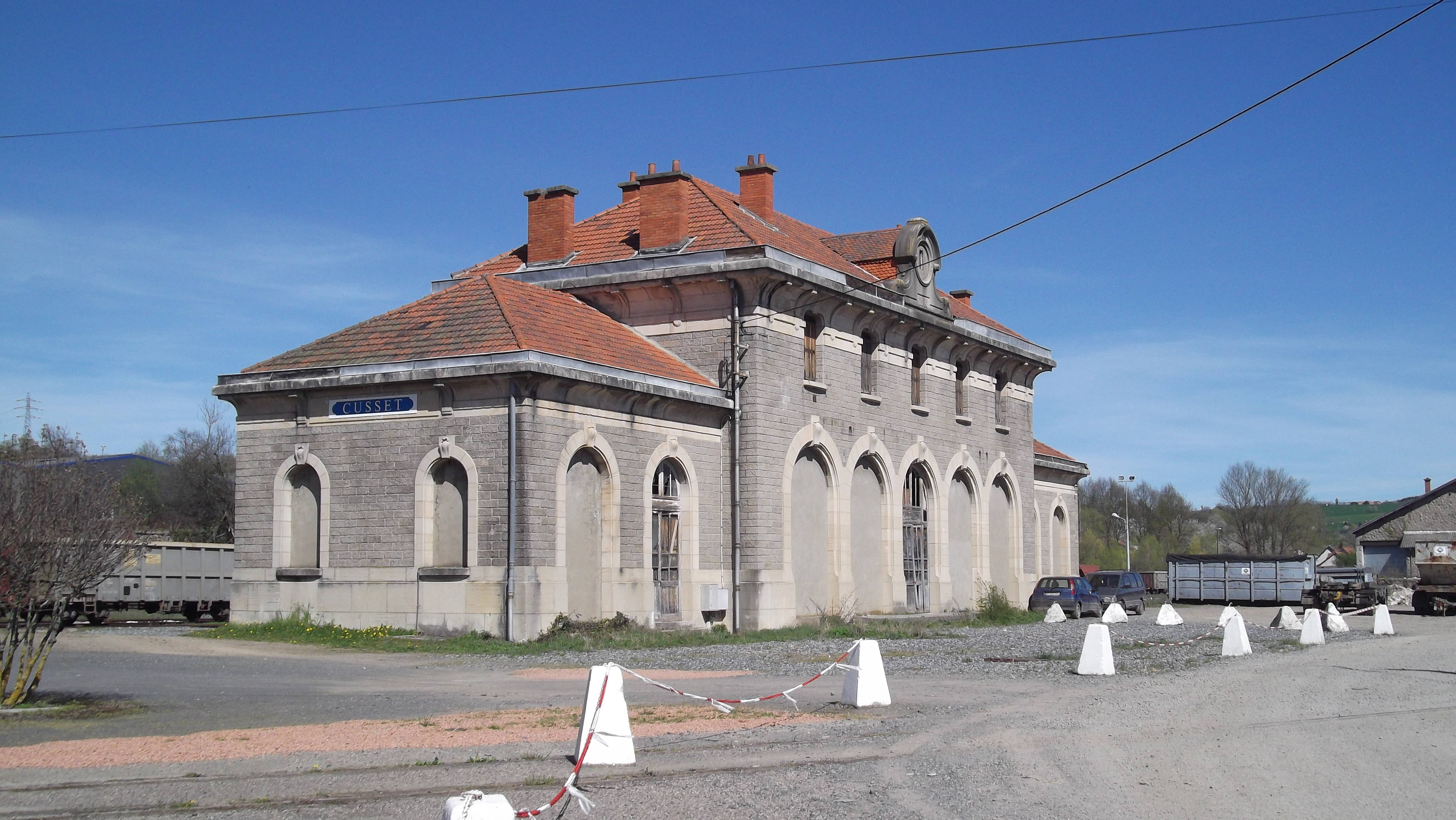
Gare de Cusset en 2011.

Cusset a été desservie par la Société des Chemins de fer du Centre entre 1909 et 1950. Les trains de voyageurs empruntaient le chemin de fer de Vichy à Lavoine. Une gare SNCF est implantée au nord de la ville. Son activité est limitée à la desserte marchandise de l'usine Total Lagarde et des carrières des Malavaux.
La gare de Vichy est la plus proche concernant le trafic voyageurs, à trois kilomètres. Les bus urbains permettent des correspondances ferroviaires à destination de Paris, Lyon, Moulins ou Clermont-Ferrand.

### Énergie
La gestion de l'éclairage public a été confiée à une société privée, afin de réduire les coûts à la charge de la mairie ; la commune estime économiser 89 000 euros par an.

### Risques naturels et technologiques
Cusset est soumise à plusieurs risques naturels (inondation, mouvements de terrain, séisme, feu de forêt) et technologiques (industriel et transport de matières dangereuses).
Les plans de prévention des risques naturels (PPRn) inondation (approuvé en 2001) et mouvement de terrain par tassements différentiels (approuvé en 2008) sont pris en compte dans un aménagement. La commune a élaboré un DICRIM,.

#### Risques naturels
Cusset est exposée au risque inondation. Elle a connu cinq crues depuis le milieu du XXe siècle :
- le 14 juillet 1951, probablement à la suite d'un orage, le Sichon a inondé la rue Simonard ainsi que le centre-ville. Toutefois, son débit était insuffisant pour que la rivière sorte de son lit[11] ;
- le 9 novembre 1958, le Jolan entrait en crue, qualifiée pour les riverains comme « la plus importante depuis 1950 ». Le quartier de l'avenue de l'Industrie ainsi que la rue Simonard étaient les plus touchés, puis Darcin après le confluent avec le Sichon[11] ;
- en juillet 1977, une crue du Sichon, due « à un gros orage », inonde une partie des jardins de la rue Andreau et l'espace Chambon[11] ;
- le 22 mai 2012, une crue du Sichon inonde une partie du parc de jeux près de l'espace Chambon[12] ;
- le 8 août 2013, une crue du Jolan touche, à la suite de violents orages[61], « quarante maisons, trois entreprises et un entrepôt industriel[12] » ; pour cette dernière crue, un arrêté de catastrophe naturelle a ainsi été établi[60].

Ces crues sont provoquées par « des phénomènes pluviométriques d'intensité exceptionnelle » ; en cas de crue exceptionnelle, une partie du centre-ville pourrait être submergée. Une étude hydraulique concernant les zones inondables du Sichon et du Jolan a été menée en 1996. Le plan de prévention du risque inondation a été approuvé le 16 septembre 1998.
Les quartiers habités et principalement concernés par les inondations sont les Graves, les Darcins et Genat.
La commune présente un risque mouvement de terrain par retrait-gonflement des argiles, où un PPR a été approuvé le 26 août 2008, mais aussi pour les glissements de versants, de talus et de pentes sous remblais. Une étude du BRGM de 1992 menée dans les environs de Vichy montre que les glissements de terrain « peuvent intervenir dans des formations sédimentaires tertiaires » ; une chute s'est déjà produite au Champ des Cerveaux Hauts. Une deuxième étude de 1994 a permis de déceler trois zones d'aléas à Turgis, Champcourt et Thibault ; ne touchant pas des habitations, celles-ci ne font pas l'objet d'une information préventive.
Le risque sismique est aussi présent. La commune est classée dans la zone de sismicité de niveau 2 ou faible. La région Auvergne est pourtant sismiquement active ; le dernier séisme ressenti dans le département, à proximité de Cusset, se produisit le 25 mars 1957, où l'intensité ressentie atteignait VI ; l'épicentre était localisé à Randan, dans le département voisin du Puy-de-Dôme.
Il existe aussi un risque feu de forêt, en aléa modéré. Autour des gorges du Sichon, il existe une surface boisée, zone propice au déclenchement d'incendies. Sept se sont produits depuis la sécheresse de 1976 ; les habitants des villages des Grivats, du Teillot et de Laire sont soumis à l'information préventive.
Des arrêtés de catastrophe naturelle ont été établis à l'issue de la tempête de 1982, d'inondations et de coulées de boue et de mouvements de terrain par tassements différentiels consécutifs à la sécheresse et à la réhydratation des sols.

#### Risques technologiques
La présence d'une usine de dépôt d'hydrocarbures (Lagarde), classée SEVESO seuil bas, constitue un risque majeur d'incendie et d'explosion « en raison de son implantation en zone pavillonnaire ». En bordure du boulevard Jean-Lafaure, la concentration d'hydrocarbures liquides, provoquant en cas d'explosion un incendie, voire la pollution des sols. Un plan particulier d'intervention, approuvé le 14 mai 2008, et un plan d'opération interne, ont été élaborés.
Le trafic conséquent sur les routes départementales 2209 (plus de cinq mille véhicules par jour en 2011) et 27 justifie la présence du risque de transport de matières dangereuses. Une canalisation de transport de gaz naturel, exploitée par GRTgaz, passe aussi par la commune.

## Toponymie

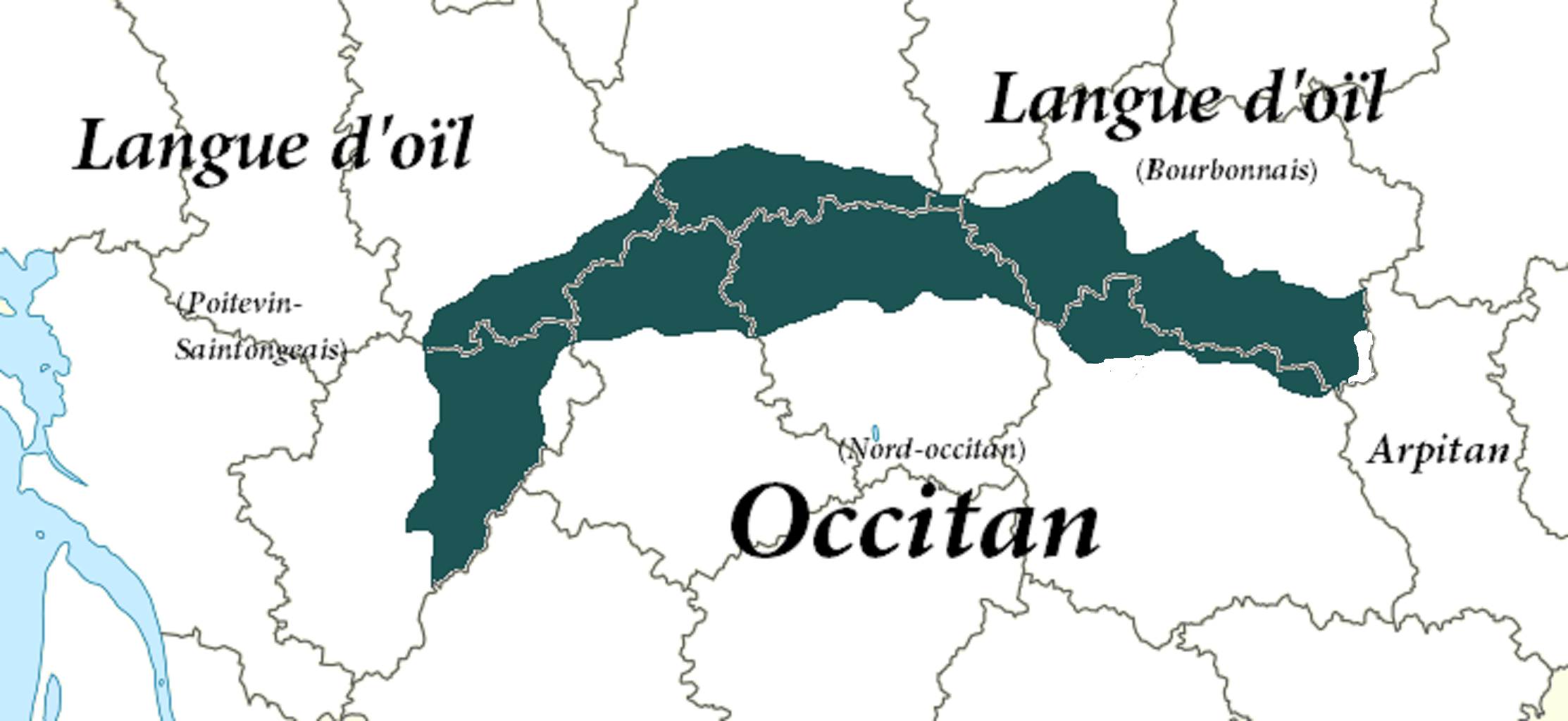
Aire linguistique du Croissant selon lAtlas sonore des langues régionales (CNRS, 2022). Vichy est la deuxième plus grande ville du Croissant.

Cusset est attesté sous les formes in Cuciaco / in Cutiaco en 886, Cucciaco en 1373, puis Cuci, Cucy, Cussy, Cussetum, Cussoy, Cuciacum.
Il s'agit d'un type toponymique gallo-roman en -acum, suffixe marquant « le lieu de, la propriété de ». Il est précédé, comme c'est généralement le cas, d'un anthroponyme, peut-être le nom de personne roman Cutius ou latin Cūcius / Cussius. Même racine pour les formes du type Cussac, Cussy, Cussay.
En bourbonnais du Croissant, la langue traditionnelle, Cusset porte le même nom qu'en français : Cusset. La commune est située dans l'aire linguistique du Croissant, zone où la langue est de transition entre la langue occitane et la langue d'oïl.

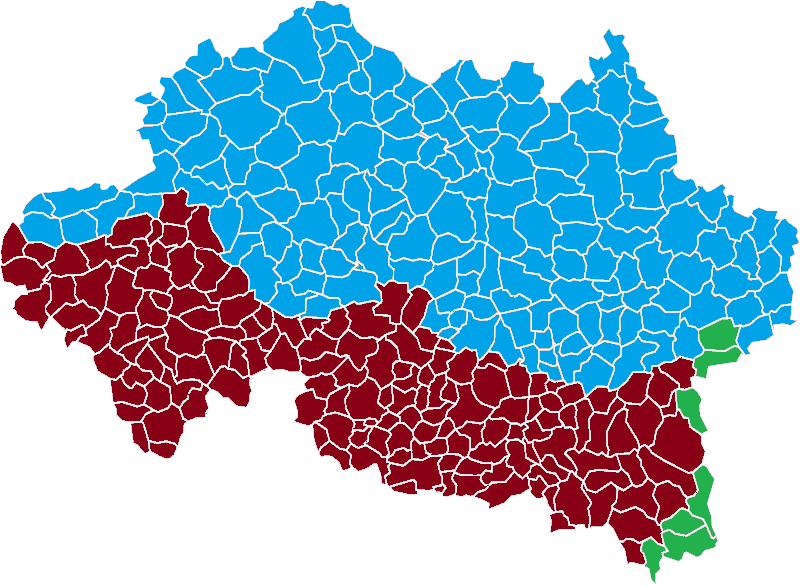
Carte linguistique de l'Allier selon lAtlas sonore des langues régionales de France (CNRS). En rouge sombre : le bourbonnais du Croissant ; en bleu : le bourbonnais d'oïl ; en vert : l'arpitan.

Malavaux, un quartier situé à l'est de la commune de Cusset, est un toponyme médiéval qui provient de l'ancien occitan, car le premier élément Mala- signifie « mauvaise » en occitan. Le second élément est vaux « vallée », de val employé ici au féminin comme c'était parfois le cas au Moyen Âge, d'où le sens global de « mauvaise vallée », c'est-à-dire « vallée où la terre est mauvaise ».
Les habitants de la commune sont appelés les Cussetois ou les Cussétois, d'après la forme moderne du toponyme.

## Histoire

### Antiquité
Dès le IVe siècle av. J.-C., un site celtique précédait et dominait l'actuelle ville. L'oppidum de Viermeux, oppidum arverne destiné à surveiller l'entrée septentrionale de la Limagne, dont le site est constitué de deux plateaux de 60 hectares dont l'un, de 25 ha abritait plusieurs centaines de familles qui l'abandonnèrent au cours des premiers siècles de notre ère[réf. nécessaire].
De la période gallo-romaine ont été découverts des vestiges d'aqueducs et d'hypocaustes qui attestent de la présence d'une villa. Cet oppidum est l'un des plus importants de la région Auvergne devant Corent ou Gergovie. C'est d'ailleurs le premier murus gallicus attesté en 2004. Localisé sur des terrains privés, il n'est pas accessible au public et n'est pas signalé. Une opération de sauvetage a été organisée en 2007. Il est menacé par l'extension de la carrière Jalicot des Malavaux, qui risque de le faire disparaître.
Sur le site de la ville actuelle, des fouilles ont mis au jour place Victor-Hugo les vestiges de thermes gallo-romains.

### Moyen Âge
En 774, Cusset n'était qu'une simple métairie de l'abbaye de Saint-Martin de Nevers. Charlemagne établit une communauté de filles qui devient « riche et puissante ».
En 886, Eumène, évêque de Nevers, fonde une abbaye bénédictine de femmes. Il remplace le château classique pour sa fondation. Le bâtiment est occupé aujourd'hui par l'hôtel de ville. En 1184, l'abbaye n'étant plus en état de se défendre seule, le roi Philippe Auguste est appelé à l'aide.
Au XIIIe siècle, un château, situé dans la vallée maudite (quartier des Malavaux), était habité par des Templiers. En 1236, Hugues de Clermont « érige le couvent en abbaye de Filles nobles » et « une église collégiale est élevée ».
Le 17 juillet 1440, le dauphin Louis, futur Louis XI, s'y réconcilie avec son père Charles VII en signant le traité de Cusset, mettant ainsi fin à la Praguerie.
Louis XI, devenu roi, fait rebâtir les fortifications de la ville par le maître d'œuvre Vauzy de Saint-Martin, de 1476 à 1483 ; elles sont encadrées par quatre portes, donnant accès à la ville : Doyat, sur la route de Paris ; de la Mère, sur la route de Vichy ; de la Barge, sur la vallée du Sichon ; et Saint-Antoine, sur la route de Lyon. Jean Doyat en fait « la place la plus importante de la Basse-Auvergne » et Louis XI la déclare « ville royale du domaine de la couronne, incommutablement inaliénable d'icelle ». Avec leurs murs à bossages, leurs canonnières à embrasures à la française (en X), elles constituent le prototype de la fortification moderne, capable de répondre aux attaques des boulets métalliques ; Vauban s'en sert de modèle[réf. nécessaire]. Détruites petit à petit à partir du XVIIe siècle, il n'en subsiste qu'une tour (qui abrite le musée) et des « souterrains », c'est-à-dire les galeries de rez-de-chaussée des portes qui se sont retrouvées enterrées lors du comblement des fossés.

### Temps modernes
Cusset, ville royale, a connu une activité judiciaire importante, avec un procureur du roi, un président et un avocat du roi, un lieutenant général et un lieutenant particulier ; en outre, il existait quatre fonctionnaires supplémentaires pour punir le faux-saunage. En 1789, la population de Cusset atteignait 4 000 habitants.

### Révolution française
De ce fait, elle devient, de 1790 à 1800, chef-lieu de district. Cusset fut préférée à Billy et Saint-Gérand pour devenir le siège du tribunal. Elle perd toutefois le statut de chef-lieu d'arrondissement au détriment de Lapalisse mais elle reste toutefois ville judiciaire. Elle est aussi centre d'enseignement par la création d'un collège.

### Époque contemporaine
Jusqu'en 1876, date à laquelle le nombre d'habitants de Vichy dépasse celui de Cusset, Cusset a joué le rôle de grande ville de la région, avec des commerçants, des artisans, des foires attirant toute la montagne bourbonnaise. Elle profite de sa situation de porte d'entrée de la montagne bourbonnaise.

#### Activité thermale

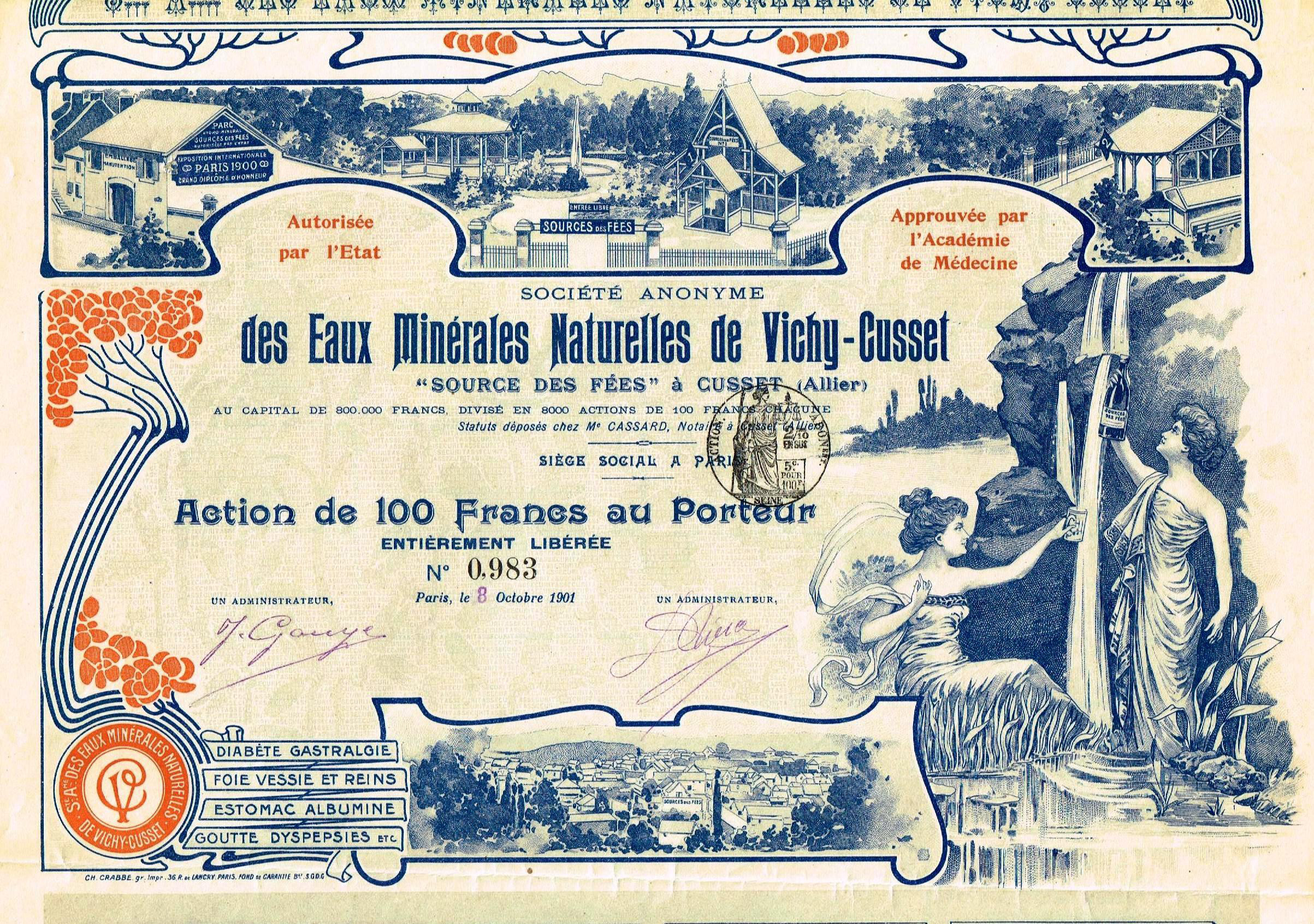
Action de la S.A. des Eaux Minérales Naturelles de Vichy-Cusset en date du 8 octobre 1901

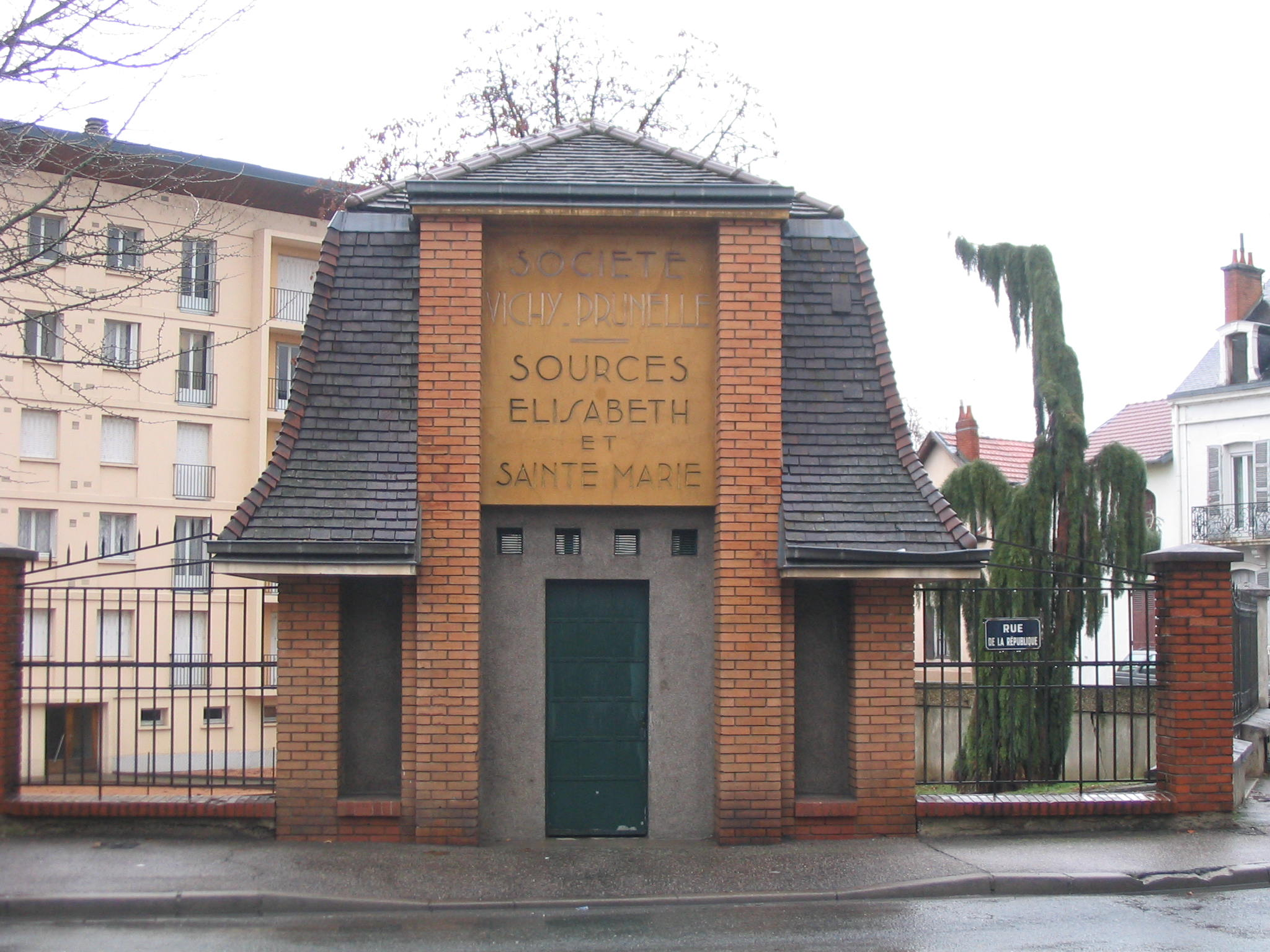
Sources Élisabeth et Sainte-Marie (photo prise fin 2005).

Située en bordure d'une zone riche en sources minérales, des forages sont entrepris à partir de 1840 avec la découverte des sources Mesdames et Saint-Jean en 1844. Les sources Sainte-Élisabeth et Tracy furent perforées en 1845, celle de Sainte-Marie en 1849 et celle de Lafayette en 1875.
Les sources Sainte-Élisabeth et Sainte-Marie appartenaient à l'établissement thermal de Sainte-Marie, fondé en 1852 par Félix Bertrand. Cet établissement se composait d'un salon d'attente donnant accès à des cabinets de bains, de douches et de repos ; il était localisé près de la place du Centenaire, à proximité du tramway. Ces sources font partie du bassin de Vichy, propriété de l'État.
Deux sources ont été érigées dans la commune : la source de l'Abattoir et la source Tracy. Cette dernière, située au milieu du cours Tracy, est un bâtiment en forme octogonale. D'une température de 12 °C, son eau est limpide. Celle de l'Abattoir jaillit à une température équivalente et des propriétés semblables. Ces deux sources sont censées guérir des maladies liées aux organes gastro-intestinaux ou aux voies circulatoires.
L'une des dernières sources découvertes à la fin du XIXe siècle est la source du Printemps. Située au faubourg de la Barge, près du terminus du tramway, elle était captée à 13,5 °C et minéralisée à 10,654 4 grammes par litre, dont 3,701 g d'acide carbonique, ayant une action très effective sur l'estomac et les bronches.
L'activité thermale cesse au début du XXe siècle. En 2004, quatre sources étaient encore exploitées : Lafayette, Mesdames — propriété de l'État —, Tracy et Saint-Denis. Elles étaient utilisées en buvette publique.

#### Le tramway à air comprimé

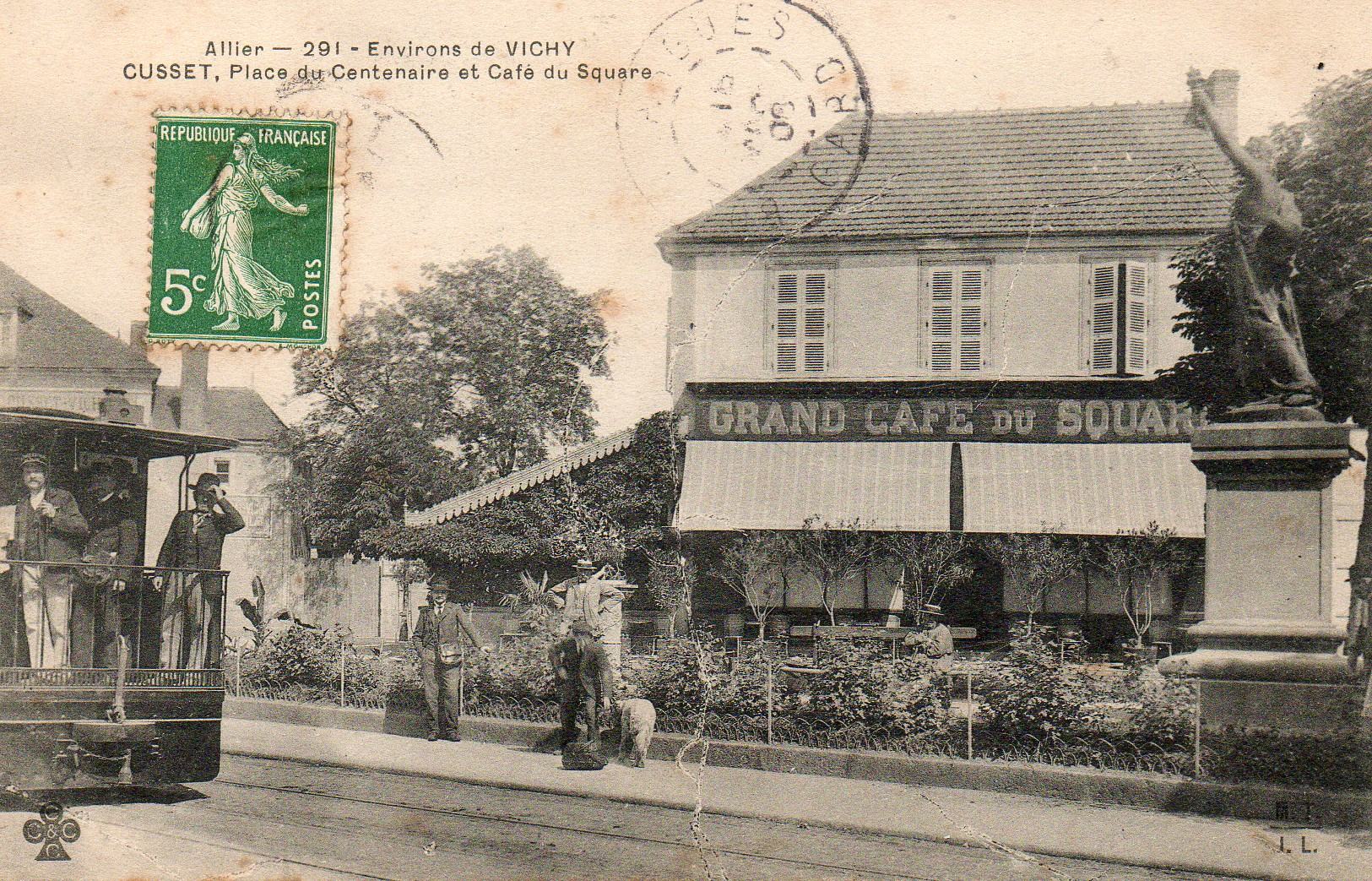
Tramway Mékarski devant le grand café du square.

Cusset avait la particularité, avec Vichy, de posséder un tramway à air comprimé ; inauguré le 15 décembre 1895, il s'agissait du 3e réseau de ce type créé en France après ceux de Nantes et de la région parisienne. Le trajet, entre les terminus de l'église Saint-Louis de Vichy et du cours Lafayette de Cusset, passait par la mairie et la gare de Vichy, puis à Cusset, les cours Tracy et Arloing. Un tramway circulait avec une fréquence allant de quinze à trente minutes entre 8 h 30 et 20 h 30, voire minuit en saison. Ce tramway permettait de faire découvrir aux curistes vichyssois les sources de la commune.
Le refus de son électrification aux concessionnaires Lapeyre et Hersent, en 1925, a conduit à la suppression du tramway dans ces deux communes et son remplacement par un service de bus en 1927.

#### XXesiècle
La population s'est accrue moins rapidement qu'à Vichy : en 1911, les ruraux émigraient vers la ville. En 1931, faute d'espaces suffisants, elle commence à s'installer dans les lieux-dits, surtout aux Malavaux et aux Graves. Le centre-ville se déserte. Une voie rectiligne est créée entre la place Victor-Hugo et la rue de la République : le boulevard de l'Hôtel-de-Ville.
Cusset aurait pu devenir un faubourg à cause du développement de Vichy et du désistement de l'organisation de foires et marchés.
La commune exploite plusieurs carrières, dont la plus importante est celle des Malavaux, à l'est de la commune, depuis 1913, et appartenant au groupe Lafarge depuis 1998 ; les matériaux (tuf rhyolitique) sont utilisés pour l'approvisionnement en ballast et en techniques routières. En outre, elle exploite aussi les carrières de la contrée de Razeure et la Châtaigneraie.
Il existait 1 300 maisons en 1861 ; 2 017 en 1931. Les constructions de l'entre-deux-guerres sont localisées dans les quartiers récents. Une importante rénovation urbaine est menée de 1960 à 1977, dans le but d'améliorer les conditions de vie ; elle s'achève en 2006 avec la rénovation des rues du centre-ville. Une exposition plein air « Sur les pas des chiens verts » s'est tenue en 2013, retraçant l'histoire de cette rénovation. En outre, l'urbanisation s'est développée à l'ouest, en direction de Vichy, dans la cité de Presles. Elle gagne le quartier de Puy-Besseau dans les années 1990[réf. souhaitée], avec la construction d'un lycée à filières professionnelles.
En association avec la communauté d'agglomération, le boulevard du 8-Mai-1945 et une partie du passage du Quercy sont rénovés en 2009 et 2010, en deux étapes, dans le cadre de la rénovation de la cité scolaire de Presles (bâtiments), en voie d'être rebaptisée Albert-Londres, pour un coût d'un million d'euros.

### Événements divers
Deux femmes ont été condamnées pour sorcellerie à Cusset :
- Marie Filastre, brûlée vive sous Louis XIV pour avoir tenté d'empoisonner Mademoiselle de Fontanges à la demande de Madame de Montespan vieillissante et délaissée par le roi qui lui préférait sa jeune rivale ;
- Gabrielle Pagnat, emprisonnée pour escroquerie un siècle plus tard, les mentalités sur les dons supposés des sorcières ayant évolué.

Dans un autre registre, depuis le XIe siècle jusque dans les années 1950-1960, les collines aux alentours de Vichy et Cusset étaient couvertes de vignes, on peut parler ainsi de « l'ancien vignoble vichyssois ».

## Politique et administration

### Découpage territorial
La commune de Cusset est membre de la communauté d'agglomération Vichy Communauté, un établissement public de coopération intercommunale (EPCI) à fiscalité propre créé le 1er janvier 2017 dont le siège est à Vichy. De 2001 à 2016, elle faisait partie de la communauté d'agglomération de Vichy Val d'Allier.
Sur le plan administratif, elle est rattachée à l'arrondissement de Vichy (depuis 1941), à la circonscription administrative de l'État de l'Allier et à la région Auvergne-Rhône-Alpes. Elle dépendait auparavant de l'arrondissement de Lapalisse en 1801 jusqu'au transfert du chef-lieu à Vichy, et était chef-lieu d'un canton unique de 1801 à 1985. Un décret de 1985 crée par scission les deux cantons de Cusset-Nord et de Cusset-Sud. Depuis fin mars 2015, à la suite du redécoupage des cantons de 2014, il n'existe plus qu'un seul canton.
Sur le plan électoral, elle dépend du canton de Cusset pour l'élection des conseillers départementaux, depuis le redécoupage cantonal de 2014 entré en vigueur en 2015, et de la troisième circonscription de l'Allier pour les élections législatives, depuis le dernier découpage électoral de 2010 (quatrième circonscription avant 2010).

### Élections municipales et communautaires

#### Élections de 2020

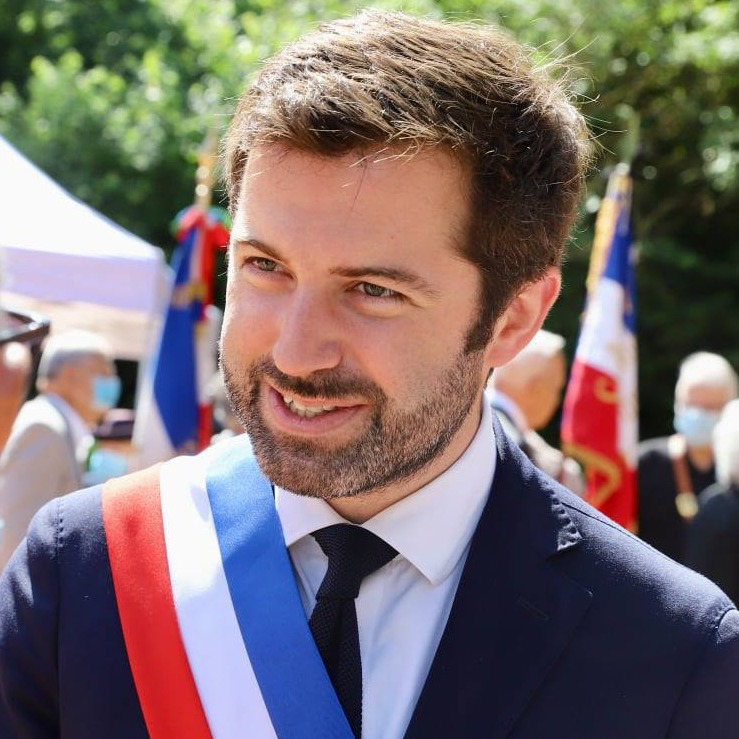
Jean-Sébastien Laloy est maire de Cusset depuis 2014.

Le conseil municipal de Cusset, commune de plus de 1 000 habitants, est élu au scrutin proportionnel de liste à deux tours (sans aucune modification possible de la liste), pour un mandat de six ans renouvelable. Compte tenu de la population communale, le nombre de sièges à pourvoir lors des élections municipales de 2020 est de 35. Les trente-cinq conseillers municipaux sont élus au premier tour, le 15 mars 2020, avec un taux de participation de 39,85 %, se répartissant en : vingt-neuf sièges issus de la liste de Jean-Sébastien Laloy, deux sièges issus de la liste de Pascal Devos et deux sièges issus de la liste de Régis Bernard.
Les dix sièges attribués à la commune au sein du conseil communautaire de la communauté d'agglomération Vichy Communauté sont répartis ainsi : neuf sièges issus de la liste de Jean-Sébastien Laloy et un siège issu de la liste de Pascal Devos.
À la suite des élections municipales de 2020, le conseil municipal a réélu Jean-Sébastien Laloy le 25 mai, avec sept adjoints.

#### Chronologie des maires
| Période                             | Période              | Identité             | Étiquette   | Qualité |
| ----------------------------------- | -------------------- | -------------------- | ----------- | --- |
| mars 1965                           | 1966                 | Jean Mathias         |             | Commerçant |
| 1966                                | mars 1971            | André Pruneyre       | PS          | Médecin |
| mars 1971                           | mars 1977            | André Rabineau       | DVD         | Sénateur |
| mars 1977                           | juin 1995            | Jacques Milliet      | PS          | Professeur, suppléant du député Jean-Michel Belorgey (1981-1986) |
| juin 1995                           | mars 2001            | Joseph Bléthon       | DVD         | Vétérinaire |
| mars 2001                           | 19 mars 2013 (décès) | René Bardet          | PCF         | Président de la communauté d'agglomération de Vichy Val d'Allier (2001-2008) Conseiller général du canton de Cusset (1979-1985), puis du canton de Cusset-Nord (1986-1992 et 1994-2013)  |
| 29 mars 2013                        | 4 avril 2014         | Pascale Semet        | PCF         | Vice-présidente du conseil régional d'Auvergne |
| 4 avril 2014 (réélu le 25 mai 2020) | En cours             | Jean-Sébastien Laloy | UMP puis LR | Avocat 2e vice-président de Vichy Val d'Allier, puis de Vichy Communauté, Conseiller départemental du canton de Cusset (depuis 2015) Vice-président du conseil départemental de l'Allier |

### Autres élections
Seuls sont mentionnés les résultats depuis 2000 au second tour de chaque élection (à l'exception des européennes 2014).

#### Récapitulatif de résultats électoraux récents
| Scrutin             | 1er tour | 1er tour | 1er tour | 1er tour | 1er tour | 1er tour | 1er tour | 1er tour | 1er tour | 1er tour | 1er tour | 1er tour | 2d tour     | 2d tour     | 2d tour     | 2d tour     | 2d tour     | 2d tour     | 2d tour     | 2d tour     | 2d tour     | 2d tour     | 2d tour     | 2d tour     |
| Scrutin             | 1er      | 1er      | %        | 2e       | 2e       | %        | 3e       | 3e       | %        | 4e       | 4e       | %        | 1er         | 1er         | %           | 2e          | 2e          | %           | 3e          | 3e          | %           | 4e          | 4e          | %           |
| ------------------- | -------- | -------- | -------- | -------- | -------- | -------- | -------- | -------- | -------- | -------- | -------- | -------- | ----------- | ----------- | ----------- | ----------- | ----------- | ----------- | ----------- | ----------- | ----------- | ----------- | ----------- | ----------- |
| Municipales 2014    |          | UMP      | 31,58    |          | FG       | 28,62    |          | DVG      | 25,07    |          | FN       | 14,71    |             | UMP         | 43,94       |             | FG          | 26,94       |             | DVG         | 20,52       |             | FN          | 8,58        |
| Européennes 2014    |          | FN       | 25,03    |          | UMP      | 24,01    |          | PS       | 16,95    |          | FG       | 8,32     | Tour unique | Tour unique | Tour unique | Tour unique | Tour unique | Tour unique | Tour unique | Tour unique | Tour unique | Tour unique | Tour unique | Tour unique |
| Régionales 2015     |          | UMP      | 32,50    |          | FN       | 25,47    |          | PS       | 21,32    |          | PCF      | 9,75     |             | UMP         | 40,55       |             | PS-PCF-EELV | 36,36       |             | FN          | 23,09       | Pas de 4e   | Pas de 4e   | Pas de 4e   |
| Présidentielle 2017 |          | EM       | 25,70    |          | FN       | 22,63    |          | LFI      | 19,61    |          | LR       | 17,36    |             | LREM        | 65,62       |             | FN          | 34,38       | Pas de 3e   | Pas de 3e   | Pas de 3e   | Pas de 4e   | Pas de 4e   | Pas de 4e   |
| Législatives 2017   |          | EM       | 35,60    |          | LR       | 17,71    |          | PRG      | 13,34    |          | FN       | 11,87    |             | LREM        | 63,52       |             | LR          | 36,48       | Pas de 3e   | Pas de 3e   | Pas de 3e   | Pas de 4e   | Pas de 4e   | Pas de 4e   |
| Européennes 2019    |          | RN       | 26,45    |          | LREM     | 21,26    |          | EELV     | 9,75     |          | LR       | 9,08     | Tour unique | Tour unique | Tour unique | Tour unique | Tour unique | Tour unique | Tour unique | Tour unique | Tour unique | Tour unique | Tour unique | Tour unique |

#### Élections nationales
Lors des quatre dernières élections présidentielles, les électeurs ont majoritairement voté pour le candidat gagnant, à savoir Jacques Chirac en 2002 (83,56 %), Nicolas Sarkozy en 2007 (51,03 %) et François Hollande en 2012 (55,94 %). Plus de 80 % des électeurs ont voté ces trois années (respectivement 83,58 %, 86,03 % et 83,17 %).
Cusset était concernée par le redécoupage des circonscriptions législatives françaises de 2010. Du fait de la suppression de la 4e circonscription à laquelle elle faisait partie, le département ne compte plus que trois circonscriptions depuis les élections législatives de 2012. Les anciens cantons de Cusset-Nord et Cusset-Sud auxquels la commune faisait partie dépendent désormais de la 3e circonscription. Ainsi, lors des élections législatives de 2002, 2007 et 2012, le radical de gauche Gérard Charasse a été élu : au temps de la 4e circonscription, à 60,37 % en 2002, à 64,66 % en 2007 ; et dans la 3e circonscription, 65 % en 2012. Il bat dans les trois cas Claude Malhuret. Les taux de participation s'élèvent respectivement à 68,29 %, 68,31 % et 59,57 %.
Aux élections européennes, les deux meilleurs scores détenus sont respectivement : Catherine Guy-Quint (33,29 %) et Brice Hortefeux (16,33 %) en 2004, Jean-Pierre Audy (26,84 %) et Henri Weber (19,02 %) en 2009, Bernard Monot (25,33 %) et Brice Hortefeux (24,01 %) en 2014. Les taux de participation sont faibles puisque moins d'un électeur sur deux a voté (respectivement 45,82 %, 40,72 % et 44,55 %).

#### Élections locales
Aux élections régionales, en 2004, Pierre-Joël Bonté, élu à la tête du Conseil régional d'Auvergne, a recueilli 56,11 % des voix. En 2010, le sortant René Souchon obtient 63,64 % des suffrages exprimés, devançant Alain Marleix. Le taux de participation, de 69,15 % en 2004, a lourdement régressé en 2010 à 54,33 %.
Aux élections cantonales :
- dans le canton de Cusset-Nord, en 2004, le communiste René Bardet a recueilli 56,73 % des voix et bat une candidate UMP, Florence Blay[MIN 13]. Le premier se représente à nouveau en 2011 et remporte le canton avec 59,27 % des voix en battant Jean-Sébastien Laloy[MIN 14]. Les taux de participation sont respectivement de 69,87 %[MIN 13] et 48,53 %[MIN 14] ;
- dans le canton de Cusset-Sud, en 2004, le candidat député Gérard Charasse remporte le canton avec 68,72 % des suffrages exprimés dans la commune en battant Jean-Claude Pothier (divers droite)[MIN 15]. En 2011, il garde le canton avec 72,90 % des voix face à un candidat FN, Gilles Channet[MIN 16]. Les taux de participation sont plus élevés que dans le canton nord, avec 71,74 %[MIN 15] et 50,45 %[MIN 16].

Depuis mars 2015, il n'existe plus qu'un seul canton à la suite du redécoupage cantonal. Aux élections départementales, le binôme composé d'Annie Corne et de Jean-Sébastien Laloy, élu dans le canton, obtient 63,50 % des suffrages exprimés. 53,13 % des électeurs ont voté, soit 4 521 votants sur 8 509 inscrits.
Aux élections municipales de 2008, le communiste René Bardet, maire sortant, est réélu au second tour avec 44,47 % des voix. Il acquiert 24 sièges au conseil municipal. L'opposition se partage les neuf sièges (cinq pour Jacques Daubernard, liste « Cusset autrement », avec 31,08 % et quatre pour Alain Maldant, liste « Cusset à venir », avec 24,45 %). Près de deux tiers des électeurs ont voté, soit 5 884 votants sur 8 828 inscrits : ce taux de participation demeure moindre qu'au premier tour, avec 5 946 votants.
À l'issue des élections municipales de 2014, la ville de Cusset a basculé à droite : Jean-Sébastien Laloy (UMP) — alors le plus jeune maire du département — a été élu au second tour avec 43,94 % des voix et obtient 25 sièges au conseil municipal dont sept au conseil communautaire. La maire sortante, Pascale Semet (PCF), dont le mandat n'a duré qu'un an, a été battue, avec 996 voix de moins. Sa liste obtient tout de même quatre sièges au conseil municipal dont une au conseil communautaire. S'opposaient aussi un candidat DVG, Jean-Yves Chégut (20,52 % des voix, trois sièges au conseil municipal dont un au conseil communautaire) et un candidat FN, Arnaud Couture (8,58 % des voix et un siège au conseil municipal). 69,14 % des électeurs ont voté, soit 5 963 votants sur 8 625 inscrits.

### Instances de démocratie participative
En 2015, des comités de quartier ont été créés par le maire Jean-Sébastien Laloy « représentant les habitants auprès de la municipalité »,,.
La ville a créé une plate-forme de participation citoyenne en 2019, permettant aux Cussetois de donner leur avis sur des propositions émises par la municipalité ou d'autres habitants de la commune,.

### Finances communales
En 2019, le budget s'est élevé à 20 197 165 € en fonctionnement et 16 119 069 € en investissement, portant le total à 36 317 034 €.

### Jumelages

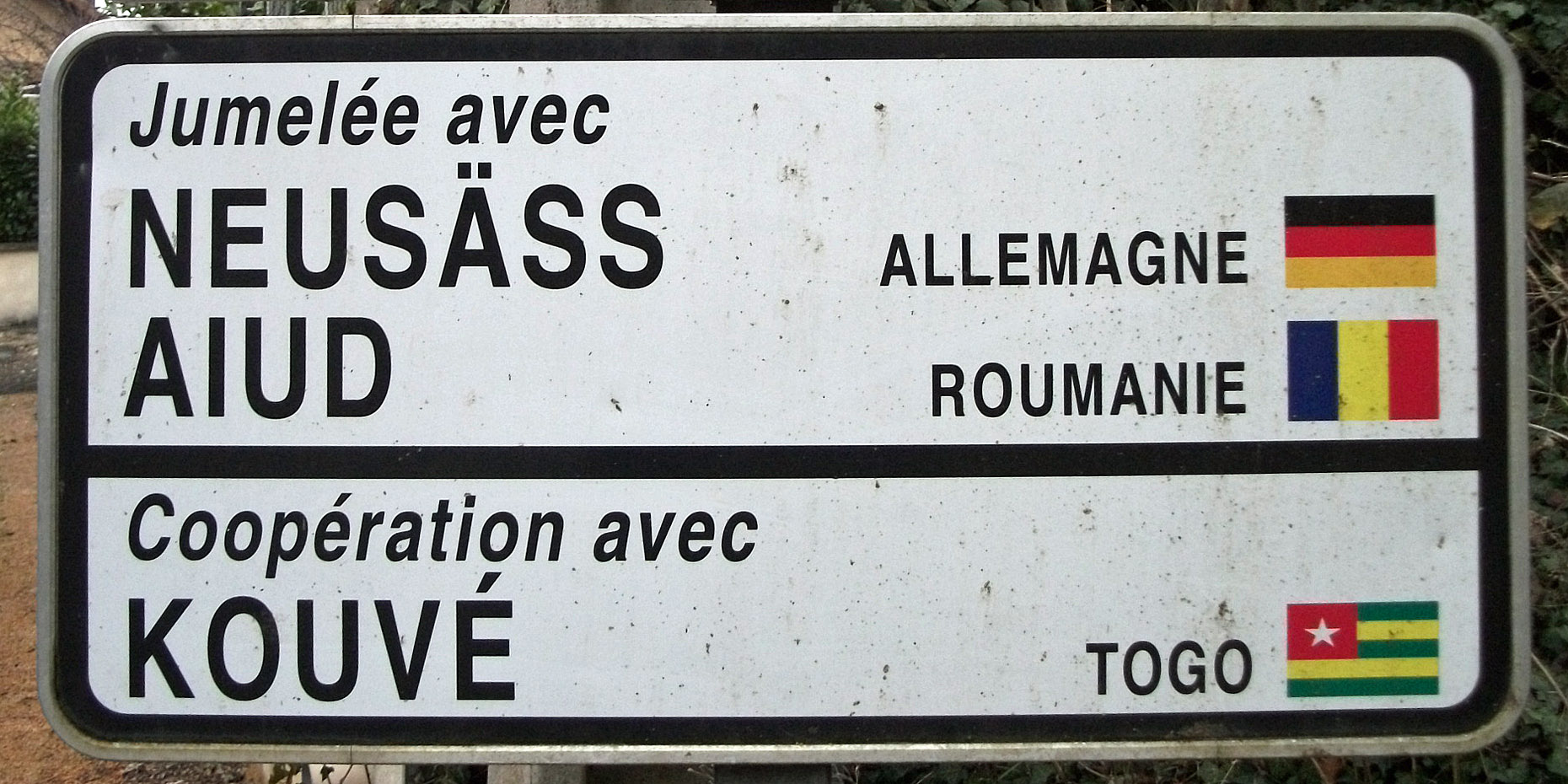
Un des panneaux (en place en 2014) à l'entrée de la ville indiquant ses jumelages.

Au 31 août 2014, Cusset est jumelée avec :
- Neusäß (Allemagne) depuis 2000, dans le land de Bavière, dans le cadre d'une coopération décentralisée dans le domaine de la culture, du tourisme et du patrimoine ;
- Aiud (Roumanie) depuis 2000[112], dans le județ d'Alba ;
- Kouvé (Togo) depuis 2000, dans le cadre d'une coopération décentralisée dans les domaines de l'eau, de l'assainissement et des déchets.

## Équipements et services publics

### Eau, assainissement et déchets
La communauté d'agglomération est compétente pour les services eau, assainissement et déchets. Au 31 décembre 2014, le réseau communal était composé de 79,2 km d'eaux usées, de 80,1 km d'eaux pluviales et cinq postes de refoulement, dont quatre télé-surveillés. Les effluents sont traités par la station d'épuration de Vichy-Rhue, située à Creuzier-le-Vieux, mise en service en 2002. Celle des Grivats, mise en service en 1990, est supprimée en 2015.
Avec Vichy et Bellerive-sur-Allier, Cusset participe à la collecte sélective des déchets. En 2010, il existait 858 bacs d'ordures ménagères et 839 bacs de collecte sélective. La densité moyenne des colonnes à verre (certaines sont enterrées) est d'une colonne pour 369 habitants. 375 tonnes de verre ont été collectées. 161 foyers ont été équipés de compostage depuis 2003. 75 tonnes de déchets verts de la ville ont été compostées sur la plate-forme du Guègue.[Passage à actualiser]
Vichy Communauté est propriétaire de la déchèterie de Champcourt (3 000 m2), d'une recyclerie (dont l'exploitation est confiée à une association), ainsi que d'une installation de stockage de déchets non dangereux (ISDND), situé au lieu-dit « du Guègue », à 7 km à l'est par la route départementale 25 à la limite avec Saint-Étienne-de-Vicq (393 274 m2 dont 18 ha réservés à l'exploitation). Le site de cette ISDND a été autorisé par un arrêté préfectoral de 1972 modifié en 2000 et 2007, ce second prolongeant l'exploitation pendant trente ans. Après procédure de délégation de service public, le contrat d'exploitation a été confié à SITA MOS le 1er mai 2009 pour douze ans. 67 144 tonnes ont été enfouies en 2010. Cependant, l'ISDND du Guègue pose des problèmes olfactifs aux habitants du lieu-dit, mais aussi aux communes de Molles, de Saint-Christophe et de Saint-Étienne-de-Vicq.

### Espaces publics
Cusset est labellisée « deux fleurs » au concours des villes et villages fleuris. Elle a obtenu en 2018 sa deuxième fleur,.
La commune de Cusset dispose de trois parcs :
- le parc Paul-Baudecroux (anciennement parc du Chambon), situé rue du Faubourg-du-Chambon, aménagé par Jean Andreau en 1898 après la destruction de la source du Chambon par une crue en 1846 ;
- le parc du Millénaire, situé chemin de la Vernière : un immense escalier devait mener à une ferme qui n'a jamais vu le jour. Le maire de l'époque, Joseph Bléthon, décide d'aménager le parc (alors abandonné) de la Vernière ; il est inauguré en 2000. Un espace sportif est aménagé en 2015-2016 ;
- le parc Barbereau, situé entre la rue Antoinette-Mizon et le tribunal de commerce, aménagé en 2004.

Les berges du Sichon ont été aménagées dans les quartiers de Presles et des Darcins en 2021 et 2022. Elles comprennent la réhabilitation naturelle du cours d'eau,. Le projet, qui constitue la première phase du chantier d'aménagement des berges du cours d'eau, a été inauguré le 22 avril 2022 et vient achever les travaux de requalification urbaine du quartier de Presles ; à l'avenir, le chemin va être prolongé jusqu'à la montagne bourbonnaise.

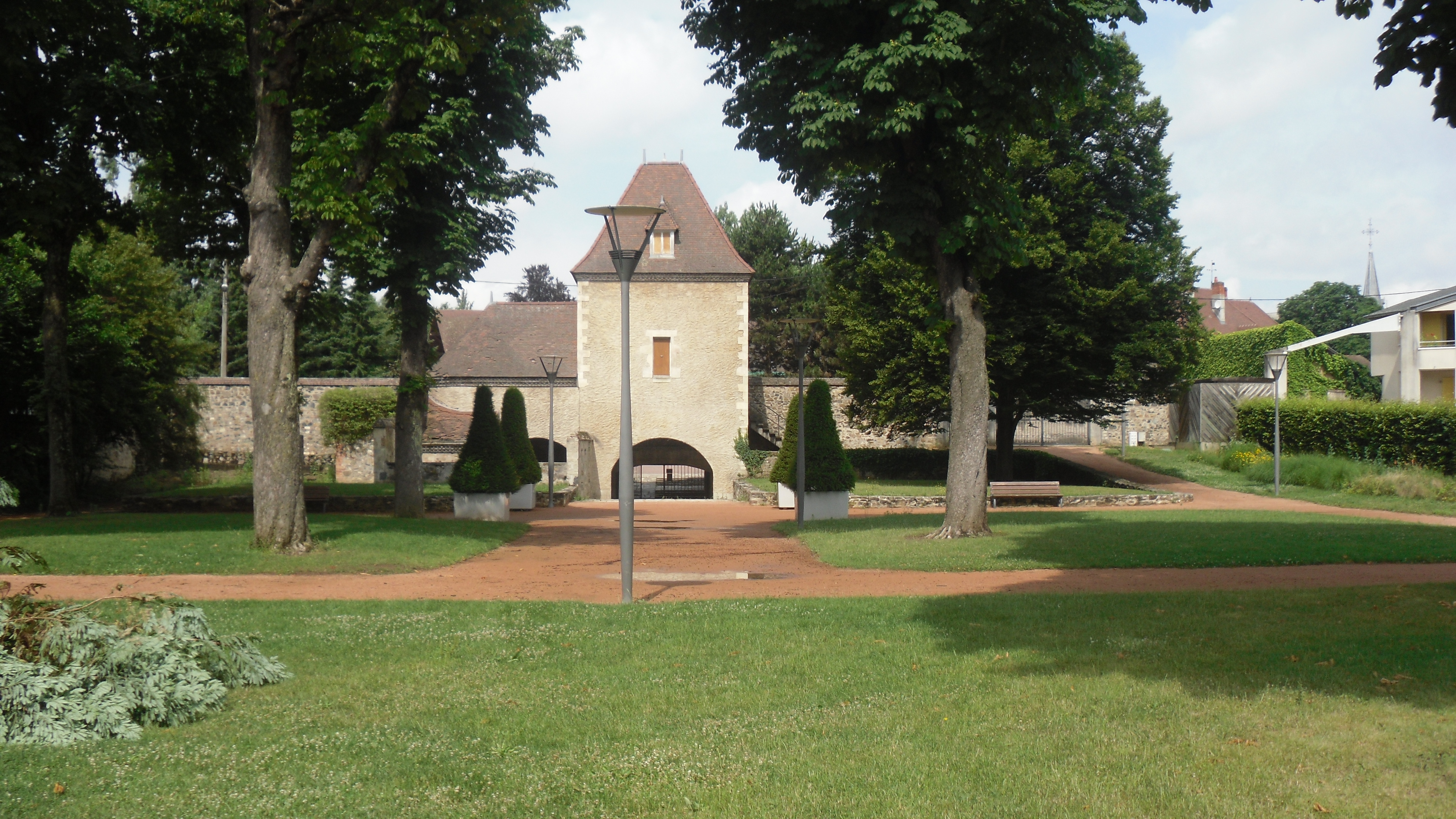
Parc Paul-Baudecroux.
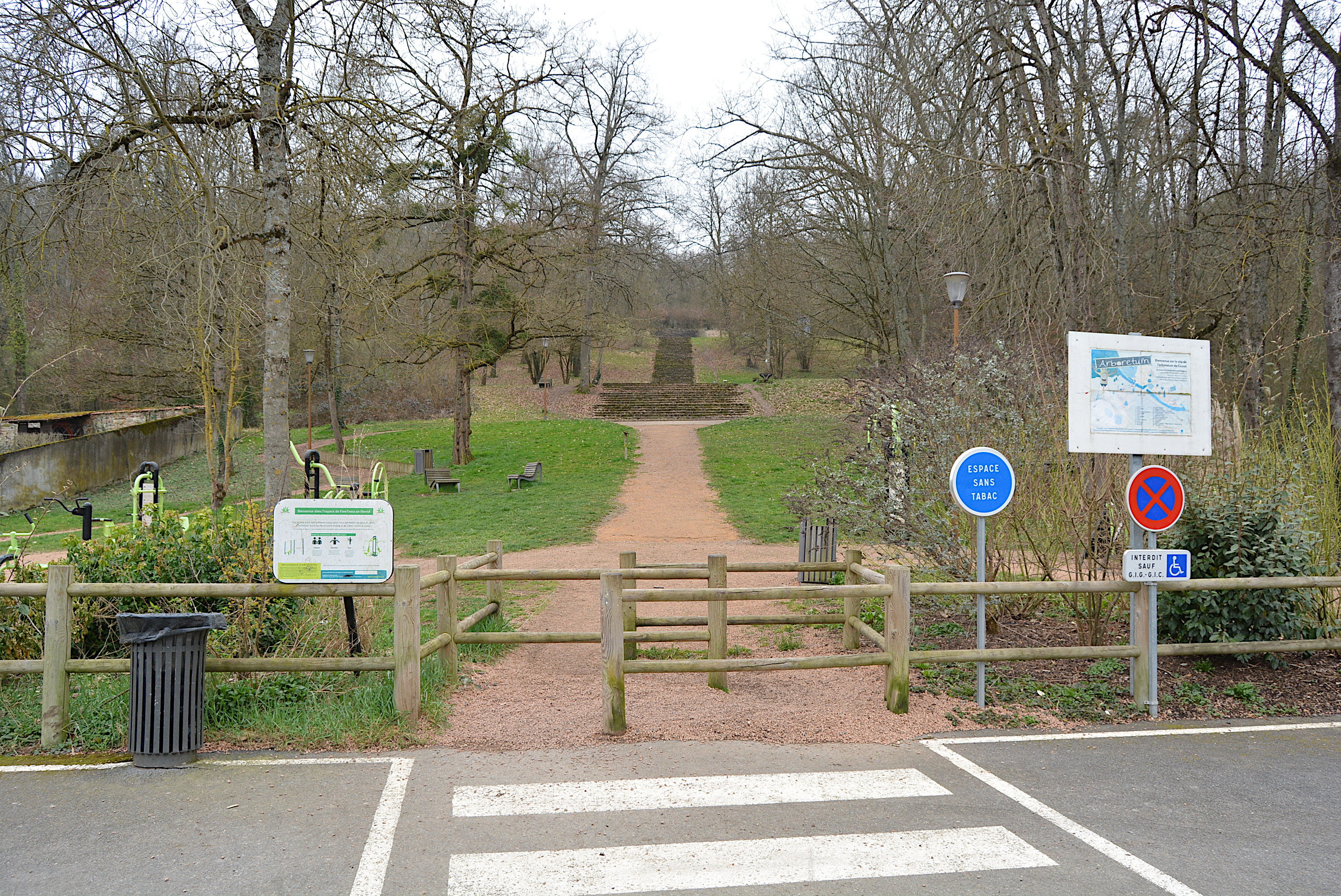
Parc du Millénaire.
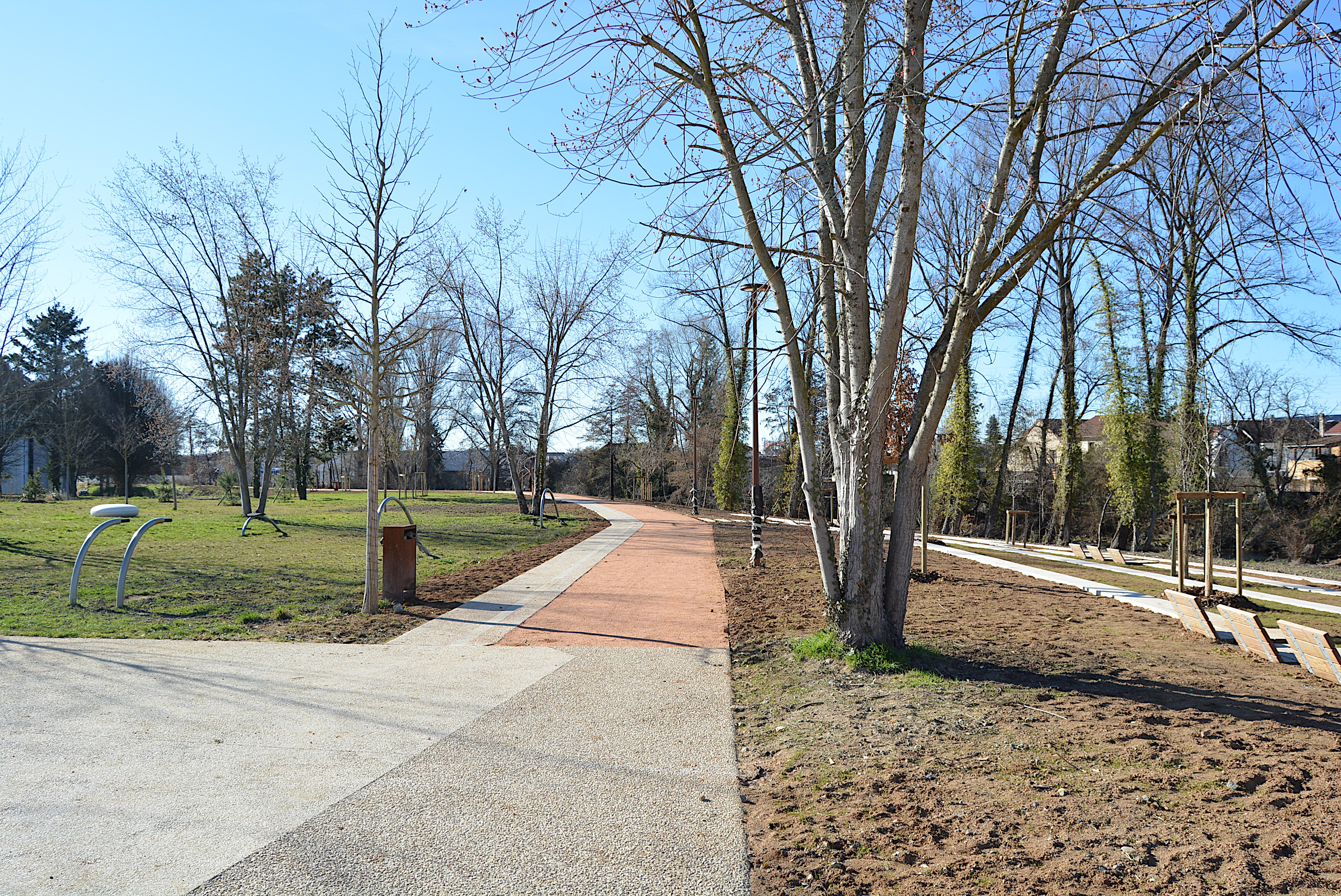
Berges du Sichon aménagées en 2021, quartier de Presles.
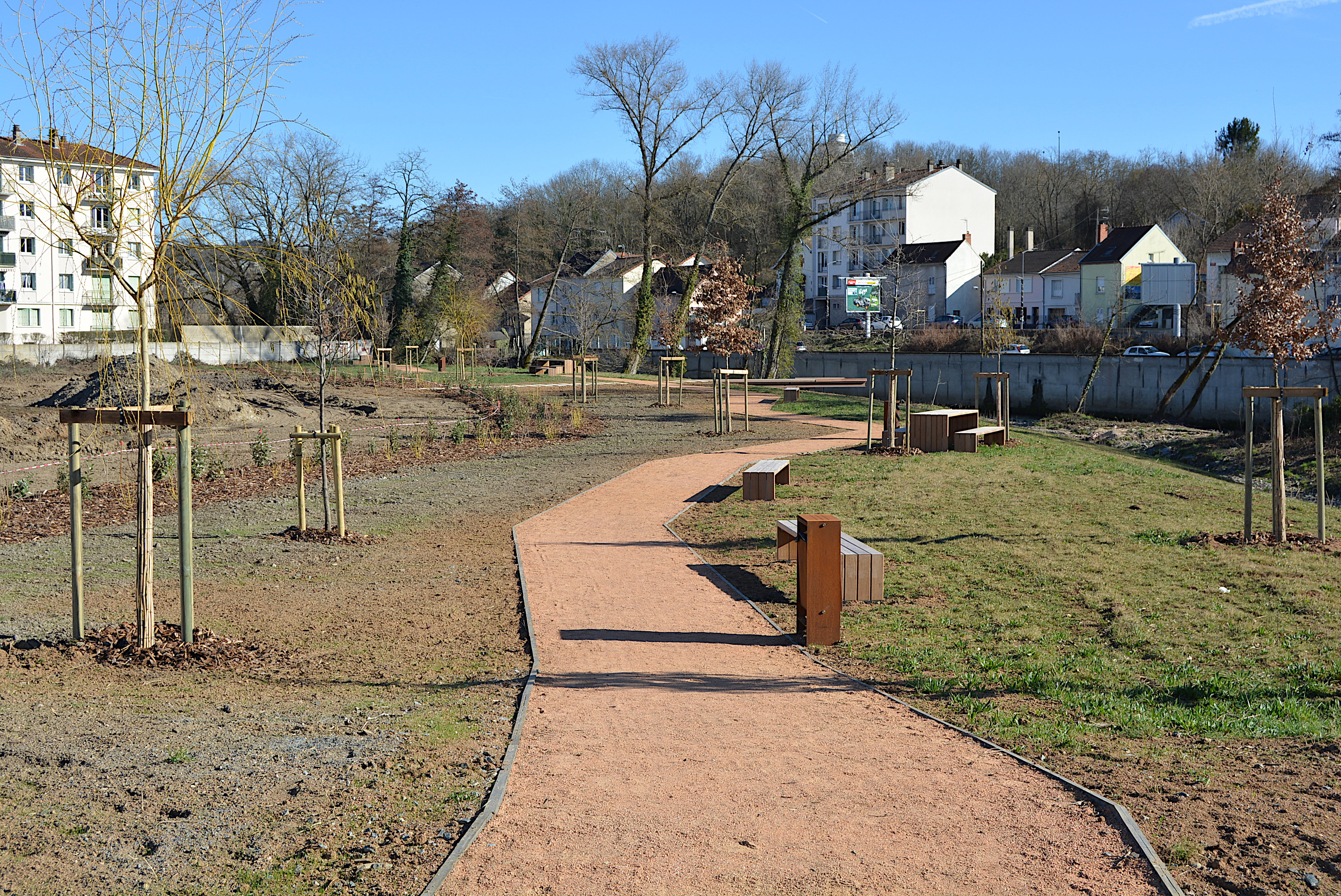
Berges du Sichon aménagées en 2021, quartier de Darcins.

### Enseignement
Cusset relève de l'académie de Clermont-Ferrand. Celle-ci évolue sous la supervision de l'inspection départementale de l'Éducation nationale.
Au niveau primaire, la commune administre les écoles Jean-Zay (maternelle), Louis-Liandon, Lucie-Aubrac, de Chassignol, et des Darcins (Jean-Giraudoux).
Le conseil départemental de l'Allier gère le collège Maurice-Constantin-Weyer. Le conseil régional d'Auvergne-Rhône-Alpes gère les deux lycées publics, partie du campus Albert-Londres.
La cité scolaire Albert-Londres (46° 07′ 52″ N, 3° 26′ 20″ E), située à l'ouest de la commune, dans la zone urbaine sensible entre le boulevard urbain et Puy-Besseau, réunit les lycées de Presles (enseignement général et technologique) et Albert-Londres (professionnel). La cité a pris le nom de « Albert-Londres » en 2011.
Les premiers bâtiments sont érigés dans les années 1960 et le lycée de Presles, ouvert le 21 septembre 1964, accueille les premiers élèves du collège de Cusset à la suite de la réforme des collèges de 1965. La région mène des travaux de modernisation de la cité, de 2006 à 2016, pour un coût de 61 millions d'euros, dont 23 millions d'euros pour le bâtiment scientifique, le plus gros montant pour un lycée dans la région en 2011. À la sortie de la cité, une entrée est créée au sud, desservant la salle polyvalente. L'un des bâtiments, situé à proximité du boulevard urbain, accueille le conservatoire de musique de Vichy Communauté, inauguré le 30 novembre 2019.
La cité assure les filières générales, technologiques (STI et STL), professionnelles — partie du Campus Albert-Londres avec 315 étudiants — (dont huit BTS dans les domaines suivants : multimédia-communication-langues, économie-gestion-droit, entrepreneuriat-management, commerce, ingénierie et qualité de l'environnement). Un journaliste et ancien otage (Georges Malbrunot) et une chanteuse (Nolwenn Leroy) ont fréquenté le lycée.
Le lycée Valery-Larbaud (46° 07′ 38″ N, 3° 26′ 44″ E) est situé boulevard Gabriel-Péronnet, dans le quartier de Puy-Besseau, devant son nom à l'écrivain Valery Larbaud. Construite entre 1998 et 1999, cette réalisation du conseil régional d'Auvergne a coûté 2 759 327 euros ou 18,1 millions de francs. Il a été inauguré le 28 janvier 2000 en présence de Valéry Giscard d'Estaing alors président du Conseil régional, du recteur, des élus, du personnel et des élèves de l'établissement. Il remplace le lycée professionnel Abel-Boisselier, implanté au centre-ville, qui datait de 1835 et nommé en 1982.
La section professionnelle est membre du campus Albert-Londres, totalisant 215 étudiants dans les filières suivantes : santé et nutrition (avec une classe préparatoire institut de formation en soins infirmiers) et trois BTS (diététique, opticien lunetier) et dans le tourisme, un BTS hôtellerie-restauration.
Il existe des établissements d'enseignement privé : l'école primaire Notre-Dame, le collège Saint-Joseph et le lycée Saint-Pierre (46° 08′ 06″ N, 3° 27′ 31″ E : huit bâtiments et 12 900 m2).
Le lycée a été fondé en 1822 par Mademoiselle Cougoul-Salignat et confié aux religieuses de la congrégation de Saint-Joseph de Chambéry. En 1856, le pensionnat Saint-Joseph s'est installé dans l'ancienne maison Pons (allée Pierre-Berthomier, du nom d'un aviateur résistant fusillé en 1944). Il prend la suite d'un pensionnat Saint-Pierre pour demoiselles créé trente ans plus tôt. Par la suite, il a connu une grande expansion tout au long de son histoire. Le 13 juin 1887, la chapelle Saint-Joseph, construite pour les religieuses arrivées en 1854 pour gérer le dit pensionnat, est bénie par l'évêque Dreux-Brézé. La direction est confiée à un laïc en 1986 par les sœurs de Saint-Joseph.
Avec un effectif de 800 élèves en 2009-2010, un des bâtiments a été surélevé pour un coût de 600 000 € TTC. Un nouveau restaurant scolaire est livré en 2011.

### Santé
Près du quartier de Puy-Besseau, le centre hospitalier Jacques-Lacarin, situé sur la commune voisine de Vichy, assure les urgences. Non loin de ce centre est implantée une maison de retraite.
Dans le centre-ville, la maison de retraite (290 lits) est installée sur les sites de l'Hôtel-Dieu, Annet-Arloing et « Côté Cours ». Ce dernier, en bordure du cours Arloing « sur le souvenir du « reposoir » Arloing, alors destiné aux personnes indigentes, […] et opérationnel jusqu'en 1993 », et d'une capacité de 46 lits, a été inauguré le 20 mai 2016, pour un coût de 4,5 millions d'euros.

### Justice, sécurité, secours et défense

#### Instances judiciaires
Cusset abrite le siège de l'arrondissement judiciaire de Cusset-Vichy composé d'un tribunal judiciaire et d'un tribunal de commerce. Elle relève par ailleurs du tribunal administratif de Clermont-Ferrand, de la cour d'appel de Riom, de la cour d'assises de l'Allier et du tribunal de proximité de Vichy.
Le tribunal judiciaire de Cusset, pôle criminel départemental, ouvert en 1972, est le plus important des trois tribunaux de l'Allier. À l'étroit dans ses locaux historiques du palais de justice de la rue Gambetta, le tribunal judiciaire va déménager rue des Prés-Ferrés, sur le site de l'ancienne friche industrielle Applifil, non loin du centre, et y sera réuni avec le tribunal de commerce. Le 27 mai 2025, Gérald Darmanin, ministre de la Justice, en visite à Cusset, annonce le déblocage de 38 millions d'euros pour la construction de la future cité judiciaire, qui sera livrée « en 2028 ou 2029 ».
De même, le ressort du tribunal de commerce de Cusset s'étend sur le ressort de Moulins.
Une maison de l'information et du droit a ouvert ses portes dans le quartier de Presles le 7 septembre 2018. Il est le lieu régulier de conférences et débats sur les thèmes de la justice pour le public, notamment à l'occasion de la Nuit du Droit,,.

#### Sécurité et vidéosurveillance
En juin 2015, il n'existait aucune caméra de vidéosurveillance ; après l'installation de la police municipale, dont les locaux ont été inaugurés le 25 septembre 2015 place Radoult-de-Lafosse, la commune a implanté trente-six caméras en 2016 dans les quartiers de Presles et le centre-ville, et à proximité des établissements scolaires. La première a été installée place Victor-Hugo en novembre 2016.

## Population et société

### Démographie
Les habitants de la commune sont appelés les Cussetois et les Cussetoises, ou bien les Cussétois et les Cussétoises.

#### Évolution démographique
L'évolution du nombre d'habitants est connue à travers les recensements de la population effectués dans la commune depuis 1793. Pour les communes de plus de 10 000 habitants les recensements ont lieu chaque année à la suite d'une enquête par sondage auprès d'un échantillon d'adresses représentant 8 % de leurs logements, contrairement aux autres communes qui ont un recensement réel tous les cinq ans,.

En 2022, la commune comptait 13 329 habitants, en évolution de +4,48 % par rapport à 2016 (Allier : −1,38 %, France hors Mayotte : +2,11 %).
| 1793  | 1800  | 1806  | 1821  | 1831  | 1836  | 1841  | 1846  | 1851  |
| ----- | ----- | ----- | ----- | ----- | ----- | ----- | ----- | ----- |
| 3 827 | 3 945 | 4 547 | 3 924 | 4 910 | 5 093 | 5 138 | 5 476 | 5 510 |

| 1856  | 1861  | 1866  | 1872  | 1876  | 1881  | 1886  | 1891  | 1896  |
| ----- | ----- | ----- | ----- | ----- | ----- | ----- | ----- | ----- |
| 5 709 | 6 113 | 6 575 | 6 279 | 6 308 | 6 330 | 6 762 | 6 454 | 6 441 |

| 1901  | 1906  | 1911  | 1921  | 1926  | 1931  | 1936  | 1946  | 1954   |
| ----- | ----- | ----- | ----- | ----- | ----- | ----- | ----- | ------ |
| 6 598 | 6 719 | 6 941 | 6 598 | 7 672 | 8 732 | 9 026 | 9 728 | 10 405 |

| 1962   | 1968   | 1975   | 1982   | 1990   | 1999   | 2006   | 2011   | 2016   |
| ------ | ------ | ------ | ------ | ------ | ------ | ------ | ------ | ------ |
| 11 468 | 13 117 | 13 685 | 14 355 | 13 567 | 13 385 | 13 414 | 13 525 | 12 757 |

| 2021   | 2022   | - | - | - | - | - | - | - |
| ------ | ------ | - | - | - | - | - | - | - |
| 12 909 | 13 329 | - | - | - | - | - | - | - |

Au recensement de 2021, Cusset est la quatrième ville du département en nombre d'habitants, derrière Montluçon, Vichy et Moulins, et devant Yzeure. La population, de 12 909 habitants, est quasi stable par rapport à 2015.

#### Pyramide des âges
En 2021, le taux de personnes d'un âge inférieur à 30 ans s'élève à 31,7 %, soit au-dessus de la moyenne départementale (29,0 %). À l'inverse, le taux de personnes d'âge supérieur à 60 ans est de 34,7 % la même année, alors qu'il est de 35,6 % au niveau départemental.
En 2021, la commune comptait 5 774 hommes pour 7 135 femmes, soit un taux de 55,27 % de femmes, largement supérieur au taux départemental (52,03 %).
Les pyramides des âges de la commune et du département s'établissent comme suit :
| Hommes | Classe d’âge | Femmes |
| ------ | ------------ | ------ |
| 1,0    | 90 ou +      | 3,2    |
| 9,8    | 75-89 ans    | 12,1   |
| 20,7   | 60-74 ans    | 21,9   |
| 19,0   | 45-59 ans    | 19,6   |
| 14,4   | 30-44 ans    | 14,2   |
| 18,1   | 15-29 ans    | 14,9   |
| 17,1   | 0-14 ans     | 14,1   |

| Hommes | Classe d’âge | Femmes |
| ------ | ------------ | ------ |
| 1,2    | 90 ou +      | 3      |
| 10     | 75-89 ans    | 13,4   |
| 21,3   | 60-74 ans    | 22     |
| 20,6   | 45-59 ans    | 19,6   |
| 15,7   | 30-44 ans    | 15     |
| 15,6   | 15-29 ans    | 12,9   |
| 15,7   | 0-14 ans     | 14     |

### Manifestations culturelles et festivités
Chaque printemps depuis 1999, se déroule à l'espace Chambon une manifestation d'envergure nationale ayant pour thème Star Wars et la science-fiction. Ce salon qui a lieu le dernier week-end d'avril ou le premier de mai s'intitule Générations Star Wars et Science Fiction et est organisé par l'association cussetoise Les Héritiers de la Force.
La ville organise depuis 2015 une fête médiévale en centre-ville (Les Flamboyantes). À l'origine annuel, il devient bisannuel à partir de 2024.
Depuis 2016, la Fête de la Ruralité rassemble, sur le cours Lafayette, des agriculteurs de Cusset et sa région et des professionnels du monde agricole,.
Depuis 2018, la ville organise le festival Nuits d'été. Il accueille à l'espace Chambon des artistes tels que Alpha Blondy, Trust ou Elephanz.
Des marchés sont organisés le samedi matin et le mardi soir.

### Sports et loisirs

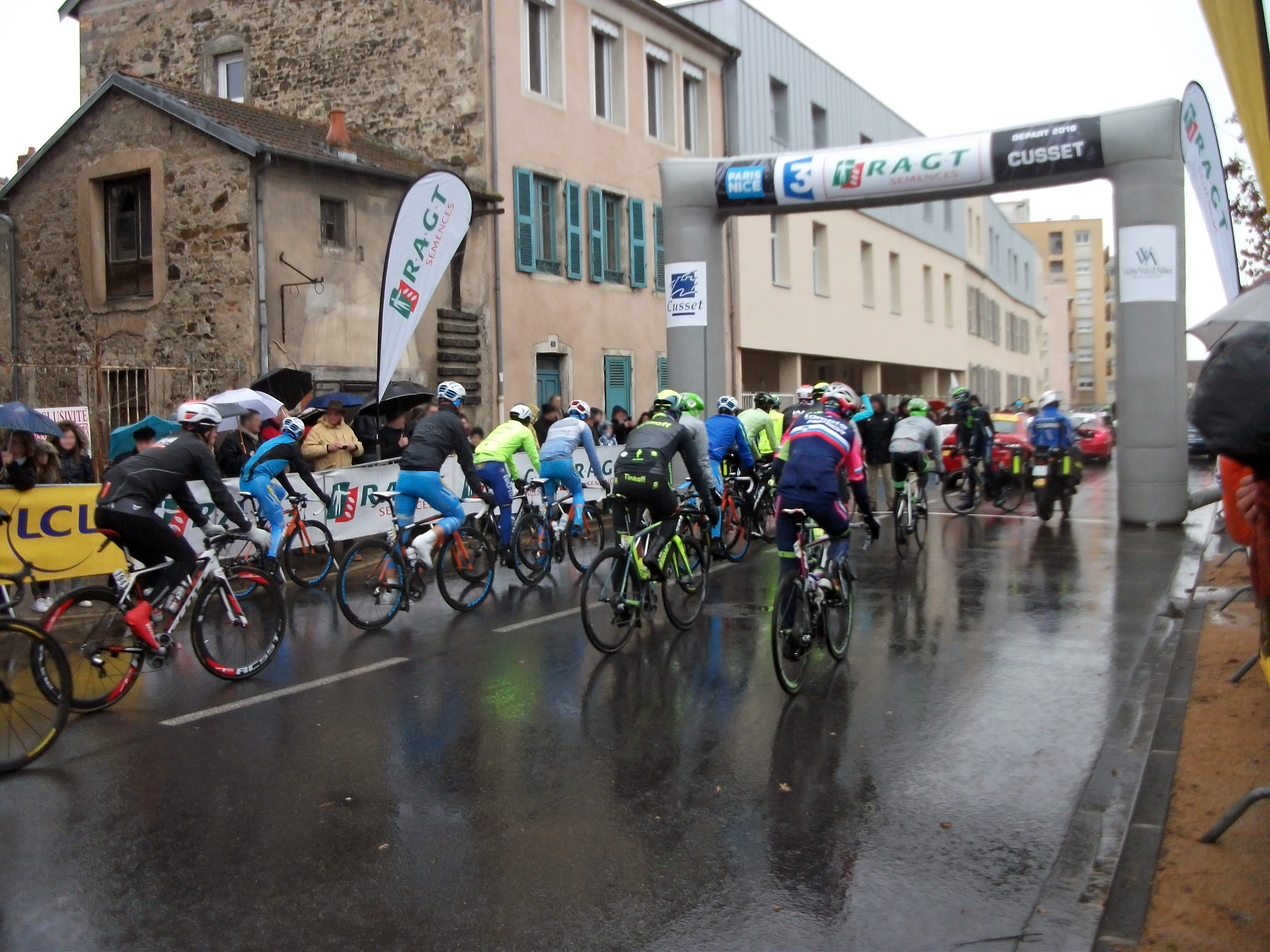
Départ de la 3e étape du Paris-Nice 2016.

La commune de Cusset possède plusieurs équipements sportifs et abrite le siège de plusieurs clubs :
- la Maison des Sports ou le complexe sportif Darcin, où sont pratiqués dans le bâtiment principal le volley-ball, le badminton, la gymnastique ou le tennis de table (club résident : Tennis de Table Cusset), la piscine communautaire gérée par Vichy Communauté (bâtiment isolé) et la salle de basket-ball Alain-Mimoun (bâtiment isolé, club : SCA Cusset basketball) ;
- le stade Jean-Moulin, dans les hauteurs de la ville, comprenant le terrain synthétique René-Ferrier, où est pratiqué le football (club résident : SCAC Football), le rugby (SCAC Rugby), l'athlétisme (Courir à Cusset) et le tennis (Tennis club Cusset), le football américain (Poséïdons) ;
- le stade bouliste Roger-Dromard, sur la route de Molles ;
- le stade de Mont-Béton et son espace cycliste Roger-Walkowiak (club résident : Avenir cycliste cussétois) ;
- l'Office du Mouvement Sportif et du Loisir de Cusset (OMSL) ;
- le centre socio-culturel et sportif Éric-Tabarly ;
- le club Cusset Vichy Escalade utilisant une structure du lycée Albert-Londres et siégeant à la maison des sports[153].

Cusset a aussi été ville de passage, le 25 juillet 2008, de la 19e étape du Tour de France. Elle fut ville d'arrivée de la deuxième étape du Tour de l'Avenir 2010 et ville de départ de la septième étape de la Route de France féminine 2013 ainsi que de la 3e étape du Paris-Nice 2016 le 9 mars.
Elle a, en revanche, été ville-étape de courses cyclistes d'envergure régionale, comme la 3e étape du tour d'Auvergne 2012, le 27 juillet, partant de Cournon-d'Auvergne.
La ville a accueilli, à la maison des sports, les compétitions de tennis de table dans le cadre des Jeux globaux de 2023, qualificatives pour les Jeux paralympiques d'été de 2024.
Cusset a, en outre, été désignée comme la ville la plus sportive du Massif central pour l'année 2012 dans la catégorie des villes de 10 000 à 20 000 habitants, puis en 2018 dans la catégorie des villes de 10 000 à 15 000 habitants.
Dans le cadre des Jeux olympiques d'été de 2024, la flamme olympique est passée par six communes du département de l'Allier le 21 juin 2024, dont Cusset.

### Vie associative
La marque Made in Cusset, lancée en 2014, regroupe les entreprises et commerçants de la commune et organise des événements tels que la fête de la ruralité, une quinzaine des entreprises et des opérations commerciales.

### Médias
Les kiosques vendent, en plus des titres nationaux, le quotidien régional La Montagne (édition de Vichy) et l'hebdomadaire du département La Semaine de l'Allier (édition de Vichy).
La ville de Cusset édite un journal municipal bimestriel #QCMag (ou #Cussetmag).
En complément des radios nationales, quelques radios de portée locale, comme France Bleu Pays d'Auvergne, sont captées.
La ville possède un site Internet depuis 1999. Le site a bénéficié d'une refonte en janvier 2019.

### Cultes
La messe est célébrée à l'église Saint-Saturnin.

## Économie
La commune possède deux zones d'activités : celle de la Contrée de Gauvin, à vocation artisanale et commerciale, ainsi que celle de Champcourt, à vocation industrielle et commerciale.

### Revenus de la population et fiscalité
En 2011, le revenu fiscal médian par ménage était de 23 274 €, ce qui plaçait Cusset au 27 497e rang des communes de plus de quarante-neuf ménages en métropole.
En 2020, sur les 6 230 ménages fiscaux, 41 % étaient imposables.

### Emploi
En 2020, la population âgée de quinze à soixante-quatre ans s'élevait à 7 310 personnes, parmi lesquelles on comptait 70,7 % d'actifs dont 58,6 % ayant un emploi et 12,1 % de chômeurs.
On comptait 5 174 emplois dans la zone d'emploi, contre 5 418 en 2009. Le nombre d'actifs ayant un emploi résidant dans la zone d'emploi étant de 4 355, l'indicateur de concentration d'emploi s'élève à 118,8 %, ce qui signifie que la zone d'emploi offre plus d'un emploi par habitant actif.
Parmi la population active (5 167 personnes), 4 293 possédaient un emploi. La commune compte plus d'employés (1 373) que de professions intermédiaires (1 128 ou d'ouvriers (1 021).
Sur les 5 201 emplois, près d'un tiers sont détenus par des employés (1 500). Toutefois, le nombre d'emplois dans les professions intermédiaires est plus élevé (1 418, 27,3 %) que dans celui d'ouvriers (1 239, 23,8 %). En fonction du secteur d'activité, la commune possède plus d'emplois dans le commerce, les transports et les services divers (2 050, 39,4 %) que dans l'administration (1 930, 37,1 %). Les tableaux ci-dessous montrent les comparaisons départementales et nationales :
| Échelle               | Agriculteurs exploitants | Artisans, commerçants, chefs d'entreprise | Cadres et professions intellectuelles supérieures | Professions intermédiaires | Employés | Ouvriers |
| --------------------- | ------------------------ | ----------------------------------------- | ------------------------------------------------- | -------------------------- | -------- | -------- |
| Commune               | 1,0 %                    | 6,1 %                                     | 13,0 %                                            | 27,3 %                     | 28,8 %   | 23,8 %   |
| Département           | 4,0 %                    | 7,4 %                                     | 9,7 %                                             | 23,6 %                     | 31,0 %   | 24,4 %   |
| France métropolitaine | 1,5 %                    | 6,8 %                                     | 18,9 %                                            | 26,2 %                     | 27,0 %   | 19,6 %   |

| Échelle               | Agriculture | Industrie | Construction | Commerce, transports, services divers | Administration publique, enseignement, santé, action sociale |
| --------------------- | ----------- | --------- | ------------ | ------------------------------------- | ------------------------------------------------------------ |
| Commune               | 1,2 %       | 11,4 %    | 10,9 %       | 39,4 %                                | 37,1 %                                                       |
| Département           | 4,9 %       | 15,9 %    | 6,4 %        | 37,0 %                                | 35,8 %                                                       |
| France métropolitaine | 2,5 %       | 11,9 %    | 6,4 %        | 47,5 %                                | 31,7 %                                                       |

En 2020, 3 839 des 4 352 personnes âgées de quinze ans ou plus (soit 888,2 %) et ayant un emploi sont des salariés. 31,8 % des actifs travaillent dans la commune de résidence.
En 2020, Cusset comptait 886 chômeurs ; le taux de chômage s'élève à 17,1 %, en nette hausse par rapport à 2009 (14,7 %).

### Entreprises et commerces
Au 31 décembre 2020, Cusset comptait 830 entreprises, dont 227 (27,3 %) dans le domaine du commerce de gros et de détail, des transports, de l'hébergement et de la restauration ; 153 (18,4 %) de la construction ; et 118 (14,2 %) des activités spécialisées, scientifiques et techniques et des activités de services administratifs et de soutien. Elle comptait aussi 978 établissements.
Parmi les entreprises ayant existé dans la commune mais ayant cessé leur activité :
- Prodirest, en 2007, avec la suppression de 45 emplois, selon Jean-Pierre Maurice, sous-préfet de Vichy en 2009[160] ;
- Delis Compote, entreprise de fabrication de compotes à destination de la grande distribution, installée à Ris puis à Cusset en 1987. L'activité a continué à Châteaubourg, près de Rennes[160] ;
- Reinhausen, entreprise spécialisée dans la fabrication d'isolateurs électriques en silicone, implantée en juin 2017 dans la zone d'activités des Graves après le rachat de Maclean Power France. Elle a notamment fourni des isolateurs pour l'un des plus grands barrages du monde, en Chine[161]. Le groupe a annoncé, le 29 août 2022, la fermeture de son usine qui employait 62 salariés[162], invoquant une forte concurrence chinoise[163] ; la fermeture est effective le 16 décembre 2022[164]. Le site est racheté par Vichy Communauté le 11 avril 2024 pour 1,9 million d'euros, ce qui permettra à la collectivité d'implanter certains de ses services[165].

#### Agriculture
Au recensement agricole de 2010, la commune comptait 28 exploitations agricoles. Ce nombre est en nette diminution par rapport à 2000 (31) et à 1988 (48). La superficie agricole utilisée sur ces exploitations était de 1 853 hectares en 2010, incluant 393 ha d'exploitations individuelles (au nombre de 16) et 819 ha de GAEC (au nombre non diffusé).
Cusset est ville pilote d'un projet alimentaire territorial. Les travaux conduits avec les exploitants locaux se sont traduits par diverses initiatives comme l'entretien des chemins ou le développement des circuits de proximité.

#### Industrie
Cusset abrite le siège social de dix entreprises de plus de dix millions d'euros de chiffre d'affaires dont :
- Codirhad Groupement Autodistribution Centre Auvergne (pièces détachées pour automobiles et camions) ;
- Jacuzzi France : jacuzzi, sauna, hammam ;
- les établissements Lagarde, qui « exploitent un dépôt d'hydrocarbures liquides », dans la zone industrielle, le long du boulevard Jean-Lafaure[59]. L'entreprise, existant depuis 1946[167], est alliée à la compagnie pétrolière Total depuis 1954[168]. Elle distribue 250 000 m3 d'hydrocarbures à destination des professionnels et des particuliers dans l'Allier et certains départements limitrophes (dont les stations-service Total[168]) et emploie 42 salariés[167] ;
- Pass : glissières métalliques et béton pour routes et autoroutes[169] ;
- l'entreprise Suchet, installée à Cusset depuis 1962, spécialisée dans les travaux de couverture et d'étanchéité.

Les établissements Applifil exploitaient, de 1935 aux années 2000, une usine de fabrication de pièces métalliques formées à froid à partir de matières premières (fils ou feuillards métalliques), « sans mise en œuvre de produits chimiques dangereux » hors huiles de graissage ; quelques pièces nécessitaient un dégraissage au perchloroéthylène. Devenue une friche après sa fermeture, un projet consiste à créer sur l'ancien site une résidence pour seniors (voir aussi Projets d'aménagement).
La carrière des Malavaux, propriété de Lafarge depuis 1998, est exploitée depuis 1913 et est utilisée pour l'approvisionnement de ballast sur les lignes à grande vitesse et les autoroutes.

#### Commerces et services
Un hypermarché Carrefour et deux supermarchés Carrefour Market et Netto sont implantés sur le territoire communal, ainsi qu'une grande surface de bricolage à l'enseigne Bricomarché.
Les banques sont principalement situées en hypercentre-ville, place Victor-Hugo (Caisse d'Épargne, Banque Populaire, Crédit Agricole, Crédit Mutuel).
La zone commerciale des Bartins, au nord de la rue des Bartins (les habitations au sud sont situées côté Vichy) comprend des magasins d'ameublement (enseignes accordées en 2009).
Depuis les années 1980, la zone commerciale des Peupliers était constituée de magasins du groupement des Mousquetaires, avec un Intermarché avec station-service, un Bricomarché et un Vêtimarché.
Système U a pris la place du supermarché d'alimentation[Quand ?]. Les SA Cevede et SCI Jacmar ont eu l'accord de la commission départementale d'aménagement commercial de l'Allier le 11 septembre 2003 pour aménager un magasin Hyper U de 4 250 m2 à la place du Super U existant ; le magasin ouvre ses portes début 2007, avec la nécessité de créer un parking de 500 places à étage débordant sur la rue des Peupliers qui nécessite une déviation ; mais le 4 janvier 2008, une autre enseigne se substitue : Carrefour. La galerie marchande comprend aussi une parfumerie, une parapharmacie et un magasin d'optique.
Les locaux de l'enseigne de bricolage Bricomarché ont été transférés après accord de la CDAC le 3 décembre 2003 pour une ouverture en 2008, à l'est de Carrefour, sur une surface de 4 500 m2. Les anciens bâtiments sont abandonnés depuis 2007 (un cordonnier subsistait encore) et un magasin de décoration avait ouvert en lieu et place de Bricomarché. Les bâtiments ont été démolis dans le cadre de la création du boulevard urbain, livré en 2017.
Un garage automobile Citroën de 3 000 m2 a pu être créé après accord de la CDAC en avril 2005. Il ouvre le 4 juin 2009 avenue Gilbert-Roux, avec la nouvelle identité visuelle de l'entreprise automobile. Cette même commission a donné son accord pour la création de magasins qui ont ouvert en été 2012 : Conforama (issu du déménagement de Bellerive-sur-Allier, accord en décembre 2010), Les 3 P'tits Cochons (mi-2011), Babou (mi-2011) après déménagement, BUT (février 2013, ouvert le 14 mai 2014).
Cependant, des enseignes se sont vu refuser leur implantation dans la commune, à l'exemple d'un Leader Price en 2009 (malgré un recours en commission nationale).
La commune compte trois stations-service. Du fait de la présence d'une usine au nord de la ville, l'agglomération possède nombre de stations Total. Une autre a ouvert dans la zone commerciale des Peupliers, à l'enseigne prévue Hyper U (accord de la CDAC en novembre 2005 puis en août 2007) remplaçant celle sous-dimensionnée et démolie, mais sous la nouvelle enseigne Carrefour.

#### Tourisme
La ville possède un office de tourisme, compétent sur neuf communes issues des anciens cantons nord et sud, en plus de Cusset : Abrest, Bost, Busset, Creuzier-le-Neuf, Creuzier-le-Vieux, Mariol, Saint-Yorre et Le Vernet.[Passage à actualiser]
Il n'existe aucun hôtel, camping ou autre hébergement collectif au 1er janvier 2023.

## Culture locale et patrimoine

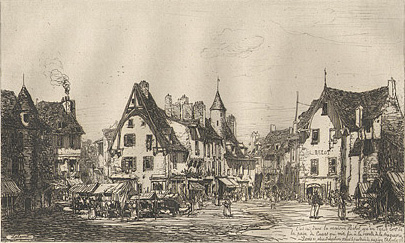
Gravure représentant le vieux Cusset.

### Lieux et monuments
Cusset possède plusieurs bâtiments notable et de nombreux vestiges de la période médiévale. Sept édifices de la ville sont protégés au titre des monuments historiques (deux classés et cinq inscrits).

#### Architecture civile

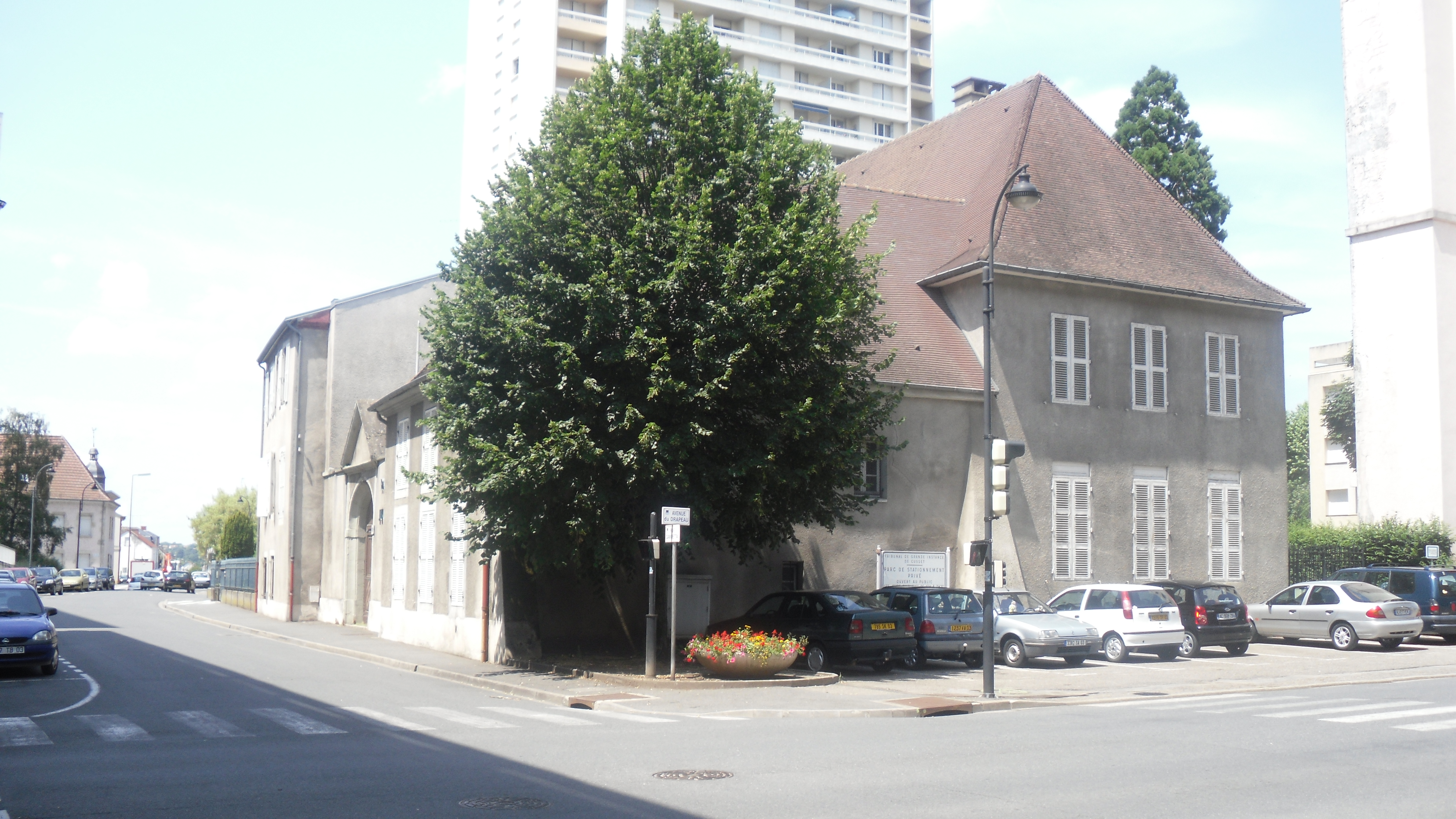
Tribunal de grande instance.

La maison à pans de bois, située à l'angle des rues de la Constitution et Saturnin-Arloing, du XVe siècle, fut édifiée par un Premier élu de Cusset, M. Chatard, délégué aux États d'Auvergne. Elle a abrité de 1976 à 2017 l'office de tourisme de la ville. L'élévation et la toiture sont protégées aux monuments historiques (MH), par une inscription le 29 mars 1929.
Inscrite en même temps que l'édifice précédent, une autre maison du XVIe siècle, dans l'ancienne rue de la Goutte et donnant aujourd'hui sur le square de la rue Saturnin-Arloing (au no 5), est l'un des rares exemples d'architecture de la Renaissance à Cusset. La porte de la tourelle d'escalier est encadrée de colonnes cannelées supportent un fronton triangulaire. Au-dessus, se trouve une fenêtre moulurée de rinceaux et flanquée des caryatides avec les visages d'un homme et d'une femme sortant d'une gaine de feuillages. La porte et la fenêtre la surplombant  sont les deux éléments protégées au titre des Monuments historiques mais sont aujourd'hui dans un état très dégradé.

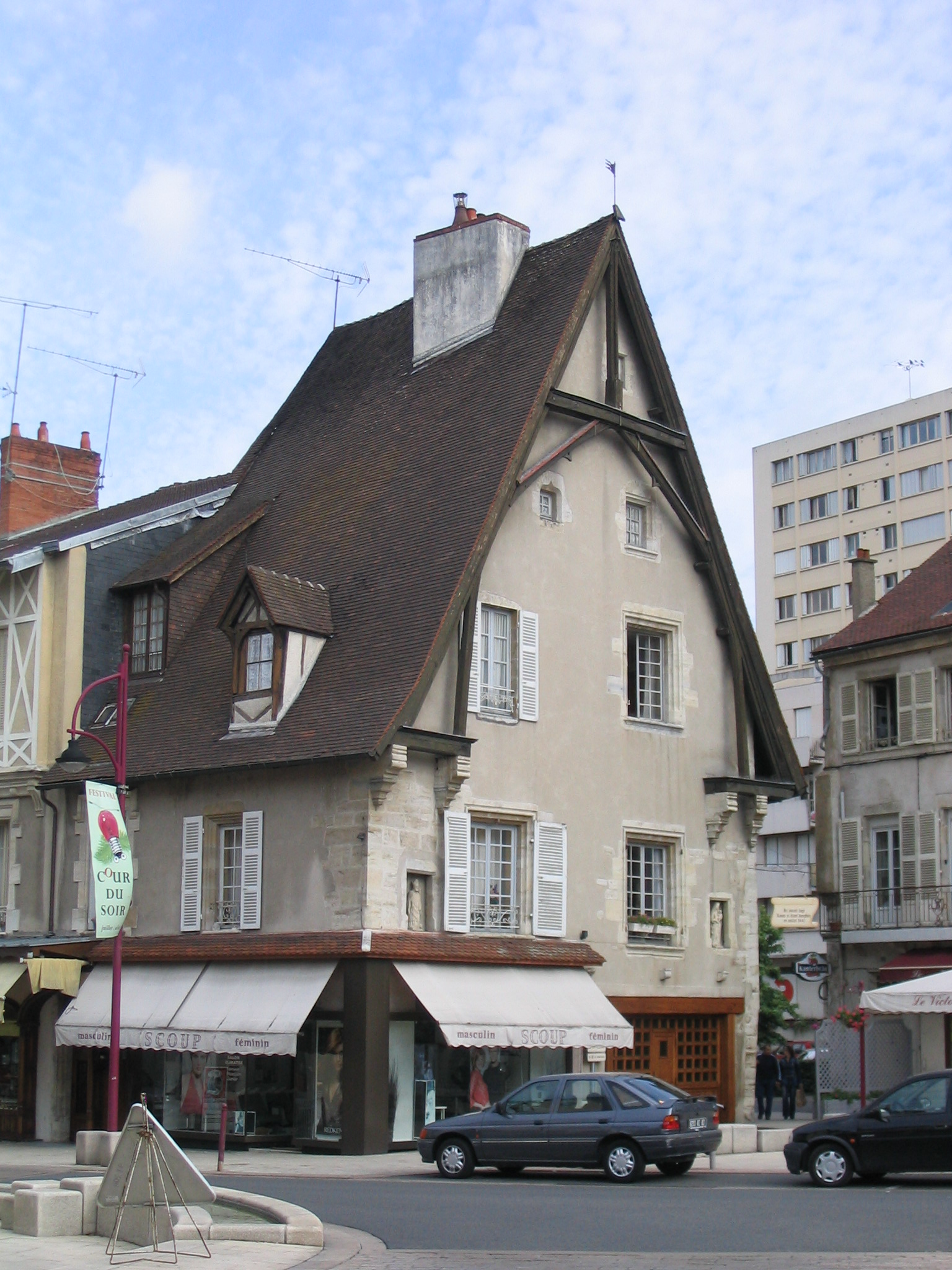
Maison du XVe siècle.

Une maison du XVe siècle, à l'angle du 11, place Victor-Hugo, et du boulevard de l'Hôtel-de-Ville, est classée le 5 novembre 1928. Une autre maison, située de l'autre coté de la rue, sur la place Victor-Hugo, dite « maison de Louis XI », est classée le 24 du même mois.
La maison Seive, au 16 avenue Gilbert-Roux, a été construite en 1929 et conçue par les architectes vichyssois Chanet et Liogier. La clôture, le décor intérieur, le vestibule et le salon sont inscrits aux monuments historiques le 21 mars 2005.
La ville possède d'autres bâtiments remarquables bien que non protégés au titre des monuments historiques :
- une maison du XVe siècle, au 27 rue de la Constitution, est constituée de deux portes en ogive et d'une baie cintrée ;
- l'hôtel Jean de la Borderie, rue du Marché-au-Blé, du XVe siècle, comprend une porte surmontée d'un tympan en ogive encadré de deux pinacles, grandes fenêtres à meneaux. Ce fut l'hôtel particulier de Jehan de la Borderie. C'est là qu'aurait pu être signé en 1440 le traité de Cusset mettant fin à la Praguerie qui avait opposé le roi Charles VII aux grands seigneurs du royaume au sujet de la création d'une armée de métier (la maison dite de Louis XI est aussi avancée comme lieu de signature) ;
- le tribunal de grande instance, siégeant au 4, rue Gambetta, du XVIe siècle, était la demeure de Jehan Corrier, lieutenant général du bailliage au XVIe siècle.

Il existe aussi une ancienne maison du bailliage, 8 rue du Censeur ; une maison du XVe siècle, 40 place Victor-Hugo ; une porte en ogive du XVe siècle, 6 rue du Général-Foy.

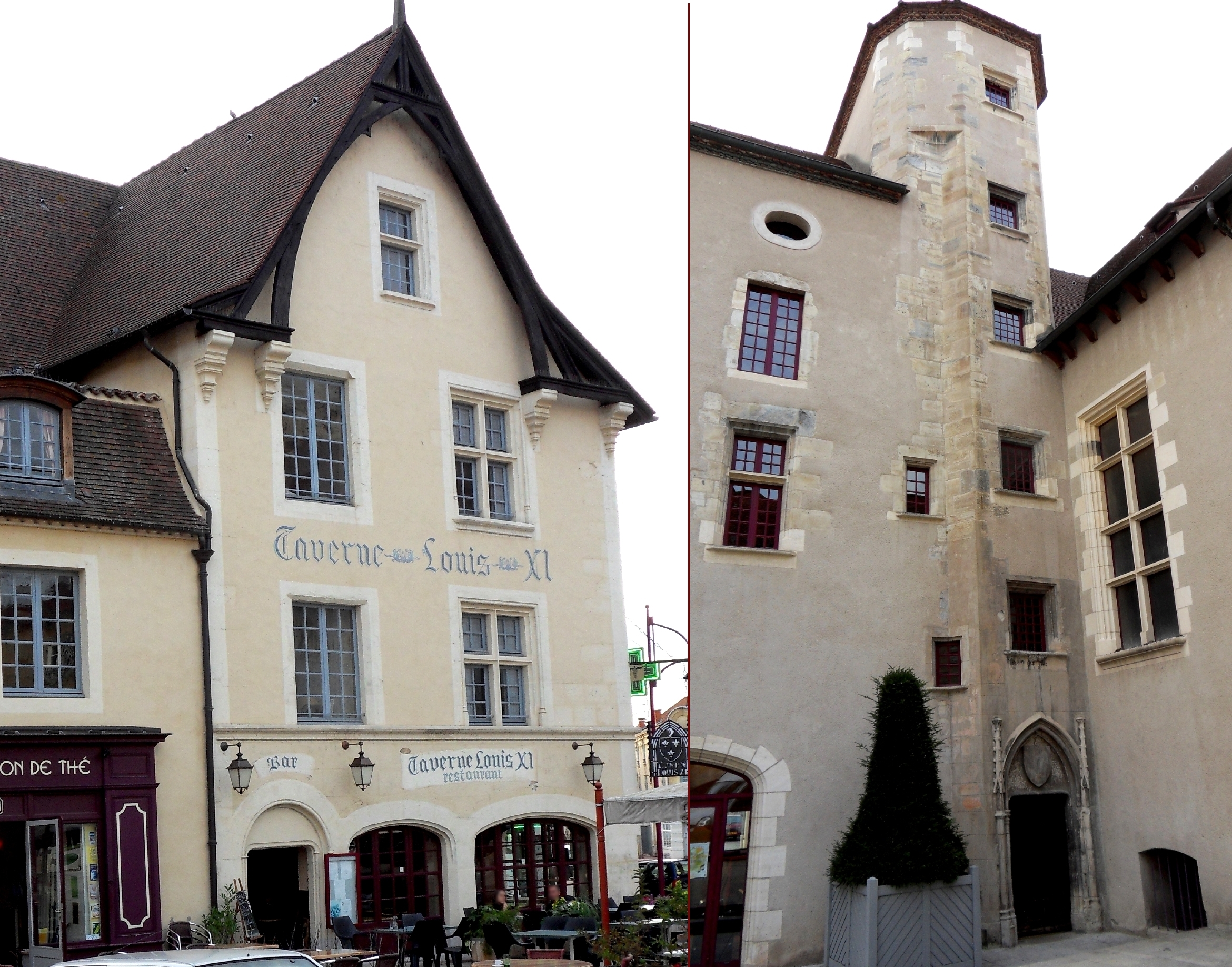
Maison Louis XI.

#### Architecture militaire
Les fortifications de Cusset ont été construites entre 1476 et 1483 par Vauzy de Saint-Martin à la demande de Louis XI. Enceinte, citadelle, tour, porte, courtine et soubassement sont les éléments protégés pour leur inscription aux monuments historiques le 24 mai 1996.
Le musée de la Tour Prisonnière, rue des Fossés-de-la-Tour-Prisonnière, est construit en calcaire et en basalte. Cette tour, située au sud-ouest de la ville, est le dernier vestige encore debout des fortifications. Elle servit de prison à partir du XVIe siècle, et ce jusqu'aux années 1960. Elle accueille le musée depuis 1980. La tour est haute de 18 m et large de 23 m ; des ouvertures pour le tir sont pratiquées à travers la muraille, dont l'épaisseur atteint neuf mètres, à raison de trois ouvertures pour chacun des trois niveaux de la tour.

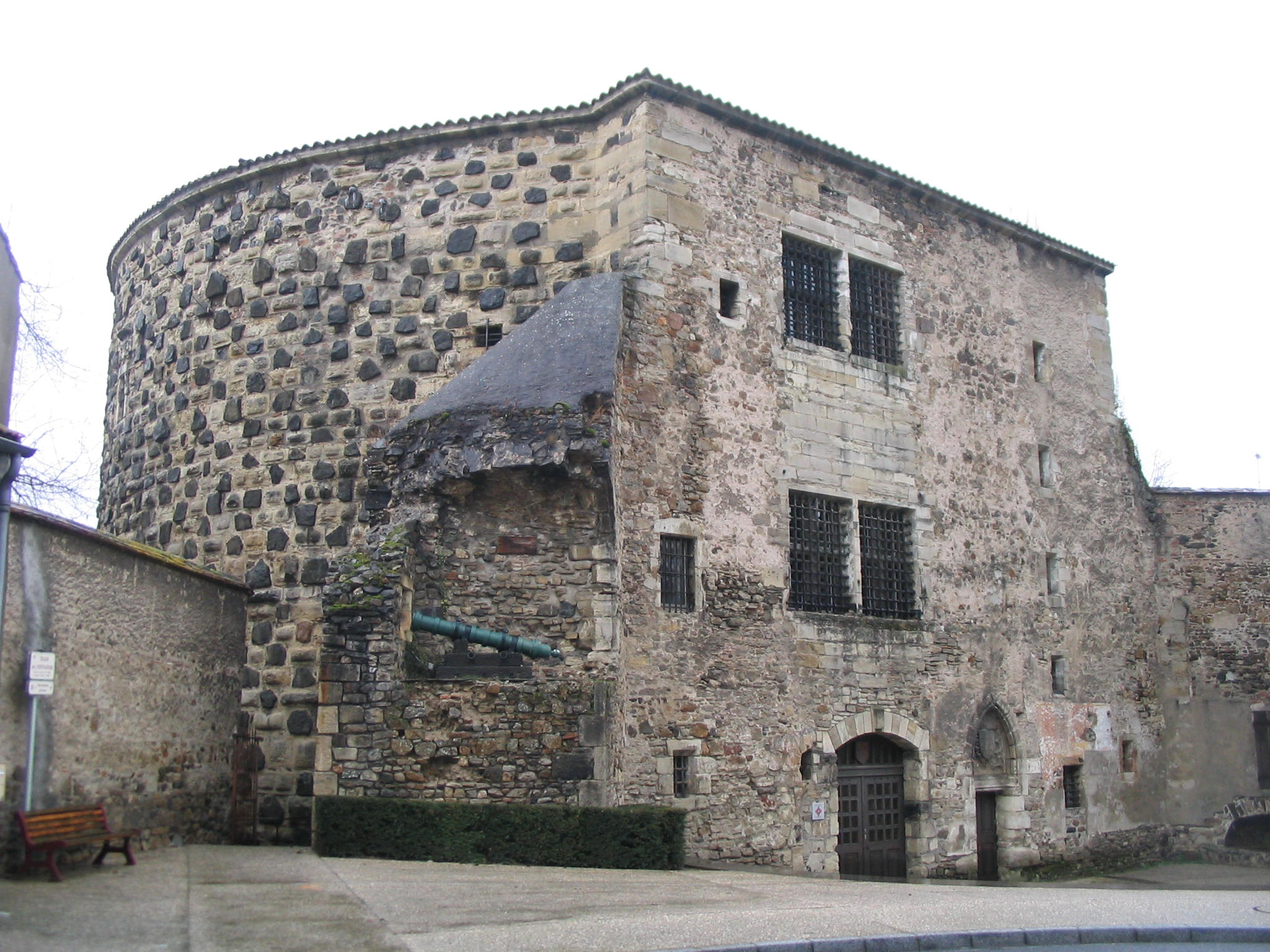
La Tour prisonnière.

Les portes de Doyat (place du Centenaire-de-la-République) et de Saint-Antoine (place de la République) sont d'anciennes portes d'accès des fortifications ; démolies, leurs galeries de rez-de-chaussée sont aujourd'hui souterraines.

#### Ancienne prison
L'ancienne prison des femmes, sise boulevard du Général-de-Gaulle, date de 1824. Au rez-de-chaussée se trouvait une cellule temporaire, l'infirmerie et les parloirs ; l'appartement du gardien et le dortoir des femmes se situant au 1er étage. On accède au bâtiment par la porte en plein cintre d'un avant corps. La prison est fermée en 1960, puis acquise par la commune. Désormais, elle accueille les réserves du musée de la Tour-Prisonnière située à proximité.

#### Architecture industrielle
L'ancien moulin du Chambon, rue du Faubourg-du-Chambon, se compose d'une minoterie, construite en 1808 à la place d'un moulin datant de 1771. Le bâtiment a été modifié en 1853 ; de la maison du meunier, construite au XIXe siècle par Rose-Beauvais ; de tours, rue Andreau : datant de 1943, elles marquent l'entrée du parc du Chambon.
L'ancien moulin des Cours, à l'angle de la rue des Moulins et du cours Lafayette, a fonctionné jusqu'en 1974 (décès accidentel du meunier).
Le moulin de Ribière, du XIXe siècle, fut l'un des plus grands moulins à farine des environs. La roue à aubes et la maillerie subsistent encore. Quant au moulin Saint-Jean, ce fut le dernier à avoir été en activité dans la vallée du Sichon. On peut encore voir tourner la double roue à aubes rénovée en 2000. La propriété accueille aujourd'hui des chambres d'hôtes.
La gare de Cusset, de 1910, est l'œuvre de l'architecte Marius Toudoire.

#### Architecture thermale
La source Tracy, sur le cours Tracy, dont le pavillon octogonal en fer a été érigé en 1845, jaillit à une température de 13 °C.

#### Monuments religieux

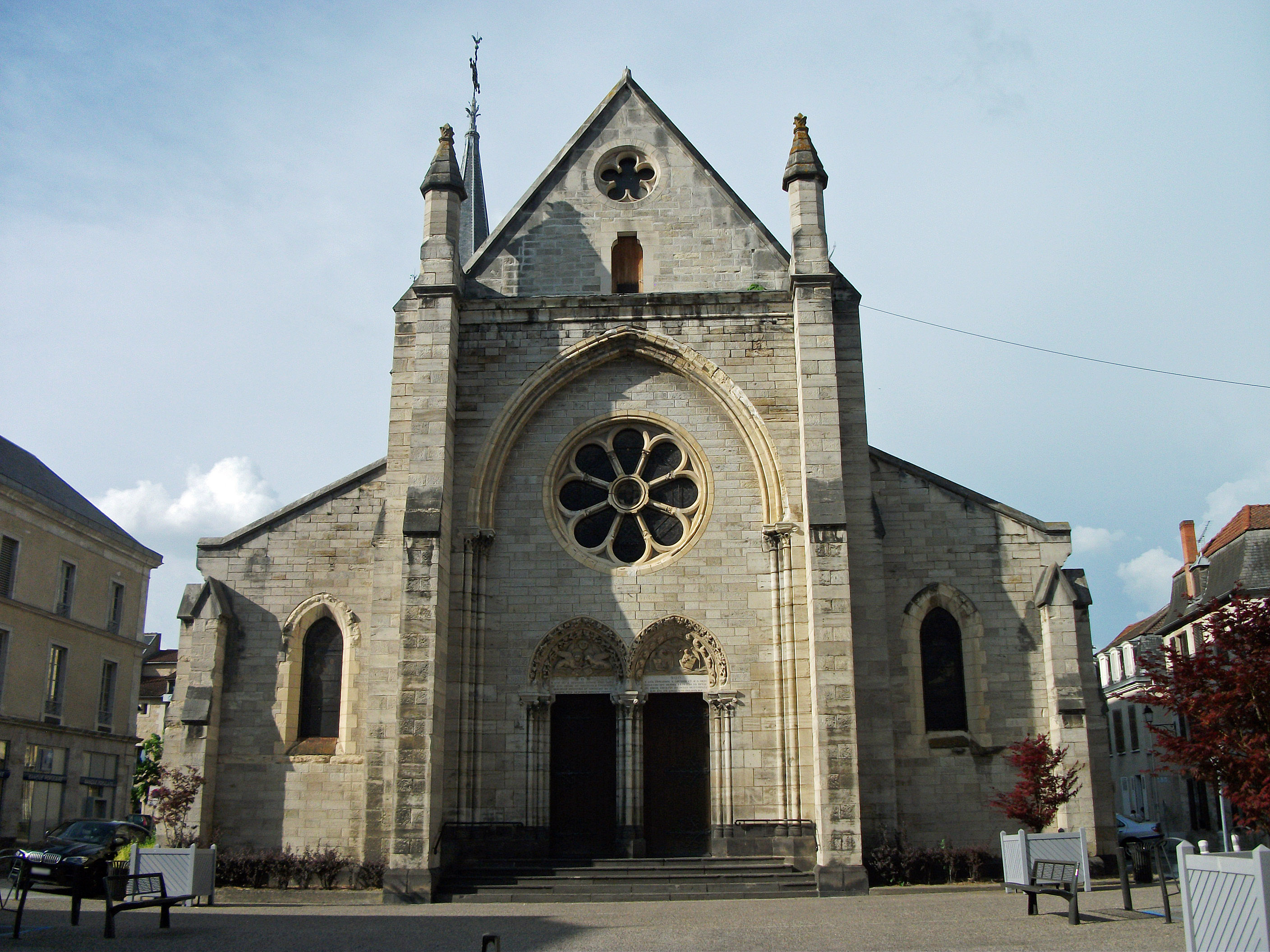
Église Saint-Saturnin.

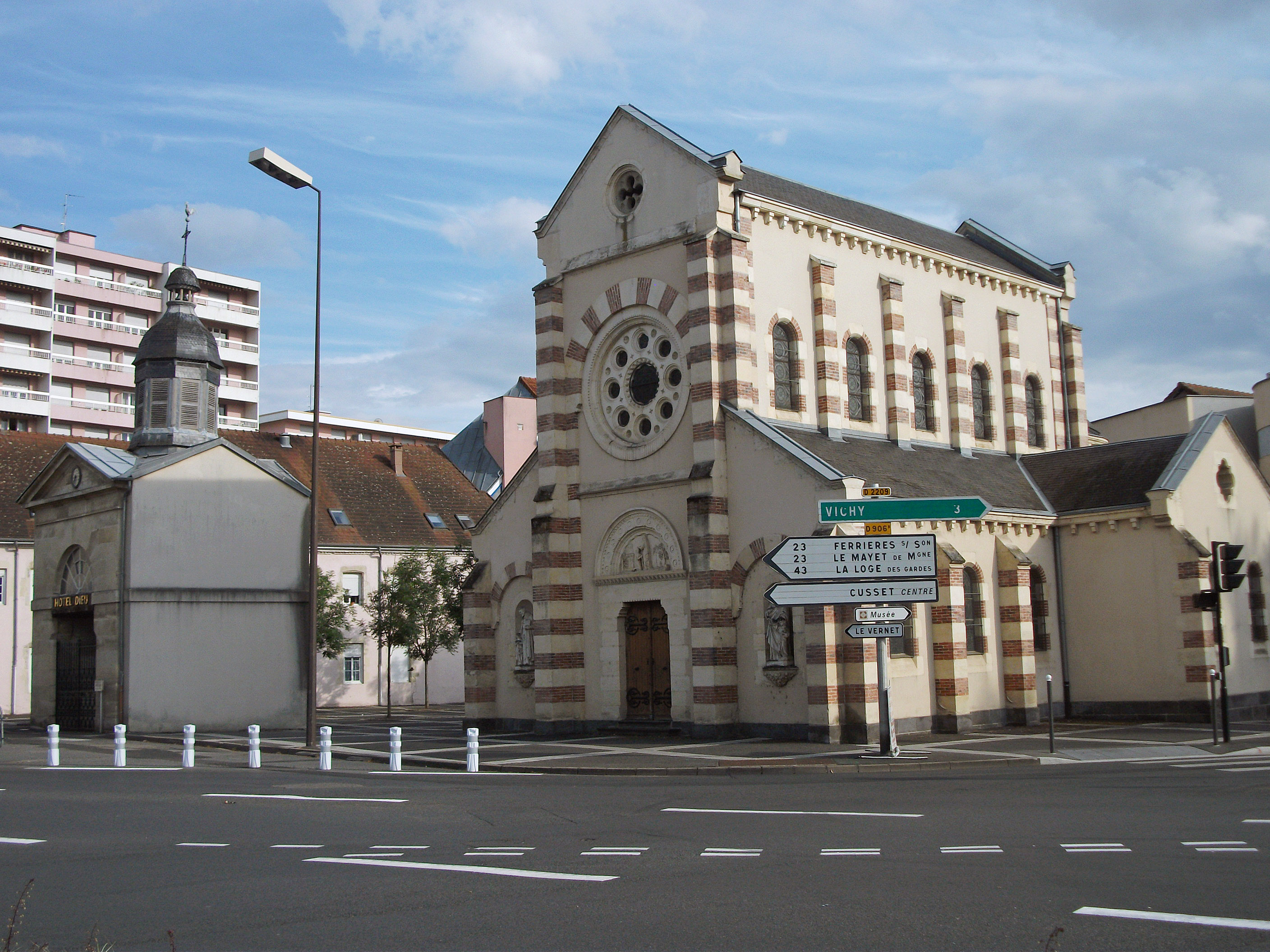
Ancien Hôtel Dieu.

- Square Paul-Duchon, des halles à ossature métallique du cloître de l'abbaye, du XIIe siècle, y avaient été construites au XIXe siècle à l'emplacement du cloître roman ; leur démolition a permis de remettre au jour les arcades de pierre.
- Sur le site de l'ancienne maison des chanoines, 22 place Victor-Hugo, au XIIIe siècle, les moniales de Cusset font construire une église consacrée à Notre-Dame pour abriter une statue de Vierge à l'Enfant miraculeusement retrouvée à l'emplacement de l'actuelle place Victor-Hugo. L'église est alors desservie par des chanoines habitant dans une maison dont restent une fenêtre moulurée à meneaux et une partie à pans de bois.
- La tour de la commanderie de Saint-Antoine, 34 rue du Général-Raynal, est le dernier vestige encore debout de la commanderie de Saint-Antoine fondée au XIIIe siècle par les Hospitaliers de Saint-Antoine-de-Viennois pour aider les pauvres, sur un terrain donné par l'abbaye de Cusset. En 1768 l'ordre est réuni à celui de Malte. Son activité cesse avec l'avènement de la Révolution.
- La croix du XVe siècle, en pierre, près du musée de la tour Prisonnière, vient de l'ancien cimetière, auparavant situé sur la place Victor-Hugo. Une face est ornée d'une Vierge à l'Enfant, l'autre d'un Christ en croix.
- L'église Saint-Saturnin, place Radoult-de-La-Fosse (ou -de-Lafosse), a été construite entre 1859 et 1868 suivant les plans faits par Jean-Baptiste Antoine Lassus en 1855 par Hugues Batilliat à la place de l'ancienne église médiévale. Le chœur est encadré de chapelles rayonnantes. Le clocher et le chevet sont dus à la générosité de Napoléon III. L'édifice est inscrit aux monuments historiques le 26 février 2013[188].
- Place du Centenaire-de-la-République, le pavillon d'entrée, construit en 1702, permettait d'accéder à la cour de l'ancien Hôtel Dieu. Ce dernier bâtiment, reconstruit au XXe siècle, abrite une maison de retraite. La chapelle de ce même bâtiment a été construite dans les années 1860 par Hugues Batilliat en style néo-roman.
- À Aubepierre, lieu-dit appartenant à l'abbaye de Cusset, formant une paroisse, puis devant la demeure des abbesses en 1517, l'ancienne chapelle Sainte-Foy a été érigée en pierre, à plan basilical à simple abside, au XIIe siècle. Au même lieu-dit, le manoir l'est au XVe siècle.
- Sur la route de Molles, la chapelle Sainte-Madeleine, du XIIe siècle, fut le lieu de fondation de l'abbaye de Cusset ; elle fut desservie par des Capucins jusqu'en 1789.
- À Chassignol, la chapelle Sainte-Anne (XIIe siècle - 1694) : au début du XIIIe siècle, l'abbaye de Cusset acquiert Chassignol et y crée un prieuré dédié à sainte Anne. Elle fut souvent remaniée. La chapelle, dédiée à Notre-Dame de Fatima, a été édifiée dans les années 1950-1960.
- Chapelle Sainte-Madeleine de Chez-Laire .

### Équipements culturels

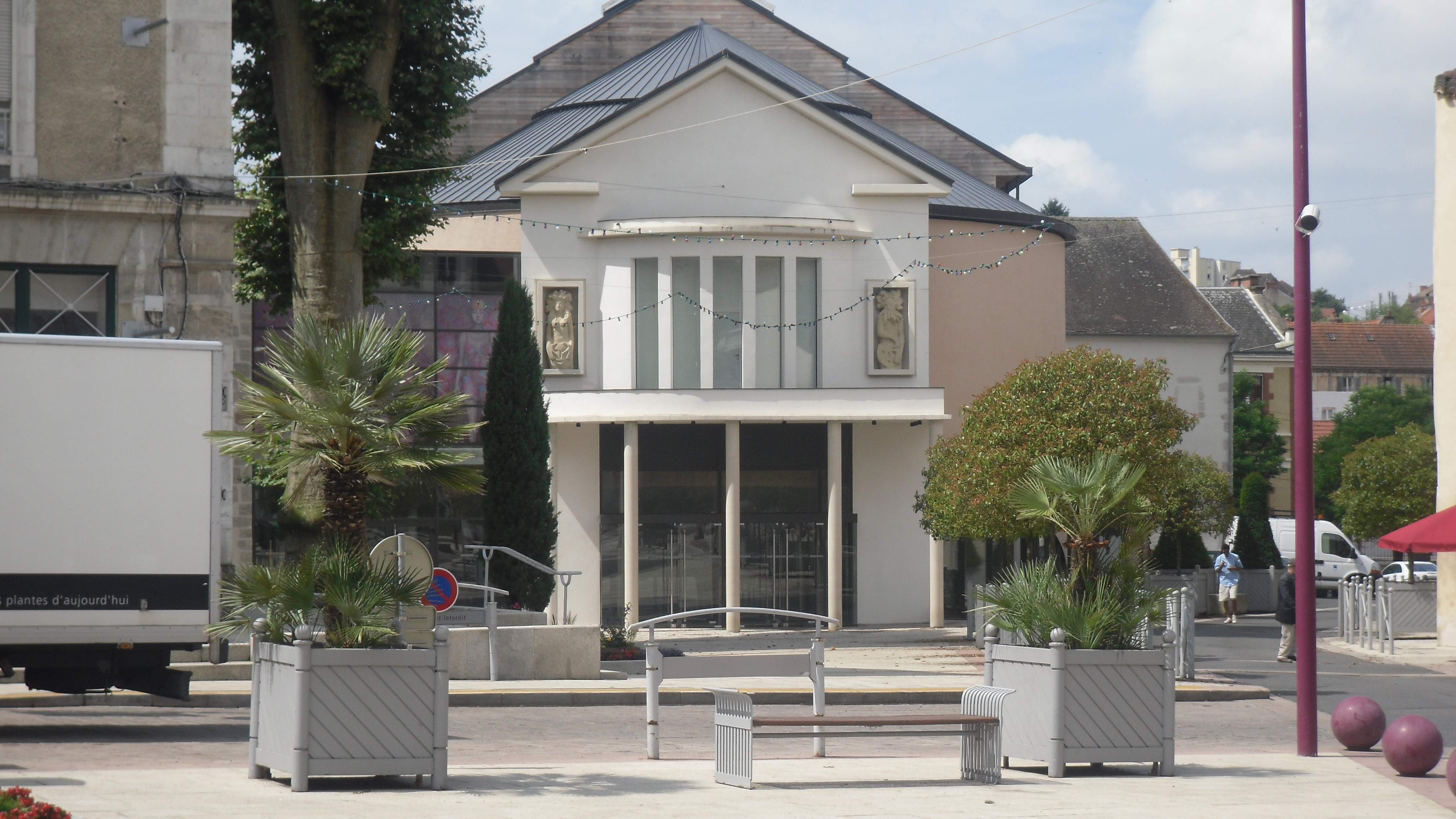
Théâtre de Cusset en juillet 2010.

La commune possède plusieurs infrastructures consacrées à la culture :
- le conservatoire de musique, géré par la communauté d'agglomération Vichy Communauté, ouvert depuis le 30 novembre 2019 sur le site d'un ancien bâtiment de la cité scolaire Albert-Londres, qui regroupe les écoles de musique de Vichy, Cusset, Bellerive-sur-Allier, Saint-Germain-des-Fossés et Saint-Yorre. Le bâtiment comprend une salle d'orgue, 35 salles, un auditorium et un studio d'enregistrement[CUS 31]. Il remplace, à Cusset, l'école municipale de musique installée dans l'hôtel de la Borderie ;
- la bibliothèque municipale, qui dispose de 13 000 ouvrages ;
- le théâtre municipal, situé près de la mairie, a été reconstruit, avec travaux d'accessibilité aux personnes à mobilité réduite, et inauguré en janvier 2008. Seule scène conventionnée danse et cirque de la région Auvergne-Rhône-Alpes, le théâtre a été labellisé « scène d'intérêt national » le 4 décembre 2018[189] ;
- l'espace Chambon, construit en 1993, qui comporte plusieurs salles, ce qui permet d'accueillir des pièces de théâtre, des bals, des salons, des expositions, ou des concerts.

### Patrimoine culturel
- Musée de la Tour Prisonnière : les souterrains de Cusset datant du XVe siècle sont exceptionnellement bien conservés. Il s'agit des anciennes galeries du rez-de-chaussée des portes de la fortification qui ceinturait la ville à la fin du Moyen Âge. Deux de ces portes sont ouvertes au public : la porte de Doyat et la porte Saint-Antoine. Le départ se fait à partir du musée.

### Personnalités liées à la commune

#### Personnalités nées à Cusset
- Jean-Baptiste Randoing (28 avril 1798, Cusset - 9 juillet 1883, Paris), homme politique.
- Yves Louis Randoing dit Camille Randoing (8 août 1800 à Cusset - 22 juillet 1857 à Paris), industriel et homme politique.
- Saturnin Arloing, né le 3 janvier 1846 et décédé à Lyon le 21 mars 1911, vétérinaire français, a inventé le vaccin anti-tuberculose pour les bovidés, qui sera adapté pour l'homme.
- Victor André Cornil, né le 17 juin 1837 et décédé à Menton le 13 avril 1908, fut professeur à la faculté de médecine de Paris, membre de l'Académie de médecine, député, puis sénateur de l'Allier. Sa statue se trouve sur le cours Tracy.
- Jean de Doyat, né vers 1445 au château de Doyat, près de Cusset, et mort en 1498, conseiller de Louis XI.
- Paul Duchon[190], né en 1869 et décédé à Ambierle, dans la Loire, en 1950, fut un érudit, historien et ethnographe bourbonnais.
- Antoine de Margerie, né le 17 novembre 1941 et mort à Paris en 2005, peintre.
- Jean-Pierre Masseret, né le 23 août 1944, homme politique.
- Armand Étienne Méplain, né le 28 janvier 1824 et décédé le 1er février 1906, a été député de l'Allier.
- Etienne Ret (1900-1996), peintre américain, né à Cusset.
- Raymond Léon Rivoire (1884-1966), sculpteur, notamment du monument aux morts en 1921[191].
- Antoine Rivoulon (1810-1864), peintre.

#### Personnalités décédées à Cusset
- Michel Gelly, né le 15 juin 1863 à Besse (Puy-de-Dôme) et mort le 29 novembre 1916 à Cusset, enseignant et aquarelliste, fut professeur de dessin au collège de Cusset et directeur de l’École d'art de Vichy ;
- Louis Marcoussis, né à Varsovie, en Pologne, le 14 octobre 1878, fut peintre et graveur. Il vécut à Cusset de 1940 jusqu'à son décès le 22 octobre 1941 ; il y est enterré, ainsi que sa femme, la peintre Alice Halicka.
- Yvette Prost, née à Marcigny le 20 avril 1874, écrivaine lauréate d'un Prix Sobrier-Arnould en 1923, vécut à Cusset de 1931 jusqu'à son décès le 2 août 1949[192].
- André Lajoinie, né à Chasteaux, en Corrèze le  26 décembre 1929, homme politique membre du Parti communiste français décédé à Cusset le 26 novembre 2024.

#### Autres personnalités ayant vécu à Cusset
- René Barjavel, né à Nyons, dans la Drôme, le 24 janvier 1911 et décédé à Paris le 24 novembre 1985, a fréquenté le collège de Cusset de 1923 jusqu'à son baccalauréat en 1927.
- Maurice Boucard, né le 16 février 1922 à Levallois-Perret dans une famille d'Auvergnats de Paris, cantaliens et aveyronnais, décédé le 18 juillet 2007 à Vichy. Formé à l'École des Beaux-Arts de Clermont-Ferrand, peintre, il a vécu à Cusset après avoir été chef d'atelier des décors du Grand Casino à Vichy. Maurice Boucard a été l'invité de l'émission (enregistrée) Les Chemins d'une vie, produite et présentée par Christian Lassalas sur FR3 Auvergne Radio (cinq émissions de trente minutes du 21 au 25 juin 1982).
- Léon Boyer (1883-1916), instituteur et poète. Il épouse l'institutrice Marie Jeanne Charlotte Péronnet à Cusset en 1909 et enseigne avec elle à l'école de Cusset. Son nom est inscrit au Panthéon parmi les 560 écrivains morts au combat pendant la Première Guerre mondiale.
- Maurice Constantin-Weyer, né à Bourbonne-les-Bains, en Haute-Marne, le 24 avril 1881 et décédé à Vichy le 22 octobre 1964, vécut un temps à Cusset. Le collège municipal porte son nom.
- Alexandre Giraudet (1797-1863), médecin et historien, auteur d'une Topographie physique et médicale de Cusset, commune où il a vécu.
- Jean Giraudoux, né à Bellac, en Haute-Vienne, le 29 octobre 1882 et décédé à Paris le 31 janvier 1944). Son frère aîné, Alexandre (° Bellac, Haute-Vienne, 8 août 1880 – † Cusset, 13 janvier 1973), était médecin à Cusset[193]. L'écrivain le visitait régulièrement. Une rue de la ville porte son nom.
- Georges Jeanclos (1933-1997), sculpteur en apprentissage à Cusset chez Robert Mermet en 1947.
- Robert Mermet (1896-1988), sculpteur, né à Paris, est venu s'installer en 1941 à Cusset, où il est décédé en octobre 1988, âgé de 92 ans.
- Napoléon III (° 20 avril 1808 – † 9 janvier 1873), l'Ardoisière étant son lieu de promenade favori.
- Claude Nougaro, né à Toulouse en 1929 et décédé en 2004, fut inscrit au collège de Cusset en 1945 et y écrivit ses premiers poèmes.

### Héraldique
| Les deux blasons de la commune | À gauche : De gueules semé d'écussons d'or. À droite : D'azur, au senestrochère d'argent, sortant de nuées de même, mouvant du flanc dextre de l'écu, tenant une épée aussi d'argent, la poignée et la garde d'or, sur la pointe de laquelle est posée une couronne aussi d'or. |
| Les deux blasons de la commune | Jusqu'au XVIIe siècle, Cusset n'eut pour blason que les armes du chapitre Notre-Dame. Elle se voit dotée d'un second blason en 1698 lorsque Pierre d'Hozier réalise l'Armorial général de France.                                                                               |